# 名古屋環状2号線
名古屋環状2号線（なごやかんじょう2ごうせん）は、愛知県名古屋市の外周部を通り、名古屋市を中心に放射状に伸びる幹線道路と主要地点で連結する、延長約66.2 km（専用部66.2 km・一般部58.6 km）の環状道路である。名古屋圏において東海環状自動車道とともに2つの環状道路と位置づけられている。

## 概要

名古屋環状2号線と周辺道路の位置関係図。

名古屋都市圏の環状道路の一つとして計画された名古屋環状2号線は、従前から存在した名古屋市道名古屋環状線に加え、激増する交通需要による都市圏の過密化対策として計画されたものである。名古屋環状線の外側に建設されており、自動車専用道路部分である専用部と、一般国道部分である一般部を併設する構造を持つ。「名古屋環状2号線」は専用部と一般部の総称を指し、伊勢湾岸自動車道の名古屋南JCT - 飛島JCT間と名古屋第二環状自動車道（名二環）が専用部の路線名、国道302号が一般部の路線名となる。
名古屋市の金山を中心とした東西約15 km・南北約20 km・総延長66.2 kmの環状道路で、自動車交通処理機能（環状道路の三大機能としての通過交通の都心乗入れを防ぐ機能、郊外から都心部へ流入する交通の分散導入、放射道路の内の1本が通行止めになった場合の迂回機能）を発揮することで過密化する都心部の交通量を抑え、渋滞緩和に資する役割を持つ。また、物流拠点をはじめ各種工場・市街地を環状道路周辺に呼び込むことで無秩序な開発を防ぎ、計画的な街造りと経済発展に寄与する都市開発機能および、電気、ガス、電話などの管、ケーブルを収容する共同溝を併設。災害対策や街の美観を維持する役割も併せ持っている。このように当該道路は、自動車交通処理以外にも都市計画面の役割も併せ持つ2つの機能を持っている。名古屋環状2号線は託された2つの機能を有効に発揮するために、都心部の外周に位置することが必要であり、さらには都心部と出入する名古屋高速道路、一般国道、主要地方道と連絡することで円滑な交通流動を確保している。
路線の計画段階では名古屋市と愛知県が主となって推進されたが、1969年（昭和44年）から1974年（昭和49年）までの間に国道302号に路線指定され、国の直轄事業となって以降は建設省（現・国土交通省）の手によって建設された。また1979年（昭和54年）に名古屋港にかかる斜張橋（名港トリトン）、および1982年には陸上区間の専用部が日本道路公団（現・中日本高速道路）によって事業化されている。自動車専用道路は2021年（令和3年）5月1日の名古屋西JCT - 飛島JCT間の開通をもって全線開通、一般道路は2011年（平成23年）3月28日に春日井市新地蔵川付近の開通により、陸上部の全線58.6 kmが開通した。
一般部（国道302号）は原則として片側2車線の本線車道、バスレーン、植樹帯や遮音壁、サービス道路（存在しない区間もある）および自転車歩行者道（自歩道）が整備される計画となっている。専用部は原則高架であるが、東半分（松河戸IC - 名古屋南JCT間）については起伏の変化が激しい地形であるため、半地下およびトンネル構造を組み合わせている。
名古屋環状2号線の標準断面図を以下に示す。図は代表的な構造のため場所により違いが生じるが、左が高架構造、右が半地下構造である。一般部の上または下に高速道路（専用部）が配置される2階建て構造の道路で、一般部は日常に利用される街路と同水準の役割が期待されることから、沿道の地盤と同一高さであり、交差道路とは平面交差で連絡する。一方、専用部は自動車専用道路によって環状道路の機能を効率的に発揮するために設置され、一般部の中央部に高架または掘割（半地下）で構築することで、交差する道路とは全て立体交差であり、専用部と一般部（または交差する道路）の連絡はランプウェイによる接続となっている。

### 路線データ
専用部
- 延長 : 66.2 km[1]
- 規格 : 2種1級[1]（名古屋南JCT - 飛島JCT〈名古屋港経由〉は1種2級[22]）
- 設計速度 : 60 km/h[1]（名古屋南JCT - 飛島JCT〈名古屋港経由〉は100 km/h[22]）
- 車線 : 4車線（名古屋南JCT - 飛島JCT〈名古屋港経由〉は6車線）[1]

一般部（陸上部分）
- 全長 : 58.6 km[5]（暫定2車線供用を含む）
- 規格 : 4種1級[1]
- 設計速度 : 60 km/h[1]
- 車線 : 4車線（一部暫定2 - 6車線）[1]
- 指定区間 : 全線[23]

## 構成される道路

### 専用部

専用部の構成路線図。

都市計画上の道路名称および道路区分。名古屋、尾張、知多の3つの都市計画区域に跨っていることから、それぞれの番号が付与されている。

専用部は近畿自動車道伊勢線、近畿自動車道名古屋亀山線、第二東海自動車道横浜名古屋線、近畿自動車道名古屋神戸線、一般国道302号（有料道路区間）より構成されている。また、専用部の都市計画上の道路名称は「高速名古屋環状2号線」（名二環部分）および「伊勢湾岸道路」（伊勢湾岸自動車道部分）である。
- 近畿自動車道伊勢線[1]
  - C2 名古屋第二環状自動車道 : 名古屋西JCT - 飛島JCT
- 近畿自動車道名古屋亀山線[1]
  - C2 名古屋第二環状自動車道 : 名古屋南JCT - 名古屋西JCT（北回り）（支線名古屋IC - 上社JCT間は名古屋環状2号線に含めない[27]）
- 第二東海自動車道横浜名古屋線[28][29]
  - E1A 伊勢湾岸自動車道 : 名古屋南JCT - 名港中央IC[30]
- 近畿自動車道名古屋神戸線[29]
  - E1A 伊勢湾岸自動車道 : 名港中央IC[31] - 飛島JCT[30]
- 一般国道302号[32]
  - 伊勢湾岸道路（高速自動車国道に並行する一般国道自動車専用道路）[30] : 東海IC - 飛島IC[33][32]

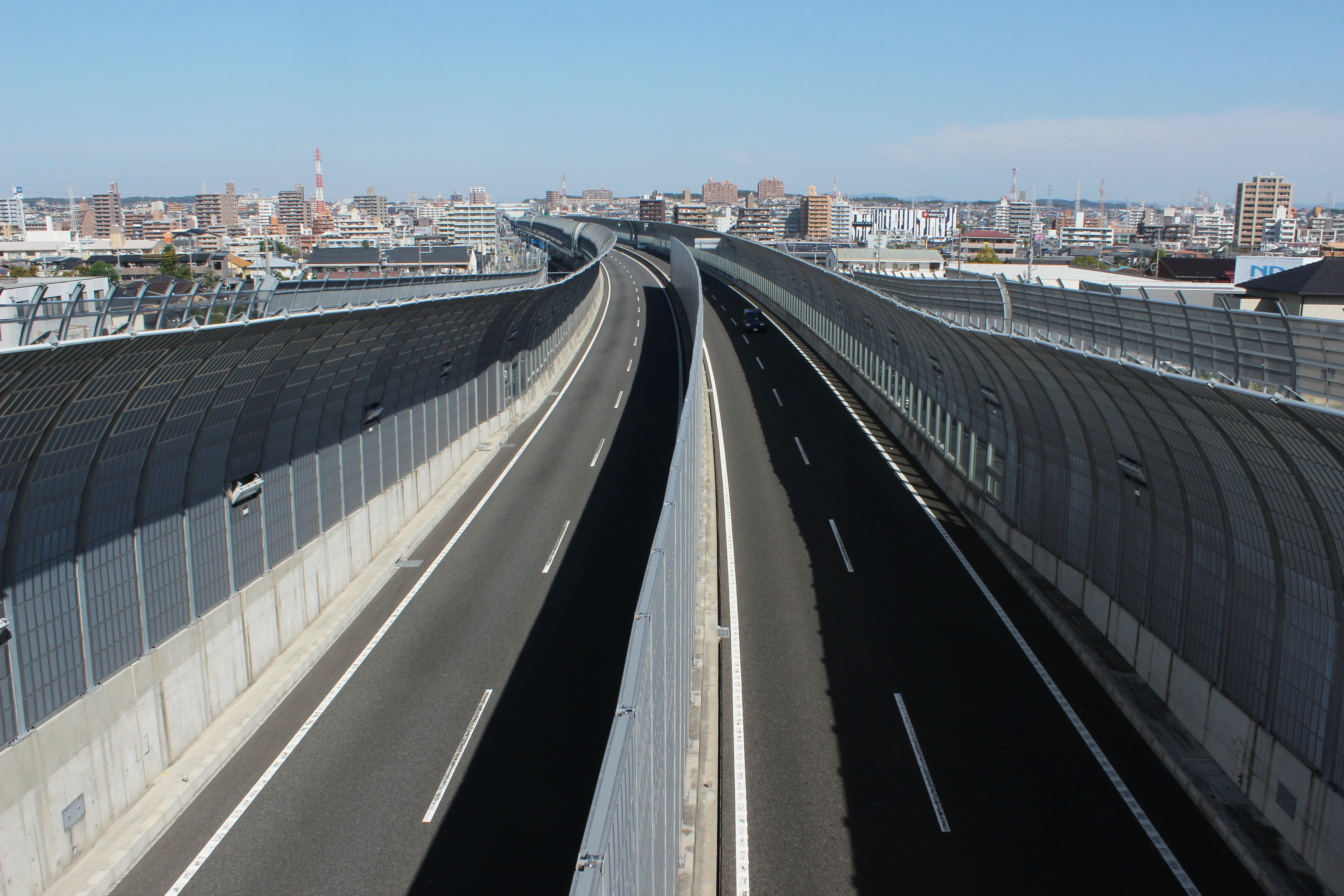
名古屋第二環状自動車道（往復4車線）
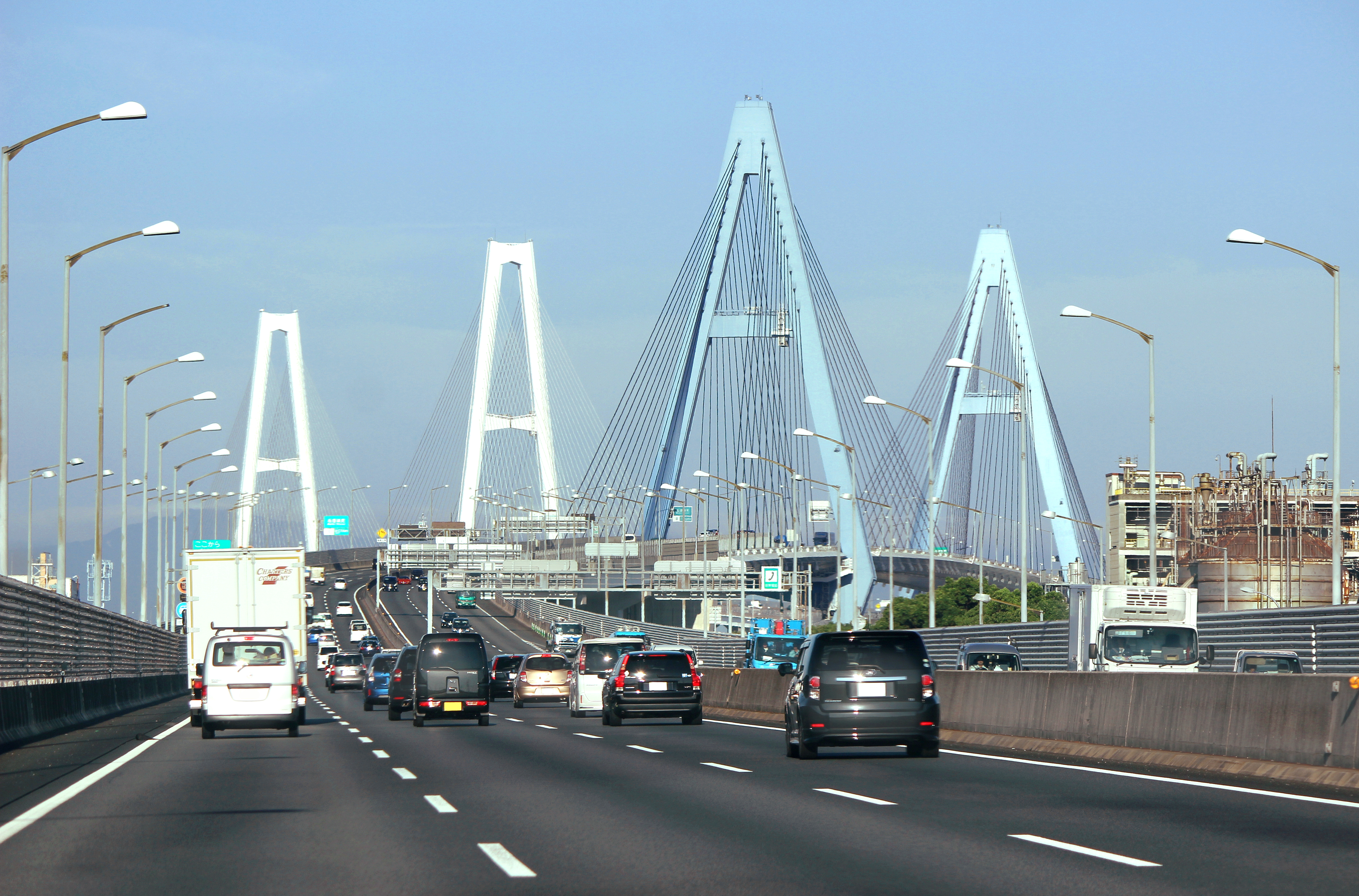
伊勢湾岸自動車道（往復6車線）

### 一般部
- 一般国道302号[5]

一般部は全線が国道302号として供用中または事業中であり、一部の案内標識では、環状2号と表示されている。

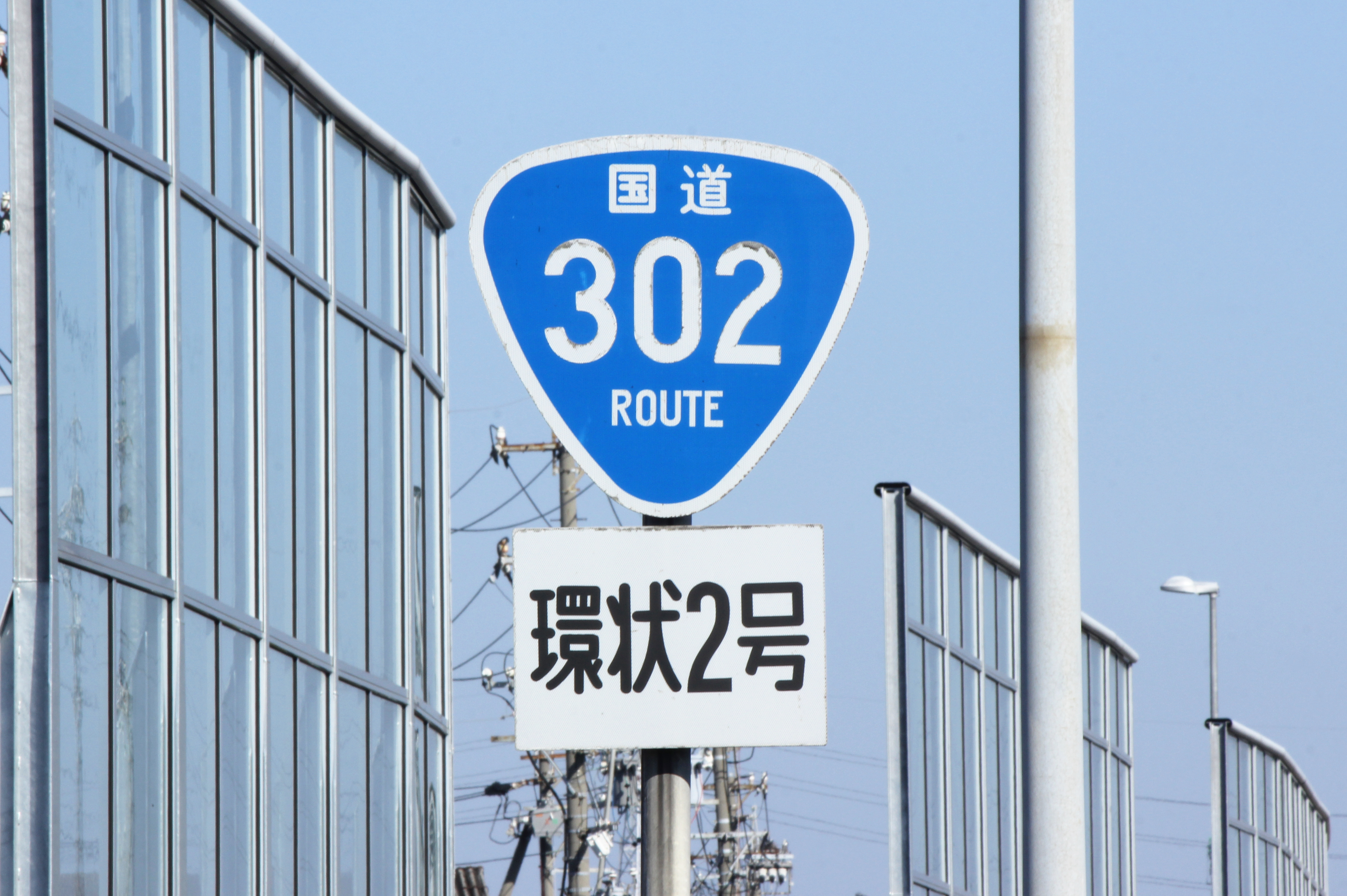
一般部は国道302号に指定
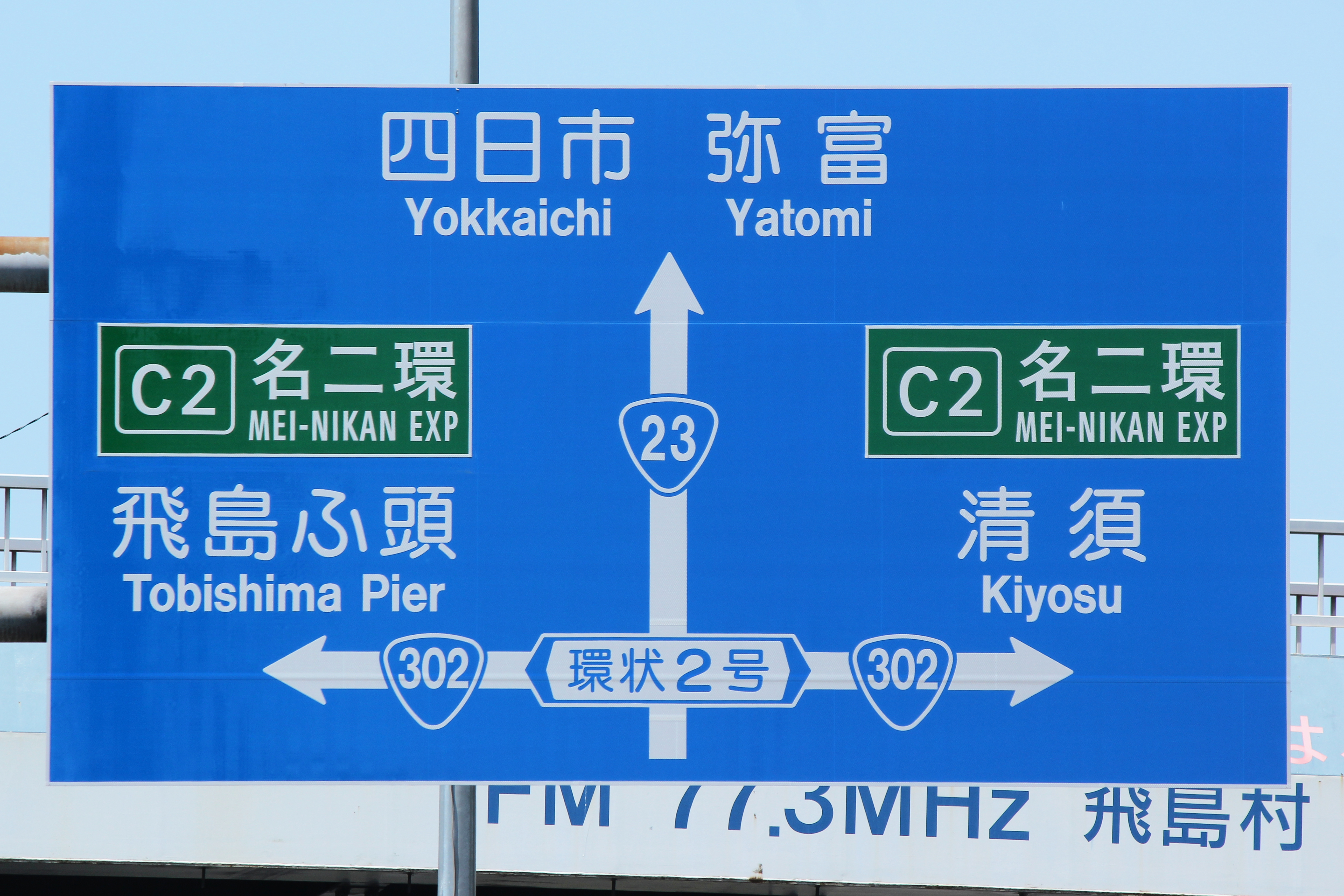
道路の案内標識にも環状2号を表記[35]（海部郡飛島村）
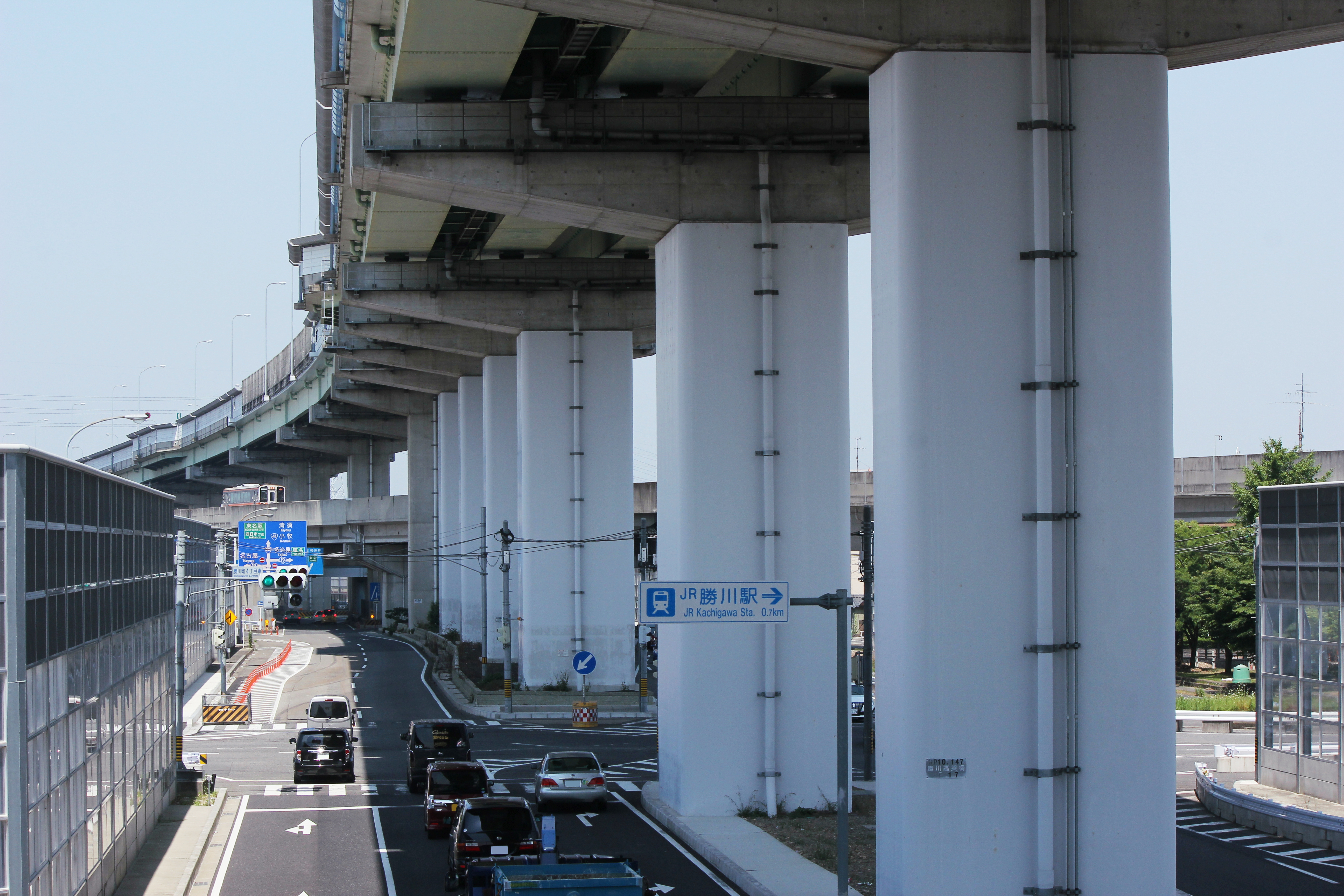
一般部の上に専用部を設けた区間（春日井市勝川町）
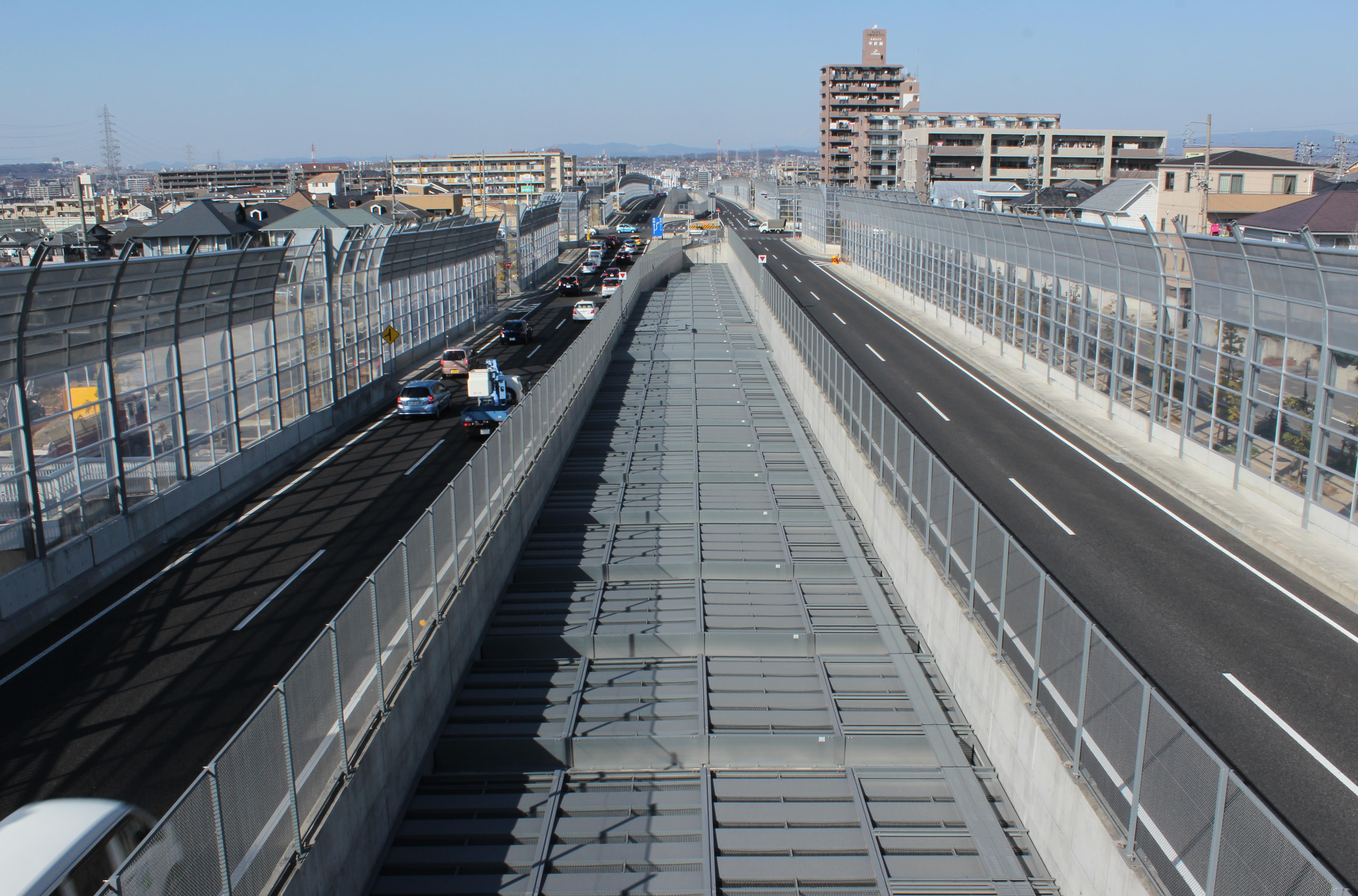
一般部の下に専用部を設けた区間（名古屋市天白区高島）

## 歴史

### 原初計画
| 左図：1957年9月の都市計画決定時点における環状2号の原初の姿。名古屋市の都市計画のため市域内のみで決定している。各路線が将来、市域外でつなぎ合わされた時に環状道路となるように考慮している。 右図：1965年の都市計画決定時点における環状2号。名古屋市域に緑区と守山区を加えたことで新たな路線を追加した。市域外でも路線を追加している。内側に計画された路線の一部はのちに愛知県道59号名古屋中環状線などに転用されている。既にこの時点ではルート変更が確定しており、名古屋港横断も視野に入っている。よって右図は初期構想の終末期の姿である。 |  | 左図：1957年9月の都市計画決定時点における環状2号の原初の姿。名古屋市の都市計画のため市域内のみで決定している。各路線が将来、市域外でつなぎ合わされた時に環状道路となるように考慮している。 右図：1965年の都市計画決定時点における環状2号。名古屋市域に緑区と守山区を加えたことで新たな路線を追加した。市域外でも路線を追加している。内側に計画された路線の一部はのちに愛知県道59号名古屋中環状線などに転用されている。既にこの時点ではルート変更が確定しており、名古屋港横断も視野に入っている。よって右図は初期構想の終末期の姿である。 |
| 左図：1957年9月の都市計画決定時点における環状2号の原初の姿。名古屋市の都市計画のため市域内のみで決定している。各路線が将来、市域外でつなぎ合わされた時に環状道路となるように考慮している。 右図：1965年の都市計画決定時点における環状2号。名古屋市域に緑区と守山区を加えたことで新たな路線を追加した。市域外でも路線を追加している。内側に計画された路線の一部はのちに愛知県道59号名古屋中環状線などに転用されている。既にこの時点ではルート変更が確定しており、名古屋港横断も視野に入っている。よって右図は初期構想の終末期の姿である。 |  | |

名古屋環状2号線（以下、環状2号と表記）の計画が名古屋市より公表されたのは1962年1月の名古屋市将来計画基本要綱であるが、実はそれ以前から環状道路の必要性については関係者の間で構想されていた。折しも名古屋市は六市町村（猪高村、天白村、南陽町、富田村、山田村、楠村）の合併を終えた直後であり、これらの区域の土地利用を定める1957年9月の都市計画決定にあたって、土地の一部を道路として計画し、将来、それらの道路をつなぎ合わせて環状道路となるように都市計画街路として決定されたのが環状2号の原初の姿であった。なお、名古屋市の街路における復興都市計画決定は1946年から1968年までに30回以上実施されており、1957年9月の都市計画決定もその内の一つである。よって、流れの中のひとつの追加決定に過ぎないが、これが環状2号の始まりであった。この時は幅員25 m規格の街路として決定され、路線の一部は現在よりも内側に計画されていた。

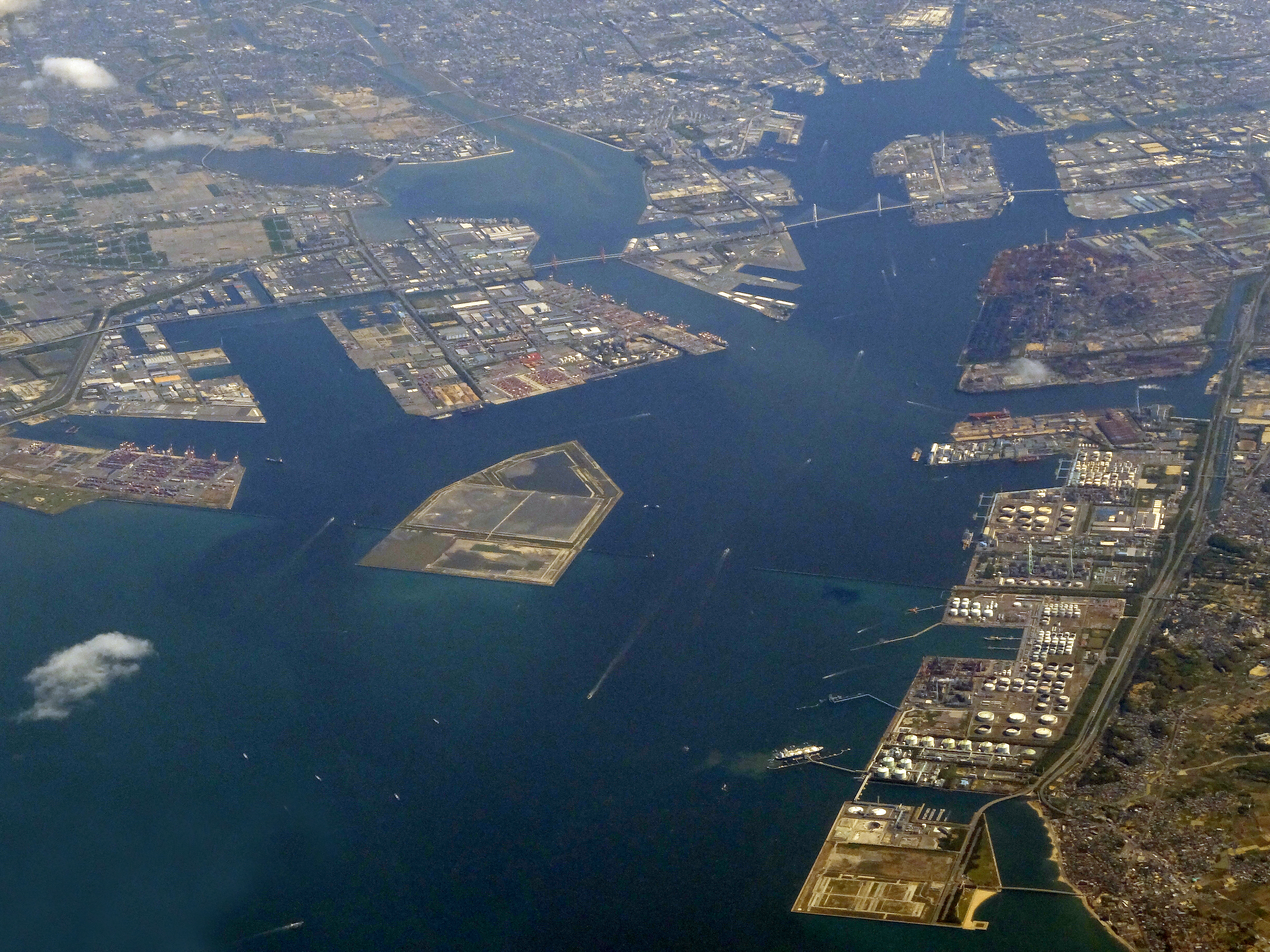
名古屋圏の発展には国際貿易港たる名古屋港の発展が欠かせなかった。そして名古屋港と周辺産業地帯を円滑に連絡するために高規格循環道路が提唱された。

1958年4月には、国土総合開発計画の関連で策定された愛知県地方計画において、東西両経済圏を直結する高速道路（当時は計画中で、のちの名神、東名高速）と名古屋港を直結すること、および、都市部の交通集中を防ぐための名古屋市周辺部をめぐる高規格循環道路の計画、発想が盛り込まれた。
計画当時は、都心部への人口集中の背景があり、この増加に対応するために雇用を拡大することは勿論、産業の立地においても高い生産性を維持する必要から合理的な配置が求められた。そして、将来の産業発展を指向していくためには、工業の原材料を輸入に頼り、また貿易に依存する必要もあって、特に港湾整備、および臨海、内陸の両工業の連携は重要であった。それゆえ、名古屋港と連携する産業を合理的に配置するとともに、港と周辺産業地帯、都市を円滑に結ぶ必要から高規格循環道路が提唱されたのであった。だが、当該計画における高規格型の循環道路は構想に過ぎず、具体的な計画性を帯びるのは1962年以降であった。また、当時の計画上の位置付けは、土地区画整理事業に乗じて一体的に道路を整えるという、どちらかといえば地域開発支援という性格が強く、環状道路の機能を発揮して都市内交通の混乱回避を指向するものではなかった。
一応、関係者の間では1957年時点で幅員100 mの壮大な環状道路の計画が討議れていたとされるが、公の情報としては当時の愛知県知事と名古屋市長による対談をはじめ、市内に大循環道路を計画、調査する旨の大まかな内容が新聞紙上に掲載される程度であった。よって、以下に見る環状2号の必要の理由が示されるのは後年発表された資料によるものである。

### 1950年代から1960年代初頭の名古屋圏の道路事情

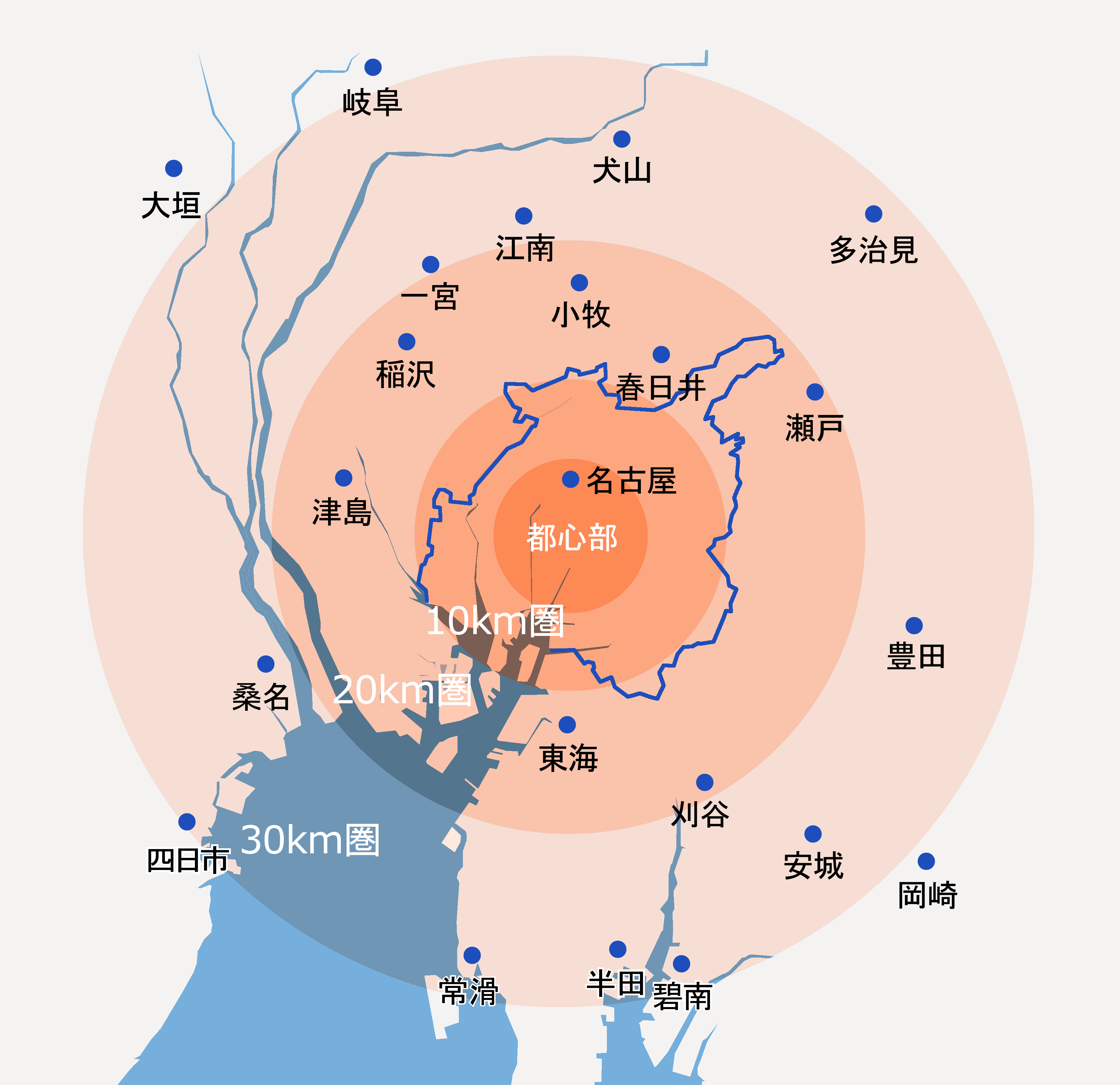
名古屋市周辺の都市分布図。

環状道路の機能を表した図で左が環状道路なし、右がありの図。IとA方面からE方面に向かう交通が都心部を経由した場合、他の放射道路からの交通と合わさることで都心部の交通が輻輳する。しかし環状道路があればE方面に短絡可能で都心部から無用な交通を排除できる（バイパス機能）。またG方面から都心部へ向かう道路が混雑をきたす場合、環状道路を経由することで交通量の少ないF方面からの道路（H方面からの道路でもよい）に誘導することが出来る（分散導入機能）。

太平洋戦争で日本が敗戦してのちの経済復興は目覚ましいものがあり、それは自動車の普及ともなって現れた。ところが普及率が予想よりも急激で、その状況に道路が対応していなかったために需給バランスが著しく偏ることになった。各地の幹線道路は受け入れ容量過多で渋滞が発生して身動きがとれず、それを迂回した車が生活道路に侵入するに及んで近隣住民に危険が差し迫るようになった。特に人口と産業が一極集中する都市部に至ってはその傾向が顕著であり、大都市であるために引き起こされる弊害に対して抜本的な対策が求められた。
なお、名古屋圏において激増する自動車交通を分析したところでは次の3要素の交通が混合していることが判った。
- 市内のみ移動する市内相互交通（短距離を走る交通）
- 市外から市内への流出入交通（中長距離を走る交通）
- 都心に用が無く郊外から郊外へ向かう通過交通（長距離を走る交通）

しかし、当時は郊外と名古屋市内を直線で結ぶ放射道路が主体で、3種類の交通はここに集中することで渋滞が発生した。学識経験者の中にはマイカー規制や大量輸送機関（地下鉄、新交通システム）を整備することで渋滞を減少させることが可能と主張する者もいたが、名古屋圏の特徴は営業車やトラックなどの業務交通が一定の規模を占めることで、買い物やレジャーなど公共輸送機関に振り替え可能な交通ばかりでないことは想定しなかった。これは中部の産業構造に由来するもので、本社機能が少なく加工販売業が多いことから生産、商業目的の業務交通がどうしても一定の規模を占める下地がある。この点、東京や大阪は本社機能があって都心の移動は少なく済むなど事情が異なる。また、中部圏は名古屋を中心に四日市、岐阜、一宮、小牧、瀬戸、豊田、岡崎、刈谷、半田、東海に見る生産都市があり、ここに位置する工業と名古屋との活発な流通は道路混雑に一層の拍車をかけることになった。なお、東京や大阪では都市を取り巻く周辺地域は主としてベッドタウンであることから、この点でも中部とはだいぶ事情が異なっていた。さらに、流通の活発化にも増して、所得水準の向上によって、マイカーもまた爆発的に普及したことで、都心部の交通混雑は年を経るごとに悪化の道を辿ることになった。
自動車の増加もさることながら、当時の名古屋圏の道路率はあまり高いとは言えないことで、なおのこと既存道路に交通が殺到する状況に陥っていた。都心では100m道路に代表される広幅員道路が整備されていたが、それが緑区や守山区、港区の周辺地域では低水準であった。こうした道路事情からこの先の自動車の激増を予想するとき、やがては飽和状態に達して経済活動が行き詰まることが心配された。
こうした問題に加えて、東京 - 神戸間の高速道路が開通したあかつきには、名古屋市内に大量の流入交通が殺到することが予想され、道路新設等、何らかの対策が必要とされた。

### 第2の環状線の構想

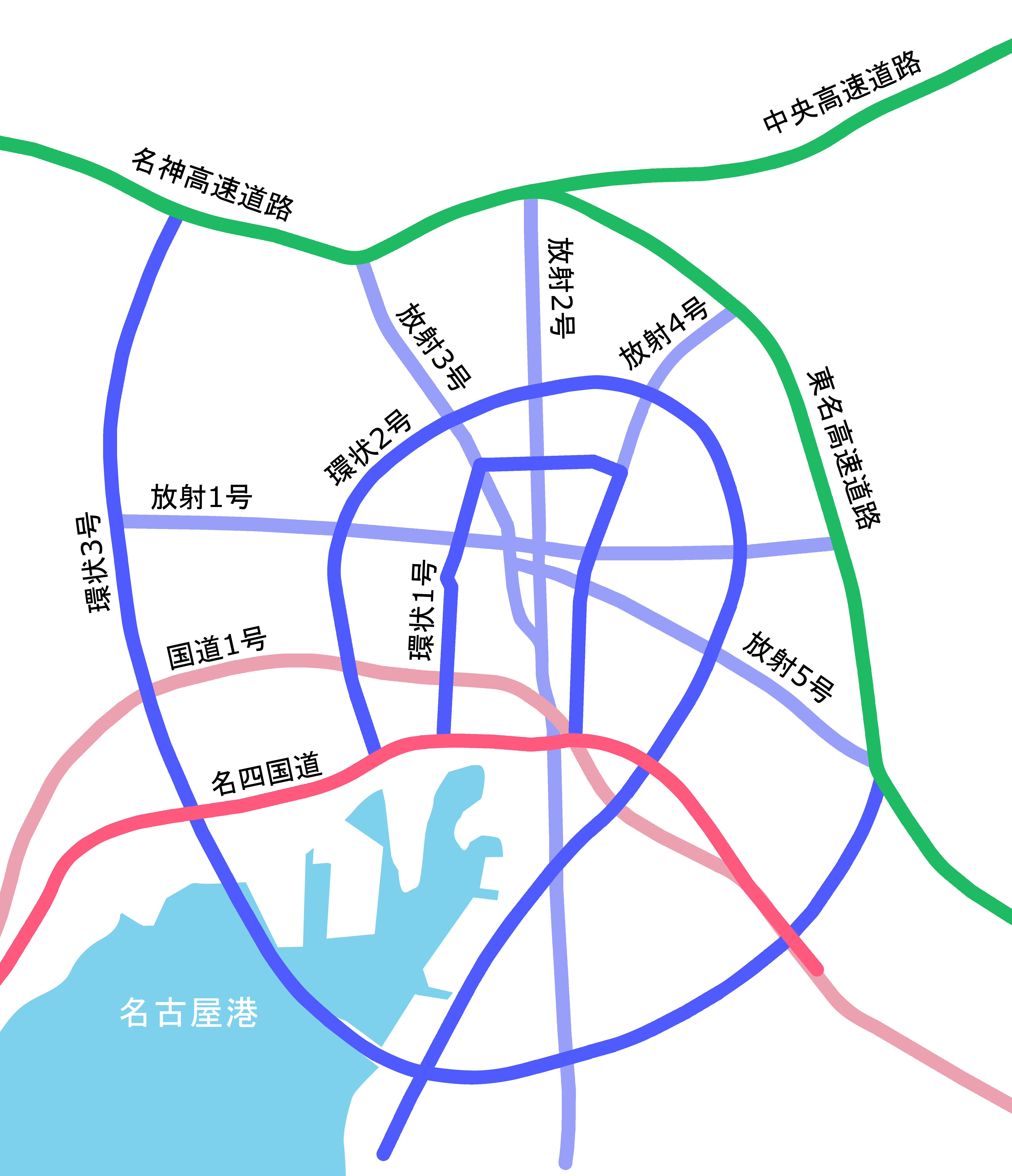
名古屋市将来計画基本要綱（1962年1月）に示された道路計画図（一部省略のうえ掲載）。複数の放射道路と環状道路が構想されている。道路名称は当時の名称を用いた。構想図であることから、現在の道路網とは異なっている。なお、環状1号とは名古屋市道名古屋環状線を指す。複数の放射道路は名古屋高速の原型である。

中部経済圏の発展には、名古屋港とそれを取り巻く周辺工業の発展は欠かすことが出来ない。しかし、上述の道路事情による交通麻痺が発生しては、市民生活はおろか経済発展まで阻害されるおそれがあった。こうした危惧を払拭するために、新たな放射道路と複数の環状道路を設けることが画策され、これは1962年1月に「名古屋市将来計画基本要綱」として発表された。その中の道路構想図に、放射道路とそれを短絡する複数の環状道路が描かれており、特に名古屋市道名古屋環状線を環状1号、その外周部の環状道路を環状2号と表している。環状2号は名古屋港の西部臨海工業地帯（港区藤前付近）の名四国道接続部を起点として、国道1号、国道22号、国道41号、国道19号を経由しながら南部臨海工業地帯（東海市）を結ぶ環状道路として構想されている。

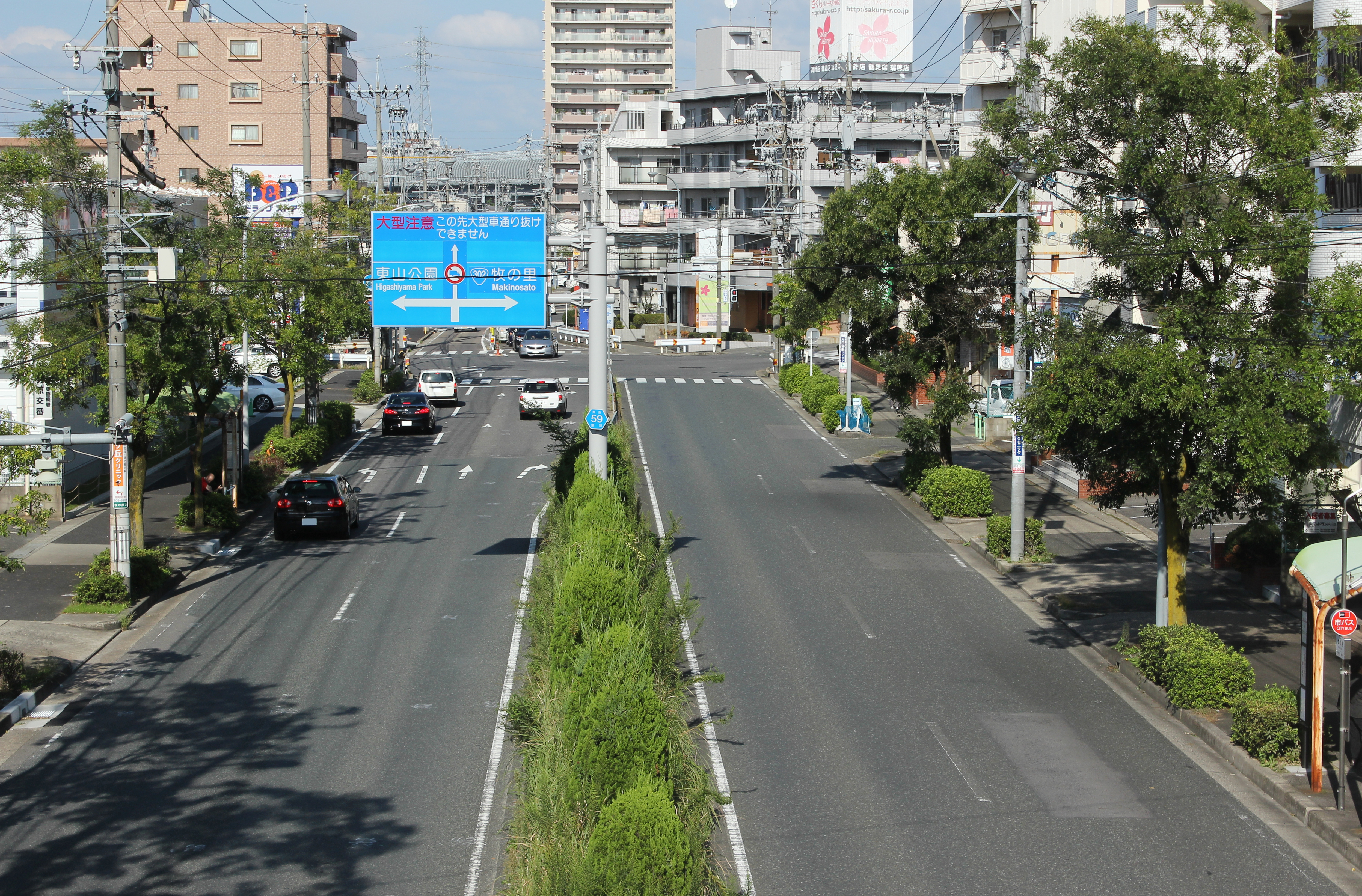
名東区牧の原（高針付近）の愛知県道59号名古屋中環状線。環状2号の計画から外された場所（奥に見える高架道路が環状2号で旧計画道路と新計画道路の分岐点）。幅員は25mで原初の環状2号の形態をとどめている。

また、基本要綱で描かれた放射道路5本のうち、その内の一部が後年、都市高速として実現している。都市高速は環状2号の内側に片仮名のサの字型で配置され、これが環状2号のマルの字と併せてマルサと見えることから、関係機関およびマスコミの発表では「マルサ計画」と称された。
名古屋市内に用が無い通過交通は、全交通量からすれば率としては少ないが、これは逆に言えば、郊外から名古屋へ向かう交通が集中していることである。従って、名古屋の道路網を計画するにあたっては、名古屋へ入りやすい道路網を造る必要がある。幾本もの放射道路（都市高速）が用意されたのはこのためである。これによって、郊外から都心へ向かう中長距離交通は都市高速へ乗せることで、平面街路は市内を走る短距離交通だけとなって、都心の混雑を解消することが出来る。だが、少ない率にせよ、通過交通は都市内交通を混乱させる要因ともなることから、市内流入を避ける環状道路はどうしても必要になる。マルサとして2つの道路が同時計画されたのはこうした理由からである。なお、環状1号は名古屋市中心部にあって、都市内交通のために存在し、環状3号（国道155号）と環状4号（東海環状自動車道）は濃尾平野一円に分布する都市を結ぶことで、産業を分散化させ、名古屋市内の産業集中を抑止する意図を持っている。
折しも1960年頃から名古屋都心部の人口と自動車登録台数が減少に転じ、代わって都心部から半径10 - 30 km圏域の人口増加が顕著となってきた。いわゆるドーナツ化現象の顕在化である。これによって郊外に宅地を構え、朝夕に都心との交通往来が激しさを増すことが顕著となってきたが、名古屋圏の交通上の特徴が鉄道利用よりも自動車に高く依存していることを考えた場合、都心部周辺の道路混雑が激しさを増すことは必然であった。特に都心部周辺の道路率は当時約10 %と極端に低かったことから年を追うごとに道路混雑は酷くなった。しかも都市周辺は人口が低密度に分布しており、この先の自動車依存型の状況は変わらないものと想定された。以上の状況から都心と郊外を直結する各放射道路の横の連絡が特に必要とされ、都心から概ね15 - 20 kmの地点で放射道路間を連絡する環状2号の必要性が1960年代後半になるとマスコミにも取り上げられるようになった。
1963年5月には翌年の道路整備五か年計画に名四国道延長線をはじめとした名古屋近辺の道路を織り込むために新道路の計画が策定され、環状2号もその例外ではなかった。しかし、名四国道を名古屋市緑区鳴海町にて国道1号に接続する計画が、鳴海町の急速な市街地化と国道1号およびその付近に接続する愛知県道50号名古屋碧南線の交通量の急増を受けて鳴海接続は不適当となり、愛知郡豊明町（現・豊明市）に変更された。これと関連して名四国道接続および国道1号の混雑緩和を図るために環状2号の千種区猪高町（現・名東区猪高町）高針から知多郡上野町（現・東海市）にかけてのルートは天白川にほぼ並行していたものを外へ膨らませて、愛知郡大府町（現・大府市）経由の現状ルートに変更された。これによって環状2号は距離が延びて概ね60 kmとなった。計画路線から外された路線は愛知県道59号名古屋中環状線の一部に幅員25mのままで利用されている。

### 都市計画決定と国道昇格まで

1967年3月時点の専用部のインター計画図。この時点の専用部は現在の名二環、伊勢湾岸自動車道に見る道路規格上の区別はなく、全線往復6車線の円環の高速道路として計画されていた。図の路線名は当時の名称（計画路線含む）。

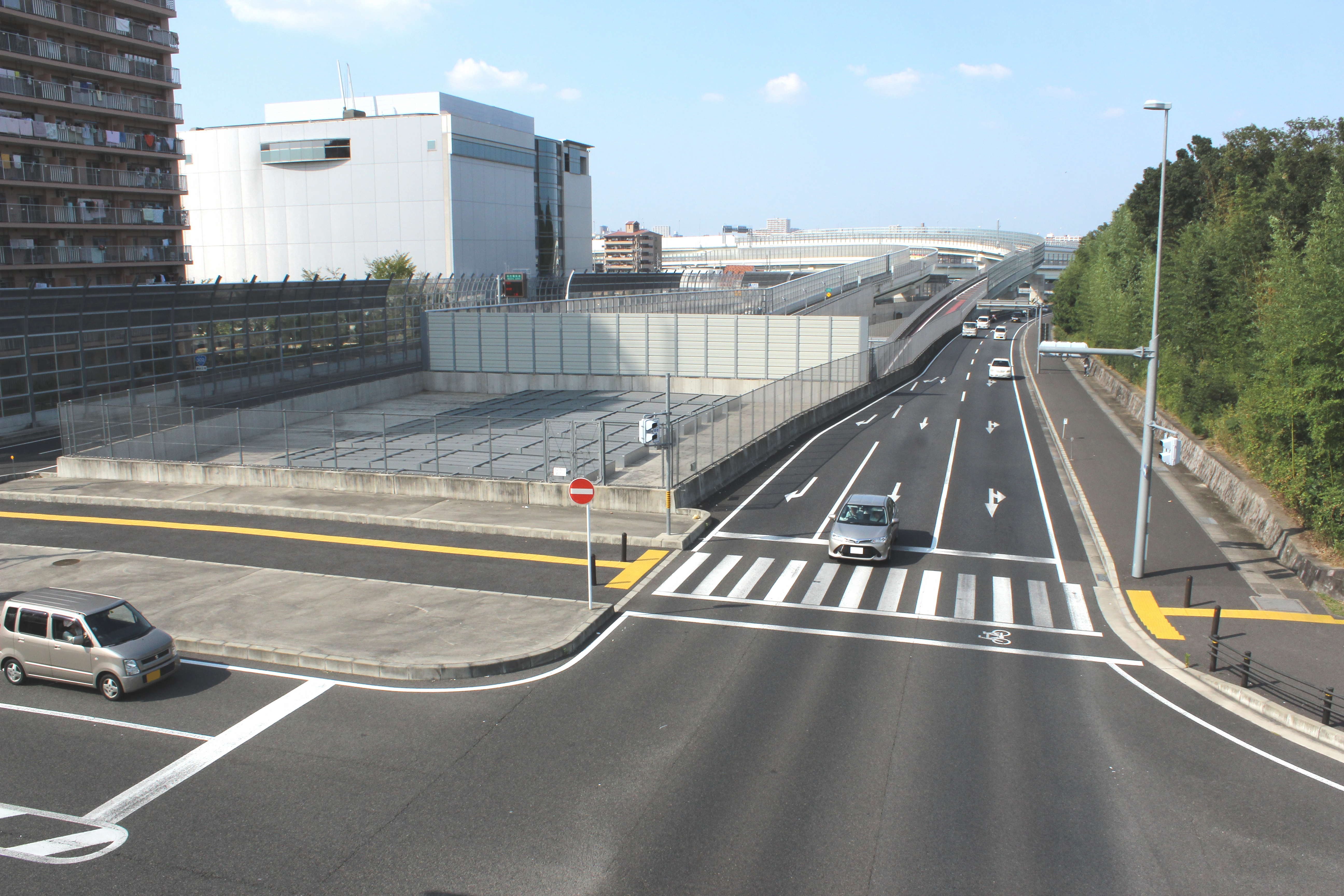
高針JCT付近の環状2号。右は牧野ヶ池緑地。環状2号の建設に際し、緑地中央を避けて西側をかすめるルートが選択された。

1963年12月には名古屋第二環状線整備促進協議会が名古屋市を核として周辺14市町村によって設立され、ここで環状2号を県道認定、および主要地方道指定を目標として運動し、翌1964年12月に名古屋第二環状線として主要地方道に認定されるに至った。さらに、翌1965年6月には名古屋大都市整備計画懇談会がまとめた中間報告書が発表された。ここで理想的な大都市圏づくりに必要な構想が提言され、なかでも環状2号を都市機能維持のために必要不可欠な道路として位置付けている。さらに、一般道路とは別に往復6車線の自動車専用環状道路を併設すること、および名古屋港を大橋かトンネルで横断することも盛り込まれた。そして、事業推進のための推進母体たる期成同盟会や協議会の設立を促して関係方面へ働きかけのうえ、国家予算で具体化を図る必要を説いた。この発表を受けて、環状2号を主要地方道から国道昇格のレベルまで引き上げることが模索されるに至った。
1965年11月には名古屋環状二号線開発公社を設立のうえ用地の取得に乗り出した。なお、取得に際しては土地区画整理事業に相乗りして得た用地もかなりの距離におよび、特に名古屋市北部と春日井市におけるエリアでは、広幅員の環状道路と並行する鉄道線（国鉄瀬戸線、現在のJR東海交通事業城北線）の用地を長い距離に渡って取得しえたのも土地区画整理事業との一体的な計画による効用である。建設省（現・国土交通省）や自治体における打ち合わせも活発化し、最終的なルートの選定、ならびに高速道路規格の路線の設定やインターチェンジの位置と構造を詰めて都市計画決定に向けた準備を推し進めた。一般道路のみならず高速道路まで計画された理由は、大規模な環状道路では環状道路の機能（通過交通の迂回、流出入交通の分散導入）を効率よく機能させるために自動車専用道路が必要不可欠との考えによっている。そして、高速道路における各放射道路との連絡は、都市高速や主要幹線道路とはランプウェイによる接続として、それ以外の主要道路とは一般道路とのランプウェイを介して接続することとした。これらは概ね1966年10月までには決定し、以後は都市計画決定に向けた作業を推し進めた。
環状2号を都市計画街路として決定するために1966年12月に愛知県都市計画地方審議会に附議書を提出した。決定すれば計画を建設大臣に答申し、これを受けて建設省は新道路計画5か年計画として予算請求のうえ1967年度からの着工が可能となる。さらに決定によってその付近は建築基準法による建築制限がかけられ、道路の建設にあたっての障害要因を排除する行政措置が適用される。しかし、同月末に開催された審議会に計画ルートを諮った際、牧野ヶ池緑地内のゴルフコースを分断しないように極力緑地の西側をかすめるルートを選択したことに一部委員から反対意見が出た。名古屋市港区南陽町で市役所施設や学校敷地をルートに指定して何故ゴルフ場は避けるのか、というのである。これは牧野ヶ池緑地が都市公園法で指定されているため縦断が不可能であることと（ただし区域変更すれば可能）、仮に縦断した場合、緑地の南北に位置する民家が路線に入る上に付近のインターチェンジの位置が土地区画整理中の土地に被るためである。それでも環状2号が区域内に入る都市公園、緑地は公園利用上の不都合を生じないように区域変更することで対応したが、牧野ヶ池緑地だけは継続審議となって当初の決定がずれ込み、1967年2月にようやく原案通り決定のうえ3月に都市計画決定を見た。ただし、今回決定されたのは名古屋市の大部分と春日井市、大府町など全体の3分の2(42.9 km)で、残りはその他の自治体の同意が得られなかったことや海上部の路線計画が未決定であることから、後日改めて決定することになった。
この都市計画決定によって幅員を従来計画の25 mから50 - 60 m（北部は72 m）に拡大し、道路中央に往復6車線、設計速度80 km/hの高速道路を併設することが正式決定した。なお、今回決定のうちの11.4 kmは幅員25 mのまま据え置かれ、理由は計画幅員の50 - 60 mで決定すると、当時進行中の土地区画整理事業の変更が伴って減歩率が高くなることで、組合事業の運営に支障をきたすことが懸念されたためである。よって、当該区間のみ決定保留として、本来幅員50 - 60 mは点線表示として、行政指導によってその後の対応を図ることとした。1967年9月には飛島村(3.3 km)、1968年10月には残りの区間(10.2 km)が都市計画決定され、66.3 kmのうちの56.4 kmが環状2号となった。残る9.9 kmのうち、8.6 kmは海上区間のため、今後の港湾計画に沿って検討されることになった。残る1.3 kmは土地区画整理事業の完了を待っての決定とされた。
こうして環状2号の大部分が都市計画決定されたことで、愛知県をはじめ関係自治体と中部財界は国に対して国道昇格を積極的に働きかけることになった。環状2号の国道昇格と国の直轄施工は1965年に名古屋第二環状線整備促進協議会が定めた将来目標に端を発したものであり、その狙いは国の直轄とすることで早期完成が期待できる点にある。名古屋第二環状線整備促進協議会は間もなく解散したが、目標は名古屋環状二号整備促進期成同盟委員会に継承され、さまざまな運動の末に実現を見る運びとなった。環状2号の最初の国道指定は名古屋市千種区（東名高速名古屋IC）から北回りで海部郡飛島村の名四国道に至るルートに適用され、1970年4月から施行された（ただし、名古屋IC - 上社JCT間は国道指定とはならず、愛知県道60号名古屋長久手線となっている）。さらに1975年4月からは全線が国道302号に路線指定された。
このように環状2号は幅員25 mのローカル環状道路の位置付けから、やがて50 - 60 m、場所によっては80 mの広幅員道路に拡大され、国の直轄工事による国道302号に昇格のうえ高速道路まで並設する幹線道路に変節することになった。また建設省は環状2号が東名と東名阪および各主要国道を直結することや都市基盤強化につながる重要性を鑑み、主要国道以外の国道は維持管理について地方自治体の責任と費用負担としているものを、国道302号については工事のみならず維持管理までも国が直轄で行う指定区間とすることを決定している。
一方で都市高速の構想については、建設省の意向から地方道路公社方式で建設されることになり、1970年に名古屋高速道路公社を設立のうえ建設を推進することになった（公社設立の経緯は名古屋高速道路#歴史を参照）。よって、放射道路（都市高速道路）と環状2号はほぼ同時期の構想でありながら、建設、運営主体の相違などそれぞれが別の方向を歩むことになった。

### 建設から全線供用まで
建設は1973年11月より北部区間から着工され、1980年4月に開通した。これを皮切りに虫食い的に各地で開通して少しずつ路線を延したが、全線が繋がったのは2011年3月のことで、最初の着工から38年を要した。ここまで事業が遅れたのは都市近郊ゆえの用地取得の難しさと自動車公害を懸念する地域住民の建設反対運動、交差する鉄道の立体交差事業の遅れ（勝川、喜多山地区）によっている。また、環状道路の有用性が当時の人々に理解し辛かったことで住民理解に労力を費やした事情もあった。日本では道路といえば郊外と都心を直線かつ最短距離で結ぶ放射状のイメージが強く、都心部では碁盤目状の道路が形成された歴史もあって円状の道路自体が都市形態になじみにくい一面もあった。こうしたことから国道302号（以下、一般部と表記）は各地で寸断された状態が続き、長い事業期間を費やすこととなった。なお、住民の反対運動は騒音被害の心配によるところが大きく、行政としても対応策を検討した結果、専用部の上社 - 庄内川左岸の一部区間で半地下方式を採用する方針を固め、併せて将来の交通量の減少が見込まれたことから6車線を4車線に減じ、これらは1975年に正式決定した。

都市高速（名古屋市道高速1号）の四谷出入口 - 名古屋IC間廃止により上社JCTの都市高速接続も無くなった。環状2号専用部は計画当初、上社JCT - 名古屋IC間の計画はなかったが、都市高速の計画消滅によって路線の一部に組み込まれた。

専用部の半地下構造を決定した只中で、再度の構造変更を迫る問題が都市高速の側から発生した。当時は都市高速の名古屋IC接続は生きており、環状2号の都市高速接続箇所として上社JCTが予定されていた。よって、初期の都市計画決定時点における上社JCTは四叉分岐で、東西に都市高速（名古屋市道高速1号）、南北に環状2号が交わる構造であった。だが、この頃は全国的に公害問題が多発した時期にあたり、都市高速においても各地で見直しを求める住民運動が沸き起こる中で、高速1号のルートも見直されることになった（詳細は名古屋高速2号東山線を参照）。決定は1976年11月で、これに伴って上社JCTは都市高速接続が無くなり、高針が新たな接続先とされた。専用部についてはルートの見直しがかけられ、当初は都市高速が通るはずだった上社JCTから名古屋ICのルートが新たに組み込まれて、1978年12月に基本計画が決定告示された。

東名阪道と名神高速の接続交通が環状2号西北部と国道22号経由で短絡することを示す図。西北部が未開通の場合、接続（通過）交通が名古屋市内に流入して渋滞を誘発する恐れがある（赤色の道路）。

一般部の事業は用地問題もあって一向に進展を見なかったが、そうした中で東名阪自動車道が名古屋西ICまで延伸しようと鋭意工事が進められていた1978年、三重県方面からの交通が名古屋西ICで流出した場合の車の流れをどうさばくかが関係自治体の間で問題となりつつあった。なお、当時名古屋西ICと名古屋市中心部を繋ぐ一般道路は車線が少なく渋滞をきたしており、この区間に建設される名古屋高速5号万場線は事業化に向けて動き出そうとしている状況下にあった。また、西北部（名古屋西JCT - 清洲JCT間の9.25 km）の着工の目途が立たない状況にあって、一般部よりも専用部を先行開業させることで東名阪自動車道と名神高速を行きかう交通を名古屋市内に入れずに迂回させることが可能であるという意見が出された。
こうした状況から名古屋西ICから上社IC（のちに名古屋ICとされた）までを接続する環状2号専用部の建設を促進する案が浮上し、一般部の建設とは切り離して公団方式で建設される国土開発幹線自動車道として建設するよう政府に要望することになった。また環状2号に要する建設費は専用部を含めて8000億円を上回るものであり、単年度予算の1割も取れていない状況にあっては予定されている1990年までの完成は不可能であることから、一般部の財源不足を補う意味で有料道路方式の自動車専用部として公団による建設を願い出ることにした。この結果、専用部の建設費を一般部に回すことが出来るために一般部の建設速度を速めることが出来ると期待された。建設省はこの提案を受け入れ、同年12月に近畿自動車道名古屋亀山線として基本計画が決定された。これ以後、建設省は予定路線の環境影響評価（環境アセスメント）を実施、この結果をもとに道路構造や遮音壁の設置箇所などを詳細に詰めて1982年に日本道路公団に事業を引き渡した。
そして1982年11月に都市計画変更がなされた。このタイミングで実施された背景には、先の1967年と1968年の都市計画決定時点で未決定とされた一部区間について、決定上の支障とされた土地区画整理事業の運営も、この頃になると換地精算段階に達し、正規の道路幅員で決定しても支障が無いと判断されたためである。この時までは一部区域の幅員は25 mであったが、この変更をもって計画幅員の50 - 60 mとなった。また別の理由として、1967年と1968年の決定後に都市計画法が全面改正されたことで、新都市計画法に基づいた自動車専用道路の事業計画を明確化する必要に迫られていたことによっている。この変更で専用部は、上社から庄内川左岸までの半地下区間の内、従来は香流川と矢田川については高架橋で渡河することが計画されたものが、沿線住民の環境面からの抗議によってトンネル式に変更することが盛り込まれた。さらに、上社JCTの都市高速接続廃止に対応した構造変更と高針JCTの追加がなされた。

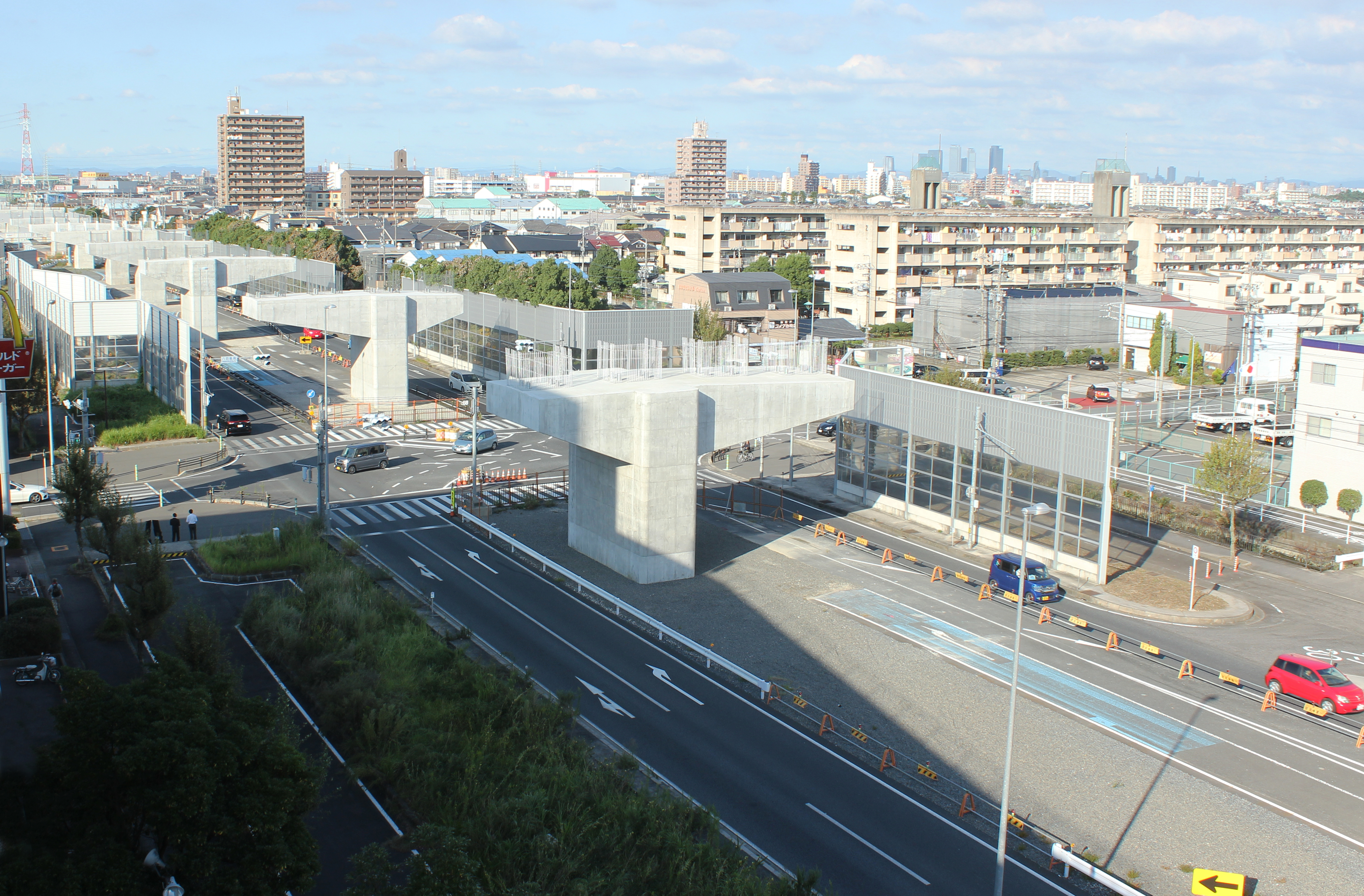
延伸工事中の名二環西南部（名古屋市港区南陽町）（2017年10月）。

こうして専用部は1988年3月に東名阪自動車道として清洲東IC - 名古屋西JCT間（西北部）が供用されて以降、順次東へ延伸のうえ1993年12月には名古屋ICまでが開通して東名高速道路と連結した。これ以南は事業計画や運営主体は決まっていなかったが、やがて名古屋南JCTまでの整備計画が決定し、名古屋市の強い要請によって日本道路公団が引き続いて事業主体となることが決定した。こうして2003年3月の上社JCT - 高針JCT間に続いて2011年3月には名古屋南JCTまでが開通して伊勢湾岸自動車道と連結、併せて環状2号南部I区間とも繋がった。この際、今回延伸部の道路名称を名古屋第二環状自動車道（名二環）とすることを決定したが、併せて従来の高針JCT - 名古屋西JCT間の道路名称も名二環に改称されることになった。これは今回新たに名古屋南JCTで伊勢湾岸自動車道と接続されたことで、仮に東名阪自動車道の名称で延伸した場合、豊田方面から四日市方面へ向かう交通が近道と勘違いして環状道路に侵入する恐れがあったために道路名を区分することになったものである。
2017年時点では、一般部は一部区間で暫定二車線、および暫定踏切区間があるため、車線を増設のうえ暫定踏切撤去に向けた事業を推進中である。専用部は、残された名古屋西JCT - 飛島JCT間について、2009年（平成21年）に整備計画に格上げされ、2021年（令和3年）5月1日に開通している。

### 海上部について

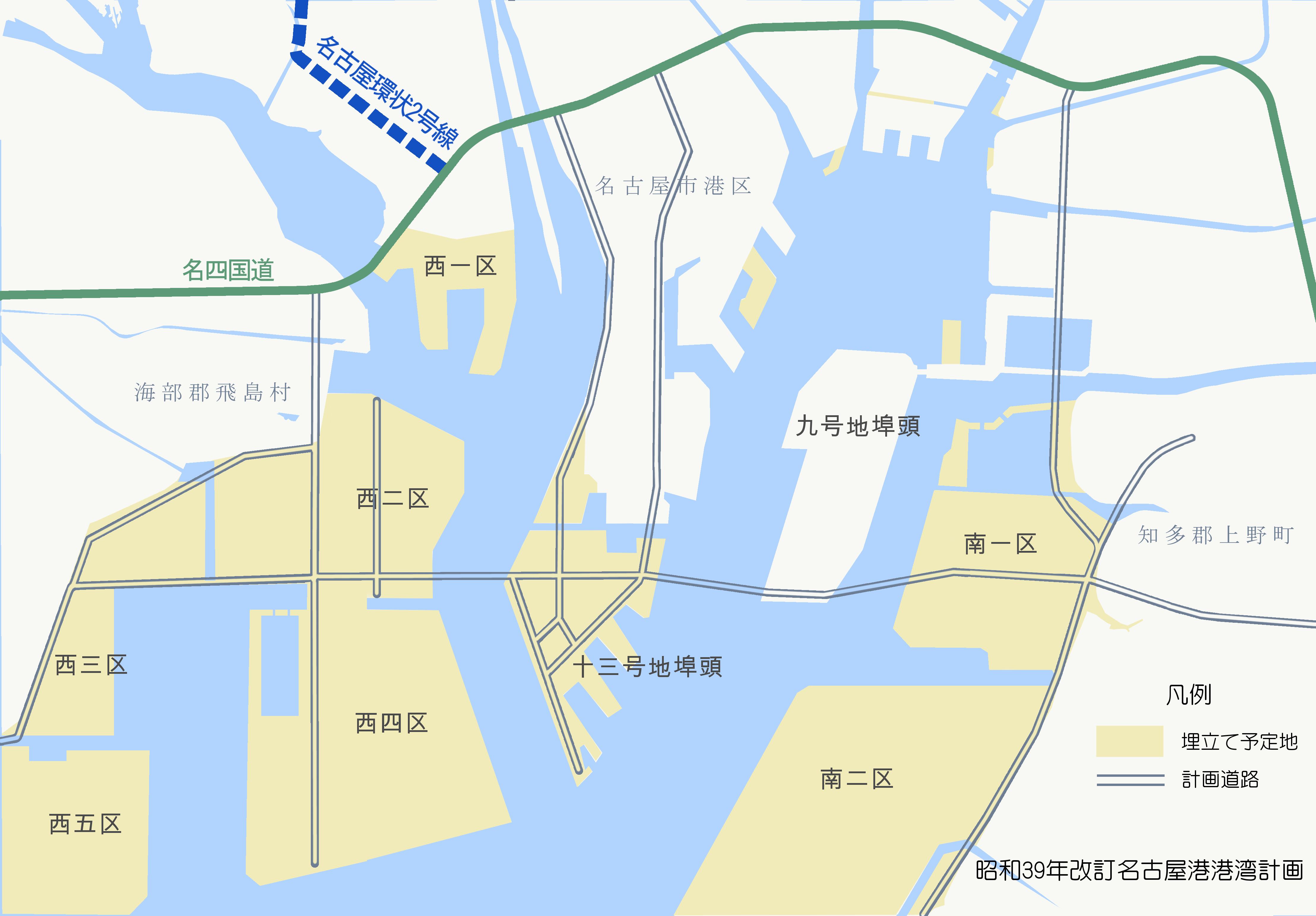
環状2号の名古屋港横断は1964年5月に名古屋港管理組合がまとめた港湾整備計画に端を発している。南一区（現・新宝ふ頭）と西二区（現・木場金岡ふ頭）間の港湾横断ルートはのちの名港トリトンのルートとよく合致している。ただし9号地通過ルートは南寄りに設定されている。左上の環状2号は名古屋市港区藤前起点で、計画に示された港湾横断道路と環状2号を連結する計画はこの時点ではまだなかった。

海上部（東海IC - 飛島IC）は1957年以降、環状2号の調査、検討が県や国によって実施されるなかで、名古屋港を横断することが具体化したことから名古屋港管理組合は港湾計画に反映するに至った。名古屋港横断構想の発端は名古屋港管理組合が1964年5月に作成した向う10年間の長期港湾整備計画に示した道路網である。港を埋め立てて埠頭を造成するにあたり、南と西のふ頭間を道路で連絡するもので、同時に名四国道と埠頭間の連絡道路も構想されている。中でも港湾横断道路を「夢の大橋で結ぶ」としている。この時点では愛知県新地方計画に示された環状2号と環状3号を連絡するための道路という位置付けであった。しかし、1965年6月に名古屋大都市計画懇談会が発表した中間報告では、名古屋港横断道路が環状2号の一部として構想され、各埠頭間を大橋かトンネルで結ぶとしている。この海上横断道路については、1970年5月の名古屋港管理組合の港湾審議会第41回計画部会で、環状2号の一部となることが正式決定した。

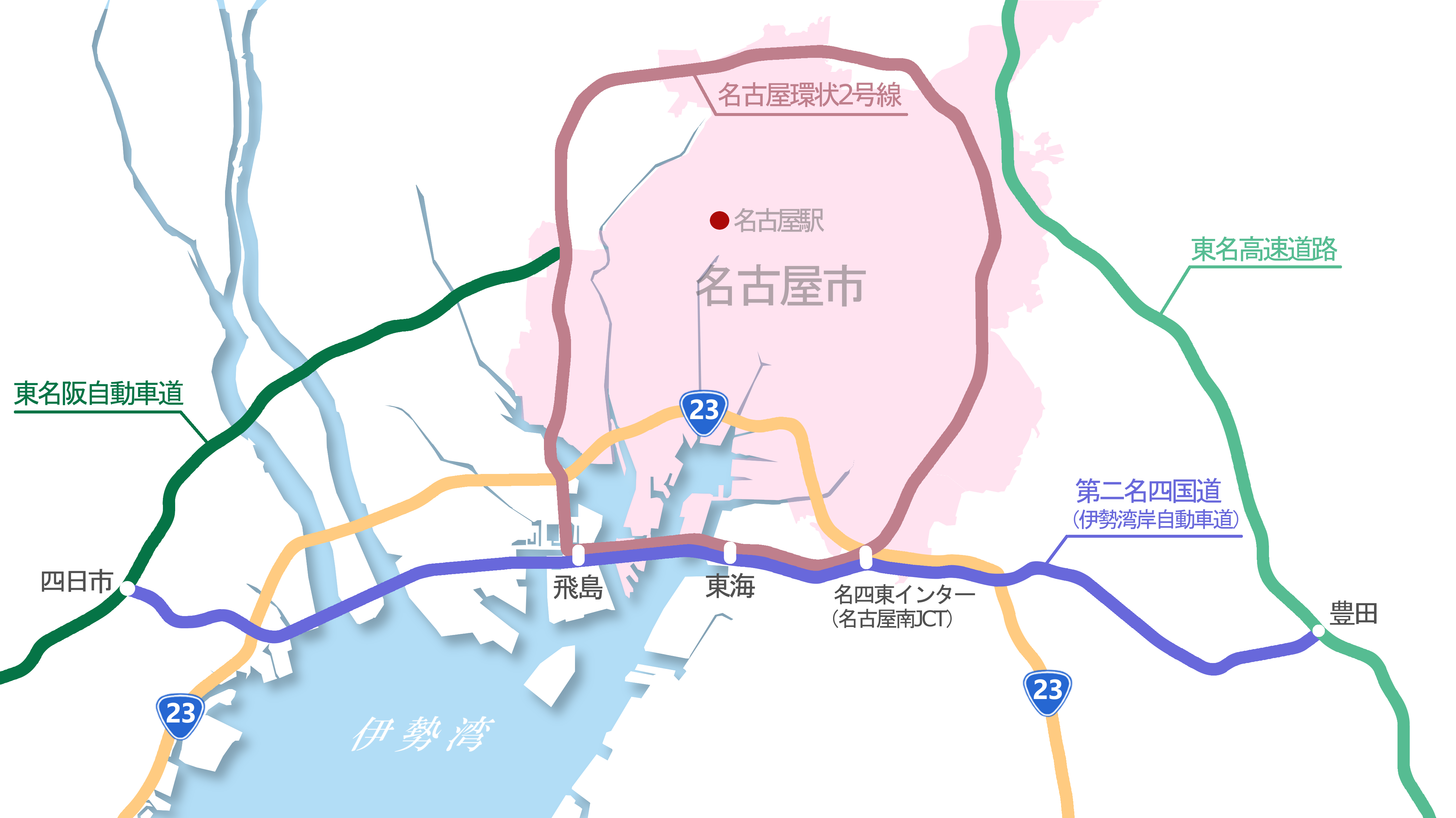
構想時点の名四国道バイパス。飽和状態の国道23号（名四国道）の海側にバイパスを造り、東名高速豊田と東名阪四日市を連絡することを示している。途中区間で環状2号と重複している。路線名やインター名は計画当時の名称。

1969年度以降は直轄の道路調査の一環として建設省が海上部の調査を進め、この中で名古屋市南部の工業地帯を通過する国道23号（名四国道）の交通混雑を解消する必要性が説かれた。このため、東名高速（豊田）と東名阪自動車道（四日市）を結ぶ名四国道のバイパスを造る必要を認め、この内の名古屋港横断箇所は環状2号海上部と並行することを決定した。併せて、海上部の道路構造を当初案の海底トンネル方式から3橋梁による架橋方式に変更したことを受けて、両道路を上下に配したダブルデッキの橋梁とすることで計画し、その内訳は、環状2号が往復6車線、名四国道バイパスが往復4車線の合計10車線とする壮大な構造とされた。しかしながら、それに要する事業費が三千数百億円以上と途方もない金額となることで事業化の見通しが立たないことや、将来の交通量が当初見込みより減少することも加味されて計画を縮小、1976年に環状2号とバイパスを統合してシングルデッキの往復6車線とすることになった。なお、海上部は建設費用が高額となることで償還のための通行料金を徴収することが検討され、橋梁のシングルデッキ化はこの償還計画に絡めた採算性という観点からも支持された。計画は地元経済界の強い要請もあって1979年8月に国道302号の一般有料道路として都市計画決定された。環状2号の都市計画決定は1967年3月以来順次行われ、今回の海上区間の決定をもって全線に及ぶことになった。
海上区間の3橋のうち、特に地元経済界から早期建設を要望されたのが金城ふ頭と西二区（現・木場金岡ふ頭）を結ぶ西大橋であった。西二区には流通団地をはじめ木材団地が展開することから、当該区域と金城ふ頭を結ぶ港湾交通需要が多く見込めると判断されたためである。

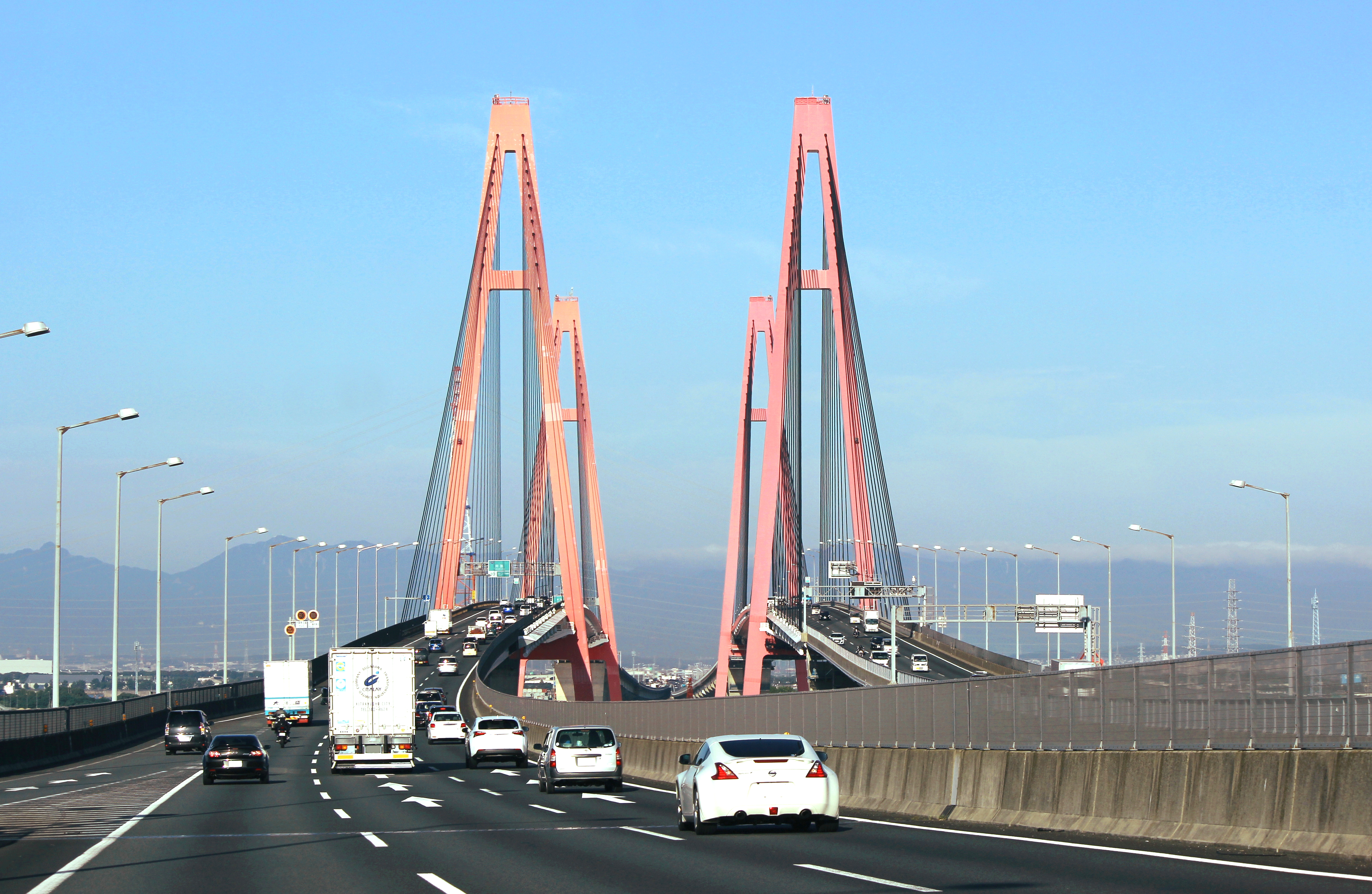
名港西大橋。開通当初は向かって右側の橋のみ建設され、往復2車線の暫定供用とされた。供用当初は港湾物流とは無縁で、この実態に公団関係者は頭を痛めたとされる。

ところが、いざ名港西大橋が開通すると、高額な通行料金（特定大型車の通行料金片道1,400円）とネットワークの無さが災いして閑古鳥が鳴くほどの通行量しかなく、あてにした港湾関連の交通は相変わらず名四国道を利用して当該道路の混雑は収まる気配がなかった。なお、当時の公団が経営する一般有料道路の収支率ワーストワンが伊勢湾岸道路で、100円の収入を得るのに338円を要した。今日でこそ東名阪の混雑で象徴されるように伊勢湾岸道路の有用性が立証されているものの、効果が現れてくるまでは無駄の象徴と目され、あまりの投資効果の悪さに西大橋開通直後には総務庁と会計検査院の調査が立て続けに入るなど華やかな外観とは裏腹の厳しい試練にさらされることになった。このため公団は窮余の一策として、港湾関係者への回数券の売り込みに奔走したが、業界側は使い物にならない西大橋の利用を敬遠するばかりであった。公団も西大橋単独の開通では通行量も期待できないとは予想していたが、交通開放後の実績はそれを大きく下回った。
西大橋はもはや公団のお荷物と化したが、それでも豊田と四日市をつなぐことへの待望論は多く、港湾物流の関係者をはじめ、愛知県南部、東海市や三重県北部に立地する企業の期待は大きかった。愛知県南部から関西方面への物流ルートとして、名神高速では北に振れ過ぎているため、名四、名阪の両国道を経由する方が早いことから、ここに高速道路を誘致することへの期待は大きく、東海市にしても製鉄の先細りゆえ、高速道路ネットワークの構築によって新たな産業を誘致できるものと期待した。それにも増して、港湾物流の関係者の期待はさらに大きかった。1980年代に進行した急激な円高によって輸入貨物量は増加の一途を辿り、海上コンテナ取扱量も一千万台の大台に載せるに至った。ところが、取り扱い量は増えても、物流の要となる道路は常時渋滞する一般道路のみと接続し、高速道路とは一本も繋がっていなかったことから、港の機能は著しく低下することになった。なお、港湾物流に係わる特定大型車の指定ルートが名四国道と国道1号であることから、混雑する両国道を使わざるを得ないことでさらなる停滞を誘発し、名古屋港から最寄りの東名高速入口の岡崎ICまでの所要時間は通常1時間、混雑時は2時間を要した。公団のはじく計算では、高速道路開通によって、岡崎ICまでが現行の2時間弱から40分、四日市までが1時間強から25分への短縮が見込まれたことから、経済損失を埋め合わせるためにも一刻も早い開通が望まれることになった。

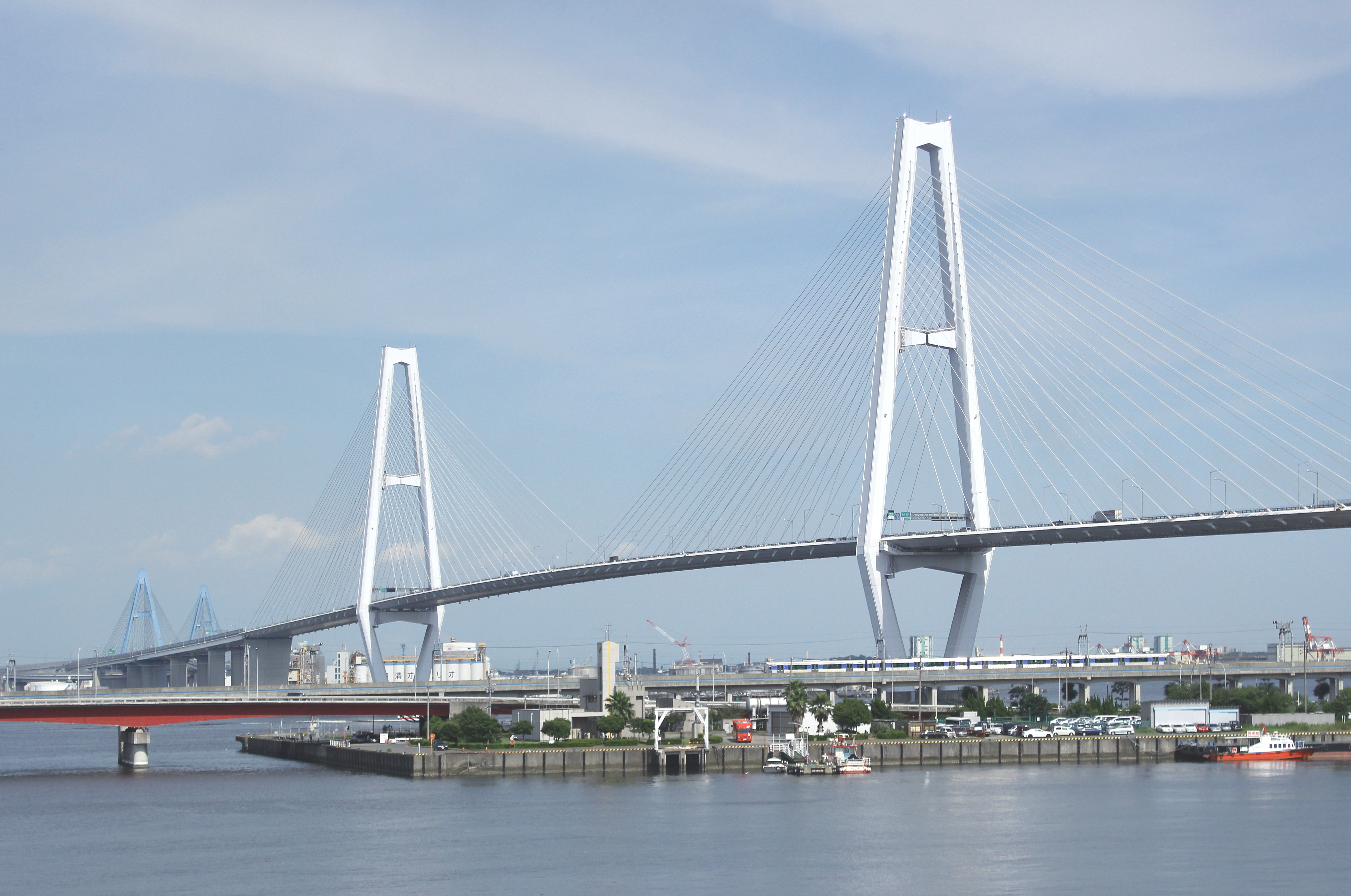
残る2橋の事業化を推進するために国は民間資金活用を求め、地元経済界はこれを承諾した。この結果、1987年11月の東海IC - 金城ふ頭間の事業化へと大きく前進することになった。画像は金城ふ頭から臨む名港中央大橋と名港東大橋。

こうした事情もあって、愛知県や名古屋市は調査中の残り2橋の事業化を建設省に強く働き掛けたが、これに対して建設省は早期着工の条件として、厳しい国の財政事情から地元経済界にも応分の負担を求める民間資金活用プラン（民活）を提示した。民活導入対象区間は名港中央大橋と名港東大橋およびその接続部を含めた約5キロに限定したが、それは豊田 - 四日市間の総事業費6千億円のうち、この5キロの工事費が1340億円（1キロ換算では他区間の2倍）と高額になるためである。海上区間全線供用に一刻も早い道筋を付けたい自治体や経済界はこの提案を承諾し、政府も早々と2橋の計画推進を決定した。ただし、2橋を建設して飛島と東海を結ぶだけでは西大橋の二の舞になることを危惧した経済界は、道路ネットワークを構築して初めて海上区間の投資効果が現れることを表明するべく、県と一体となって豊田と四日市までの陸上区間の建設を国に要望することになった。こうした地元の危惧に応える形で政府は1986年4月に陸上部分の建設を表明し、海上部を飛び越えて豊田と四日市の間で事業化する方向へと大きく舵を切ることになった。
| 左図は海上部に接続する新東名・新名神の路線図。新東名と新名神が国道302号一般有料道路で接続されていることを示す。右図は海上部が環状2号、新東名・新名神、東海環状自動車道の三幹線のルートを兼ねることを示す。両図とも全線開通時の姿で現状は未開通区間があるため本図とは異なっている。 |  | 左図は海上部に接続する新東名・新名神の路線図。新東名と新名神が国道302号一般有料道路で接続されていることを示す。右図は海上部が環状2号、新東名・新名神、東海環状自動車道の三幹線のルートを兼ねることを示す。両図とも全線開通時の姿で現状は未開通区間があるため本図とは異なっている。 |
| 左図は海上部に接続する新東名・新名神の路線図。新東名と新名神が国道302号一般有料道路で接続されていることを示す。右図は海上部が環状2号、新東名・新名神、東海環状自動車道の三幹線のルートを兼ねることを示す。両図とも全線開通時の姿で現状は未開通区間があるため本図とは異なっている。 |  | |

だが、国道23号のバイパス路線として豊田と四日市を繋ぐ構想は次第に変化を見せ、バイパスそのものを別個で構想されていた第二東名・名神の一部分にあて、さらに海上部を第二東名と第二名神を接続する接続路線とする方向付けがなされた。この構想は1987年4月の講演会で愛知県知事が表明したもので、仮にこの構想を示さなかった場合は第二東名が名古屋圏をかすりもしない恐れがあったことからそれを回避するために提案したとされる。さらに、翌年5月には三重県知事も伊勢湾岸道路を第二名神の一部に組み込み、三重県に東西直結高速道路を誘致することに名乗りを挙げた。愛知、三重の両知事が足並みを揃えて提案した構想は国に受け入れられ、1988年6月には建設大臣が伊勢湾岸道路を第二東名、第二名神の一部に充てることを正式表明した。
愛知県の思惑としては、山間部に第二東名を通すことによる地域振興策の他に、将来計画されている中部国際空港のアクセス路線確保の地域的な事情もあって要望した高速道路であったが、この頃、東名と名神の混雑に頭を悩ませていた国は愛知県の要請に飛びついた恰好で、1987年3月に愛知県知事が第四次全国総合開発計画（四全総）への第二東名・名神組入れの働きかけを表明してから半年もたたないうちに四全総の中心的存在に押し上げられることになった。さらに4年後には整備計画に上程されるに至り、後から構想された路線であるにも係わらず、それ以前から構想されていた他県の道路計画と肩を並べて驚異的な速さで建設されることになった。もっとも、これには高速国道が通行料金をプールのうえ建設費用を償還する方式を採用していることから、とりわけ黒字が見込まれる第2東名・名神の建設を優先したいとする国の思惑が働いたとされている。
順調に計画実現に向けて動き出している中で愛知県は道路規格の都市計画変更を行い、1979年の都市計画決定で80 km/hとした海上部の設計速度を100 km/hとしたうえで道路幅員も全体的に約5 m拡幅して高規格の高速道路と接続しても差し支えの無い構造に変更した。告示は1991年8月28日で、海上部を含む飛島村 - 大府市間の環状2号は従来の「高速名古屋環状2号線」の都市計画路線名が「伊勢湾岸道路」に変更され、豊田市と四日市間の路線の一部となった。
海上部の開通は1985年3月で、この時は金城ふ頭と飛島間のみが開通し、飛島で一般部と接続した。1998年には海上部全線供用と併せて陸上区間の名古屋南ICと東海ICが開通し、海上部は第二東名と接続された。この開通によって伊勢湾岸自動車道の名が冠されることになったが、この路線名は第二東名（新東名）と第二名神（新名神）がその機能を十分に発揮できるまでの暫定的な名称である。以降、陸上区間は順次延伸され、2004年に豊田JCT - 四日市JCTが繋がったことで、ここに海上部の本来の機能が発揮されることになった。1985年の西大橋開通当時の利用台数は1日平均1,700台、それから四半世紀を経た2011年では約8万台と17倍の利用となり、今や海上部は東西交通のバイパスを担う重要路線となっている。また、将来の東海環状自動車道全通のあかつきには新東名・名神、環状2号とともに3本の幹線道路を束ねる路線とも位置づけられている。なお、一般国道扱いの海上部が高速道路と連結されたことで適用される道路交通法（規制速度など）に差異が生じることになったが、この対策については海上部で後述する。

### 年表

#### 計画
- 1957年（昭和32年）9月24日 : 名古屋市外周部の環状道路として都市計画決定[173][12]。
- 1958年（昭和33年）4月1日 : 愛知県地方計画にて高規格循環道路として提案される[174][41]。
- 1961年（昭和36年）10月21日　: 運輸省都市交通審議会にて都市高速および接続する環状線の必要性を答申[175][176]。
- 1962年（昭和37年）
  - 1月 : 名古屋市が名古屋市将来計画基本要綱を公表し、名古屋環状2号線と名古屋高速の必要性を初めて表明[37]。
  - 3月19日 : 中京地区道路網計画を公表。ここで環状2号を幹線道路網として取り上げ、早期着工を提言[177]。
  - 3月29日 : 愛知県新地方計画（会長は愛知県知事）が決定。都市計画と交通処理を円滑に進めるために環状2号の必要性を強調した[178]。
- 1963年（昭和38年）12月9日 : 名古屋市をはじめ関係する14市町村の結成による名古屋第二環状線整備促進協議会を設立[82]。
- 1964年（昭和39年）
  - 3月 : 名古屋大都市整備計画懇談会を設置[179]。
  - 5月28日 : 名古屋港管理組合は港湾審議会を開き、第21回計画部会、名古屋港港湾計画（昭和50年目標）の改定案を了承。港湾横断道路の計画が盛込まれた[180]。
- 1965年（昭和40年）
  - 6月1日 : 名古屋大都市計画懇談会が中間報告を作成し、ここで名古屋環状2号線と名古屋高速の整備構想を提言[84]。
  - 11月1日 : 財団法人名古屋環状2号線開発公社を設立し、用地の先行取得を開始[85]。
- 1966年（昭和41年）3月29日 : 国への陳情、地域住民の啓発宣伝を目的として名古屋環状二号線整備促進期成同盟委員会設立[181]。
- 1967年（昭和42年）
  - 3月17日 : 幅員50mおよび60mとする都市計画決定（名古屋市、春日井市、東海市、大府町）[90]。
  - 9月7日 : 幅員60mとする都市計画決定（飛島村）[97]。
- 1968年（昭和43年）10月18日 : 幅員50 m、60 mとする都市計画決定（大治村、甚目寺町、清洲町、新川町、春日村）[97]。
- 1969年（昭和44年）12月4日 : 国道23号交差部から北回り上社インターチェンジまでの区間が国道302号に路線指定[182][98]。
- 1970年（昭和45年）4月1日 ： 一般国道302号（愛知県名古屋市千種区 - 愛知県海部郡飛島村）として指定施行[182]。
- 1971年（昭和46年）4月 : 一般部の内、国道23号交差部から北回りで上社までの事業主体が建設省に決定[183]。
- 1973年（昭和48年）10月 : 財団法人名古屋環状2号線開発公社を解散。業務は名古屋市土地開発公社に移管[184]。
- 1974年（昭和49年）11月12日 : 名古屋環状2号線全線（海上部を含む）が国道302号に路線指定[185][104]。
- 1975年（昭和50年）
  - 4月1日 ： 環状2号全線が一般国道302号として指定施行[104]。
  - 7月 : 一般部・専用部道路構造計画案の大幅修正案を決定[186]。
- 1976年（昭和51年）11月29日 : 都市高速の四谷 - 名古屋ICを廃止のうえ代替の四谷 - 高針ルートを留保するかたちで都市計画変更（公示）[187]。これによって上社接続が無くなる。
- 1978年（昭和53年）12月20日 : 専用部の基本計画が決定告示[188][173]。
- 1979年（昭和54年）8月10日 : 海上部が都市計画決定[189][190]。
- 1980年（昭和55年）4月5日 : 西春日井郡春日村 - 春日井市惣中町までが指定区間編入[191]。
- 1981年（昭和56年）4月 : 一般部の内、上社から国道1号交差部（有松）までの事業主体が建設省に決定[183]。
- 1982年（昭和57年）
  - 3月1日 ： 専用部・名古屋IC - 名古屋西JCT整備計画決定[173]。
  - 4月13日 ： 名古屋市名東区猪高町一社から同高間町までが指定区間追加[191]。
  - 11月5日 : 新都市計画法に基づき陸上区間（56.33 km）の都市計画変更決定[189]。
- 1983年（昭和58年）4月5日 : 名古屋市中川区服部から同春田までが指定区間に追加指定[191]。
- 1984年（昭和59年）
  - 4月11日 : 春日井市惣中町から同勝川町までが指定区間に指定[192]。
  - 7月15日 : 一般部の内、国道1号交差部（有松）から国道247号交差部までの事業主体が建設省に決定[193]。
- 1985年（昭和60年）4月9日 : 名古屋市中川区富田町から同緑区大高町まで、および同市港区金城ふ頭から同市中川区富田町までを指定区間に追加指定[192]。
- 1987年（昭和62年）
  - 5月21日 : 名古屋市中川区富田町から西春日井郡春日村、および名古屋市緑区大高町を経て同市中川区富田町までを指定区間に追加（環状2号全線を指定区間化）[192]。
  - 11月20日 : 建設省が海上部の名港中央大橋、名港東大橋関連（東海市新宝町 - 名古屋市港区金城ふ頭）3.9 kmを事業許可[194]。
- 1989年（平成元年）1月31日 : 第28回国土開発幹線自動車建設審議会で伊勢湾岸道路に接続する道路が第2東名・名神に計画決定[32][195]。
- 1991年（平成3年）
  - 4月26日 : 伊勢湾岸道路の弥富 - 大府間16 kmについて知事が都市計画変更案をまとめる[166]。
  - 8月28日 : 伊勢湾岸道路の弥富 - 大府間の都市計画変更[196]。第二東名・第二名神接続を受けて海上部を含めた設計速度と幅員を変更。
  - 12月3日 ： 専用部・名古屋南IC - 東海IC整備計画決定。
- 1996年（平成8年）12月26日 ： 専用部・東部・東南部と名四東IC（現、名古屋南JCT）における第二東名接続を基本計画決定[197]。
- 1998年（平成10年）12月25日 ： 名古屋南IC - 上社JCT整備計画決定[198]。
- 2009年（平成21年）5月29日 ： 名古屋西 - 飛島整備計画決定[199]。

#### 開通日・一般部（陸上区間）
- 1980年（昭和55年）4月14日 : 北部の国道22号 - 国道19号バイパス間（8.6 km）が開通（北部全線開通）[200]。ただし名鉄犬山線とは平面交差として暫定踏切を設置[201]。
- 1982年（昭和57年）4月17日 ： 東部の名東区貴船一丁目 - 名東区野間町（0.7 km）が開通[202][203]。
- 1983年（昭和58年）5月28日 ： 西南部の中川区春田 - 服部間（0.4 km）が開通[204][18]。
- 1984年（昭和59年）2月21日 ： 東北部の国道19号 - 都市計画道路鳥居松線（県道508号内津勝川線）交差点（0.3 km）が開通[205][206]。
- 1985年（昭和60年）
  - 4月1日 : 西南部の中川区服部 - 名古屋西JCT（1.0 km）が開通[207][18]。
  - 7月1日 : 国道23号 - 飛島村木場1丁目（桜木北交差点）（2.7 km）が名古屋港管理組合から移管（南部II全線開通）[208][209]。
- 1986年（昭和61年）3月21日 ： 東部の名東区野間町 - 名東区高針一丁目（0.7 km）が開通[210]。
- 1987年（昭和62年）
  - 3月31日 ： 西南部の港区新茶屋 - 港区南陽町茶屋新田（0.4 km）が開通[210]。
  - 11月30日 : 北部の国道19号との立体交差が完成[211]。
- 1988年（昭和63年）
  - 3月7日 : 西南部の国道1号と国道23号を結ぶ区間が開通(5.3 km)。飛島大橋も同時開通[212][213]。
  - 3月11日 : 西北部の愛知県道190号名古屋一宮線 - 愛知県道67号名古屋祖父江線間（JR立体交差）（990 m）が開通[214][215]。
  - 3月17日 : 西北部の甚目寺町花常 - 甚目寺町飛殿（甚目寺南IC - 大治北IC間に相当）、愛知県道126号給父西枇杷島線 - 清洲町上田江ノ相（清洲西IC付近）(1.6 km)、春日村下之郷（清洲東IC付近） - 国道22号(0.6 km)が開通[216][217]。
  - 3月22日 : 愛知県道115号津島七宝名古屋線 - 愛知県道117号西条中川線(0.8 km)が開通[218][217]。
  - 4月26日 : 北部の国道41号との立体交差が完成[215]。
  - 12月14日 : 清洲町朝日における国道22号と国道302号の立体交差が完成[219]。
- 1989年（平成元年）4月11日 ： 東部の名東区高針一丁目 - 名東区牧の里三丁目（0.5 km）が開通[220][203]。
- 1990年（平成2年）3月29日 : 五条川高架橋関連区間が開通(650 m)[221]。
- 1991年（平成3年）
  - 3月22日 ： 西南部の稲屋（県道117号西条中川線） - 花常（県道124号西条清須線）が開通(1.6 km)[222][223]。
  - 4月23日 ： 東部の名東区牧の里三丁目 - 国道153号交差点（1.6 km）と東南部の国道153号交差点 - 植田間（0.4 km）が開通[203][223]。
  - 10月27日 ： 名鉄犬山線中小田井駅 - 上小田井駅間立体交差化に伴い平面交差が解消[224]。
- 1992年（平成4年） 4月17日 : 西南部の国道1号（港区南陽町福田） - 中川区春田（2.2 km）が開通[225]（西南部全線開通）。
- 1993年（平成5年）
  - 4月14日 ： 東部の愛知県道60号名古屋長久手線（東山通）から名東区貴船一丁目間（0.5 km）が開通（東部全線開通）[226]。
  - 12月3日 : 東北部の専用部と同時供用する形で[227]国道363号 - 県道60号名古屋長久手線（2.4 km）[228]、千代田通線 - 県道61号名古屋瀬戸線（0.5 km）、松河戸IC付近（0.5 km）開通[229]。
- 1994年（平成6年）
  - 3月24日 : 西北部の清洲町土田 - 同町西市場（県道67号名古屋祖父江線）（0.8 km）が開通。暫定片側1車線で名鉄名古屋本線とは平面交差のため暫定踏切を設置[230]。
  - 3月29日 : 東南部の植田 - 平針間（0.9 km）が開通。天白川大橋と楕円形の歩道橋も同時供用[230]。
  - 3月30日 : 専用部小幡IC供用開始に合わせ、県道15号名古屋多治見線と小幡IC間を繋ぐ一般部（0.2 km）が開通[231]。
  - 10月13日 : 東北部の名古屋市道千代田通線と国道363号の区間（1.1 km）が開通。矢田川大橋も同時供用[232]。
  - 10月25日 : 東北部の庄内川大橋区間（1.3 km）が開通[233][229]。
  - 12月21日 : 西北部の甚目寺町飛殿 - 愛知県道126号給父西枇杷島線（名鉄津島線交差部0.25 kmを除く。1.1 km）が開通[234][222]。
- 1996年（平成8年）
  - 4月 : 東北部の町田町付近（松河戸地区）（0.8 km）が開通[229]。
  - 5月30日 : 海部郡飛島村の国道23号との平面交差が下り線のみ立体交差化[235]。
- 1998年（平成10年）
  - 3月30日 ： 南部Iの国道23号 - 東海IC（4.3 km）開通（南部I全線開通）[236]。
- 2000年（平成12年）
  - 2月9日 : 東北部の小幡IC付近 - 喜多山（愛知県道61号名古屋瀬戸線との交差部）間（1.1 km）が暫定片側1車線で開通。併せて名鉄瀬戸線に暫定踏切を設置[237]。
  - 8月28日 : 西北部の甚目寺町稲荷の250 m区間が開通。暫定片側1車線で名鉄津島線と平面交差するための暫定踏切を設置[238]（西北部全線開通）[239]。
- 2011年（平成23年）
  - 3月20日 ： 東南部の平針 - 国道23号（10.1 km）が開通[240][16]（東南部全線開通）。
  - 3月28日 : 東北部の勝川 - 町田町間（0.5 km）が開通（東北部全線開通、同時に一般部全線開通）[16]。

#### 開通日・専用部（海上区間含む）
- 1985年（昭和60年）3月20日 ： 名港西大橋関連区間（3.2 km）が開通[143][241]。
- 1988年（昭和63年）3月23日 ： 清洲東IC - 名古屋西JCT開通[242]。
- 1991年（平成3年）3月19日 ： 勝川IC - 清洲東IC開通、名古屋高速2号楠線（現・1号楠線）に接続[243]。
- 1993年（平成5年）12月3日 ： 勝川IC - 名古屋ICが開通[126]。
- 1998年（平成10年）3月30日 ： 名古屋南IC - 名港中央ICが開通[170]。併せて名港西大橋の南側の橋も供用開始（海上部全線開通）。
- 2003年（平成15年）3月29日 ： 上社JCT - 高針JCTが開通[244]。
- 2011年（平成23年）3月20日 ： 高針JCT - 名古屋南JCTが開通[129]。
- 2021年（令和3年）5月1日 ： 名古屋西JCT - 飛島JCTが開通[15]（専用部全線開通）。

## 路線状況
名古屋環状2号線は南部II・西南部・西北部・北部・東北部・東部・東南部・南部I・海上部に分けられている。以下、各エリア毎に解説する。

### 南部II・西南部

1975年11月当時の西南部の一部と南部II（名四国道を境に左が西南部、右が南部II）。環状2号の最初の開通区間は北部（1980年4月開通）だが、南部IIはそれ以前から港湾道路として開通していた。この時点では梅之郷交差点より左側に幹線道路はなく、飛島大橋もまだ存在しない。出典：『国土交通省「国土画像情報（カラー空中写真）」（配布元：国土地理院地図・空中写真閲覧サービス）』。

南部II（2.73 km）は、飛島ICから国道23号、西南部（9.30 km）は、国道23号から名古屋西JCTに至る区間である。
全区域一般部が地平、専用部が高架である。国道302号は西南部の名古屋市中川区かの里（国道1号交差点）を起点として北回りで名古屋市外縁を一周のうえ起点に戻る路線である。
南部IIは元々名古屋港管理組合が所有、管理する往復4車線（北側）の港湾道路であったが、1985年7月に建設省に移管して国道302号に昇格した路線である。当該区間の南側は元々は全線往復6車線だったが、暴走族が急旋回するなどして危険であることを理由に一部で4車線に狭めた経緯をもつ。南部II、西南部は海上コンテナ貨物を取り扱う飛島ふ頭と近接することから、中部圏の各工場と海外を結ぶ物流ルートの性格が濃厚となっている。このことから大型車混入率が高く、これによる渋滞が問題化していたことから、暫定2車線から4車線化（西南部）への対応と併せて専用部が建設され、専用部については2021年（令和3年）5月に開通した。
専用部は高速自動車国道近畿自動車道伊勢線として指定されている。2009年(平成21年）4月27日の第4回国土開発幹線自動車道建設会議で整備計画として策定された。なお、インターチェンジ位置は南部IIの場合、梅之郷交差点における国道23号と連絡するICがあるのみで、飛島ふ頭に隣接するICは計画されていない（飛島ICは伊勢湾岸自動車道のICで名二環のICではない）。梅之郷交差点は両国道間を連絡する大型車の渋滞ポイントであり、専用部を走ってきた尾張北部からの交通が当該ICで降りた際に混雑に巻き込まれることを物流関係者は問題視していることから、自治体は関係省庁に飛島ふ頭に隣接するICの設置を要望するとしている。
西南部における鉄道交差はJR関西本線と近鉄名古屋線で、鉄道の高架事業完了を待って一般部が開通している。また、西南部はバス路線が絡む関係上、それを考慮した整備計画が立てられた。

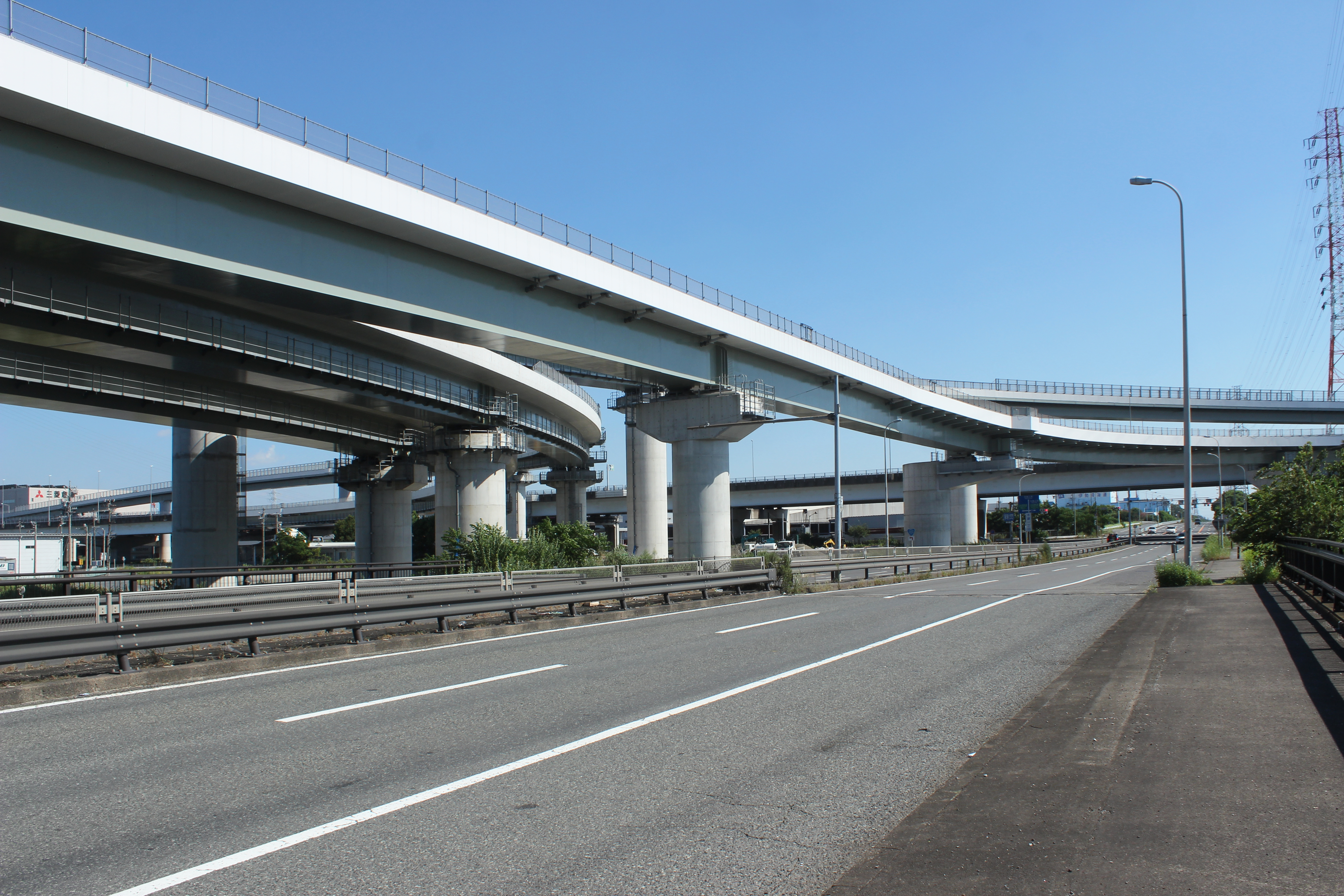
南部II起点の飛島IC/JCT。
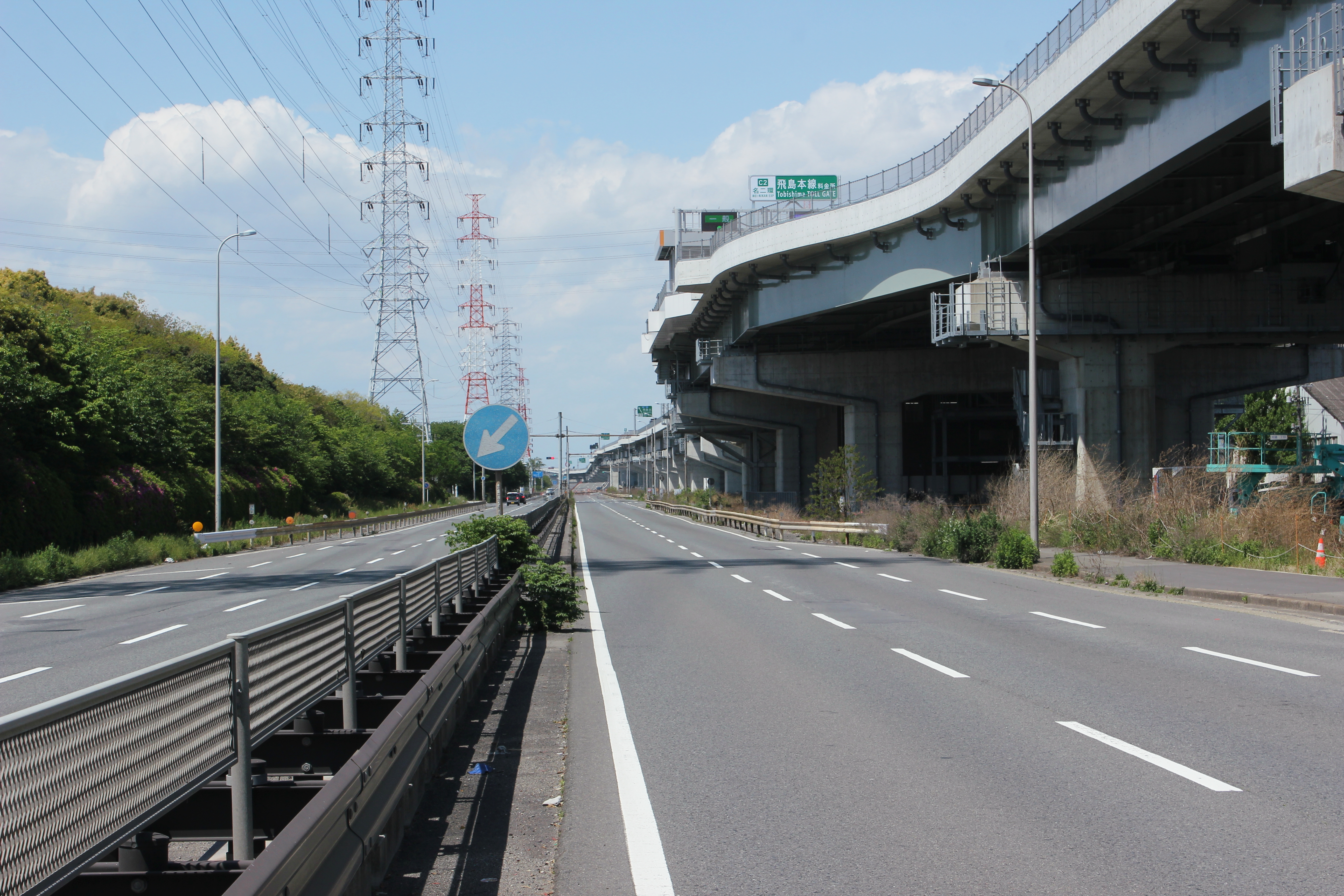
南部IIの南側は当初の往復6車線を一部で4車線に狭める工事を行った（海部郡飛島村）。
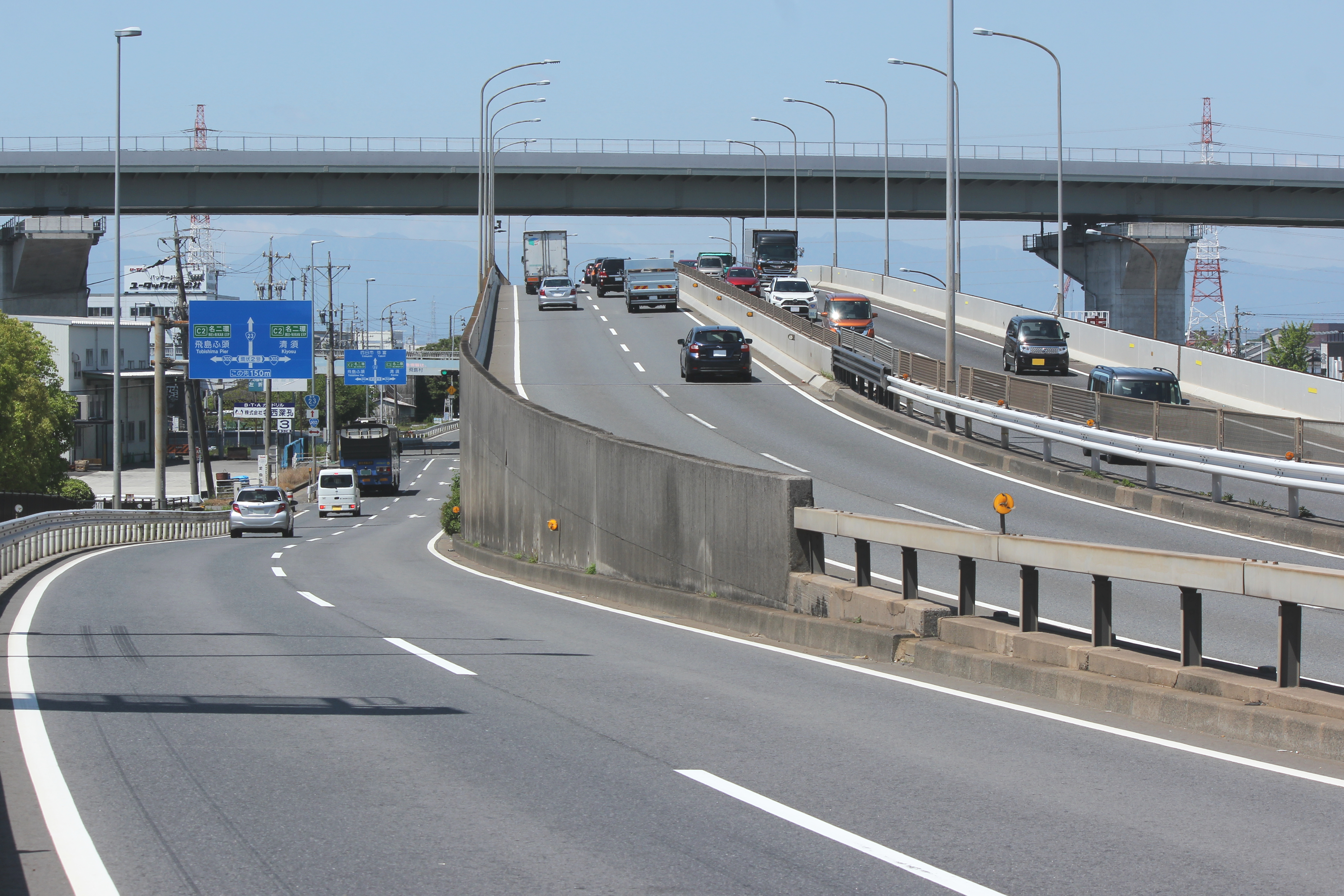
南部IIと西南部の境となる国道23号（名四国道）の交差部（梅之郷交差点）。一般部は国道23号の下を跨ぐ。
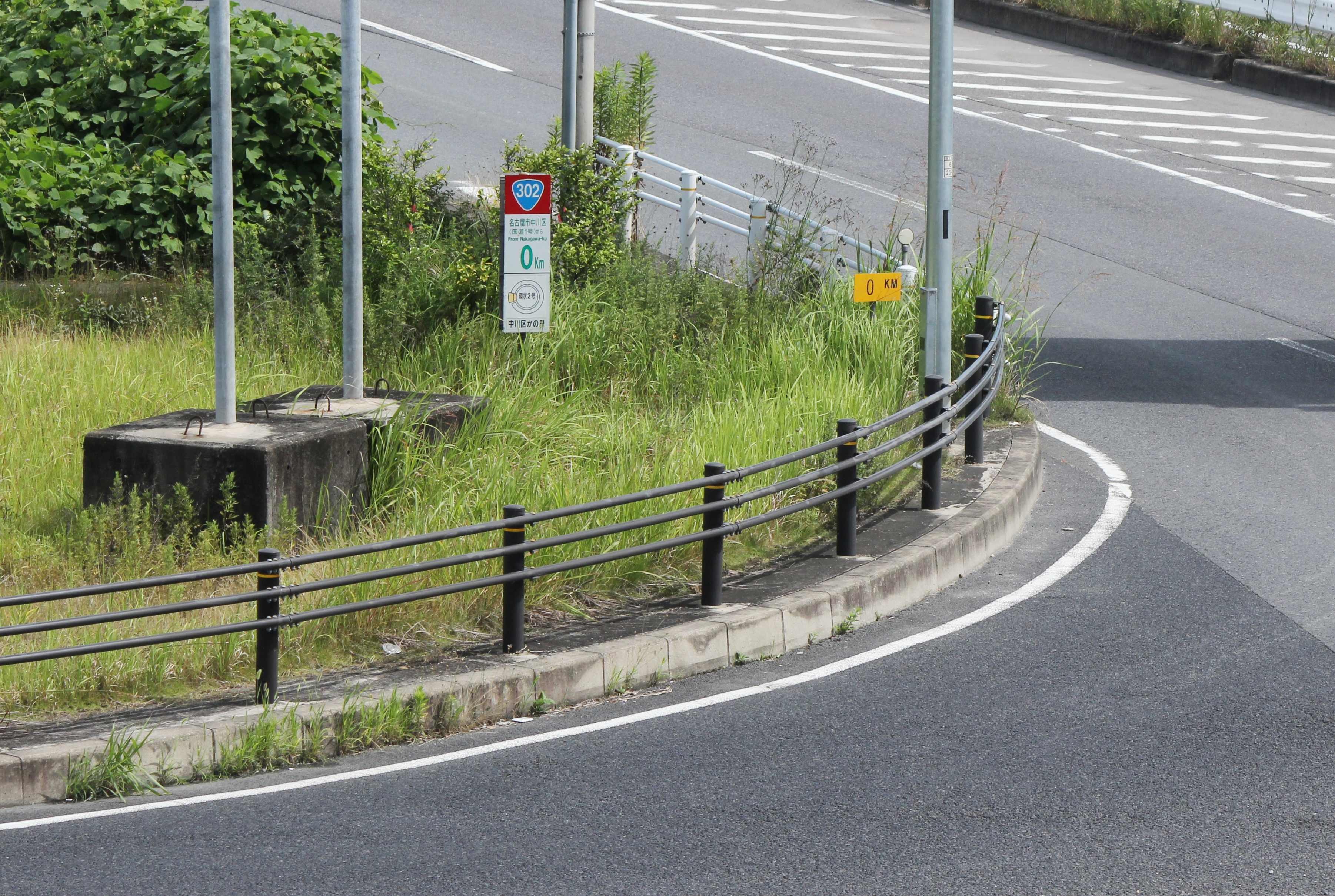
国道302号の起終点は西南部（名古屋市中川区かの里の国道1号線との交点）に位置する[5]。外周66.2 kmはここを起点とする。
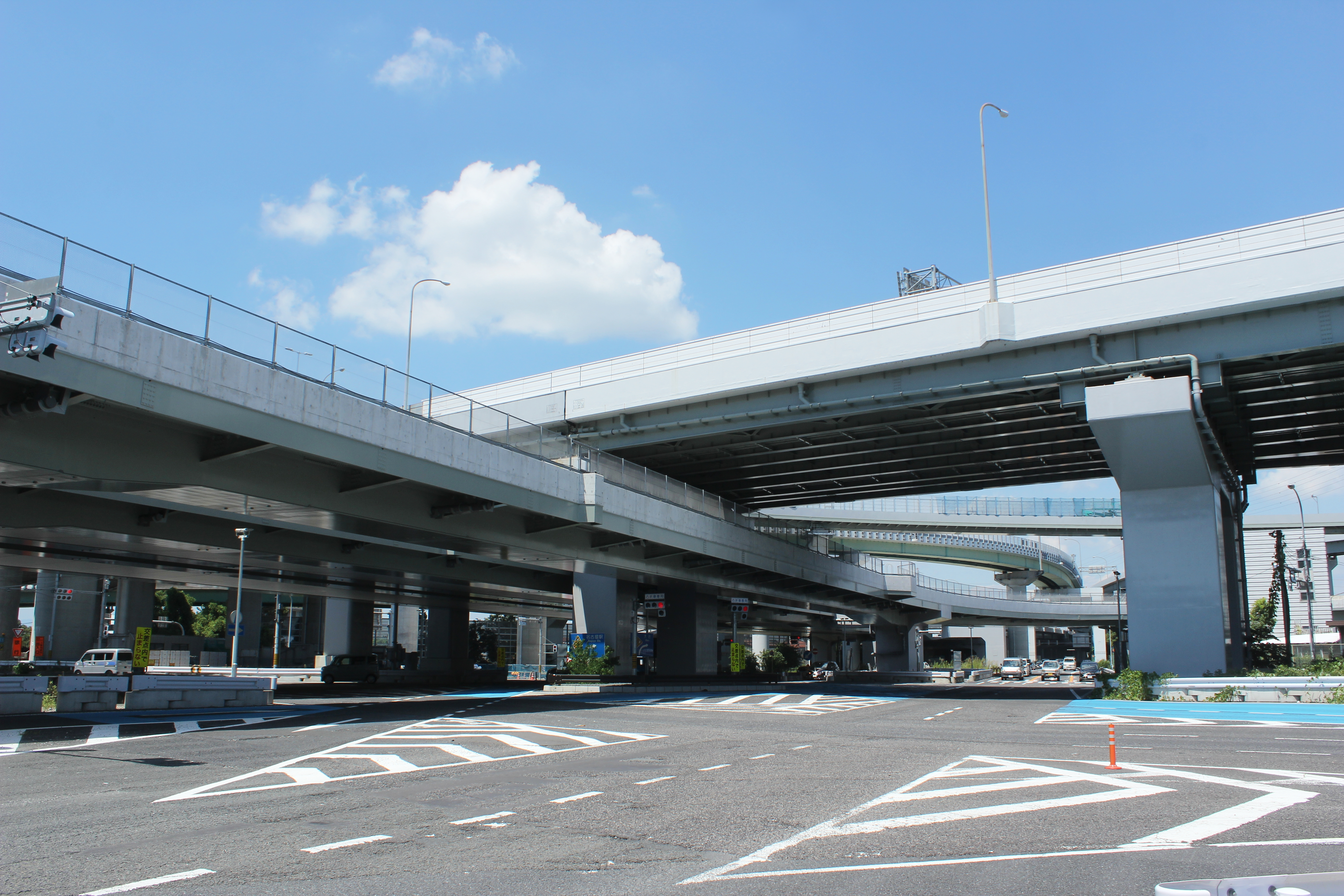
西南部終点の名古屋西JCT。

### 西北部
西北部（9.25 km）は、名古屋西JCTから国道22号（清洲JCT）にあたる。
一般部は地上、専用部は全線高架式である。当該区間は名神高速と接続する国道22号と東名阪自動車道と接続する名古屋西JCTを短絡することから、両高速道路間の接続交通の短絡経路として、また接続交通が名古屋市内に入ることを防止するバイパス的性格を持っている。このため接続交通の円滑な流動に資するために、専用部が一般部よりも先行して全線開通している。なお、一般部が全通したのは専用部の開通から12年後の2000年8月のことである。
一般部については、暫定供用区間（片側1車線）が存在する。また、鉄道の横断は、JR東海道線と新幹線は当初から立体交差としたが、名鉄名古屋本線と名鉄津島線は暫定踏切を設けて平面交差となっている。このため将来の立体交差化に備えて、専用部高架橋はその直下を名鉄の高架橋が構築可能な設計になっている。鉄道立体化の際は仮線の設置が必要となるが、本高架橋についてはそのスペースも考慮されている。なお、交差する愛知県道68号名古屋津島線は名古屋市営地下鉄の延伸計画があるため、高架橋はこの計画を考慮した設計となっている。これらのJRを除いた鉄道交差部の存在、および用地買収の難しさも伴って、西北部は1988年3月の供用時点では各地で道路が分断されて虫食い状態であった。それが解消されたのは2000年8月であったが、暫定往復2車線の状態は一部で解消されず、現在4車線化に向けて事業を推進中である。

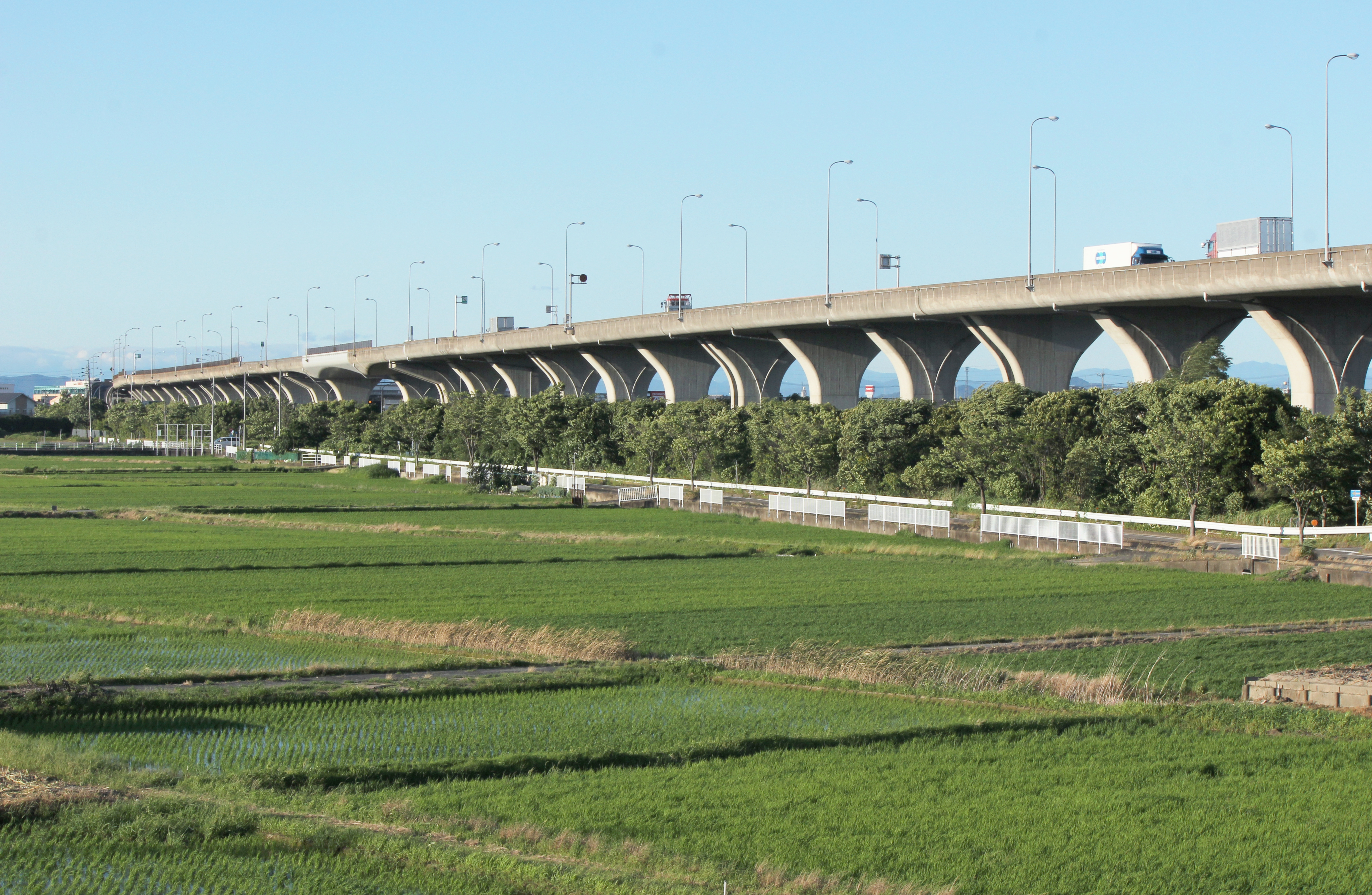
西北部の専用部は全線高架式
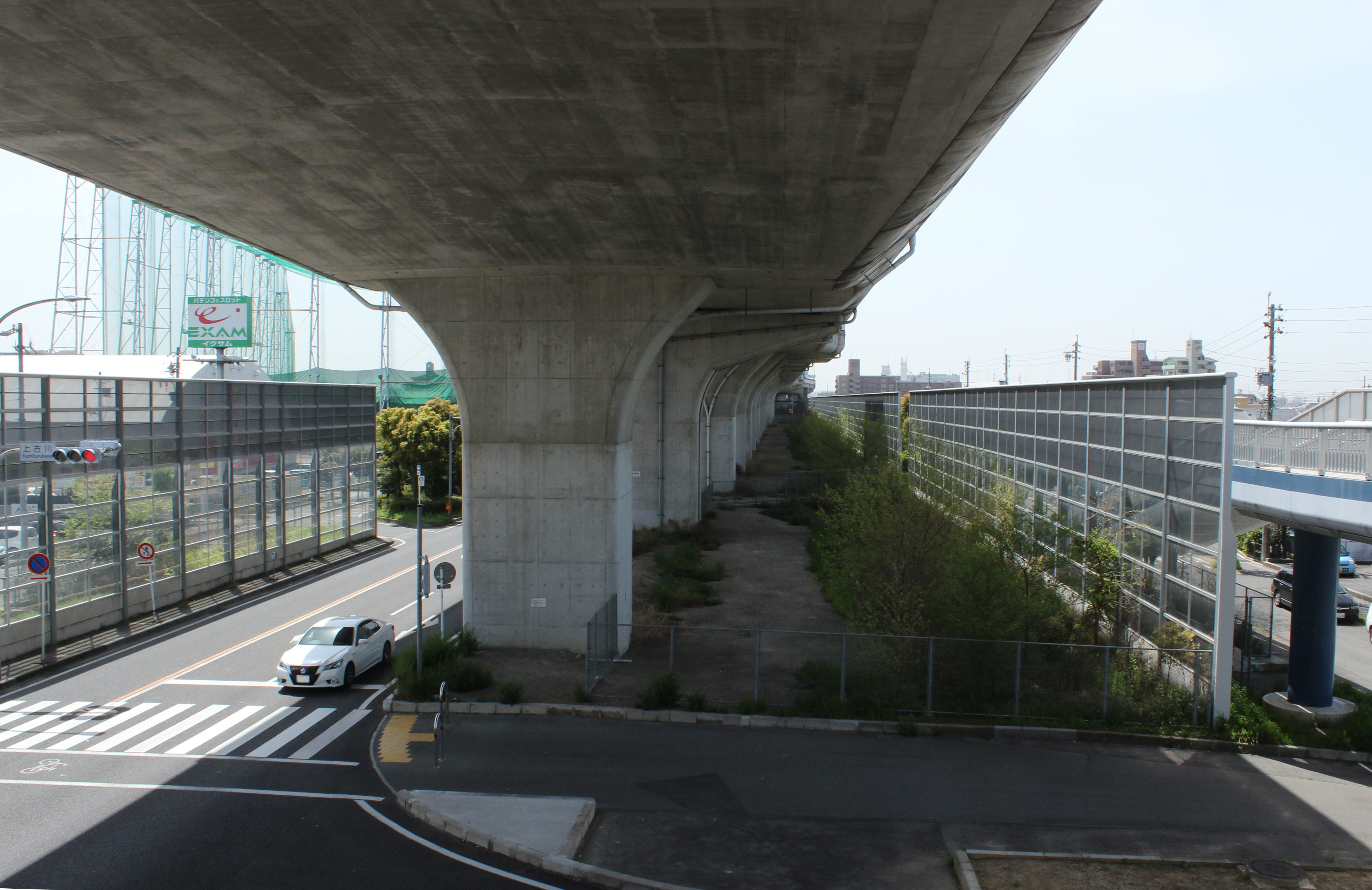
暫定片側1車線区間。右側は未供用部分（あま市甚目寺茶之木田）
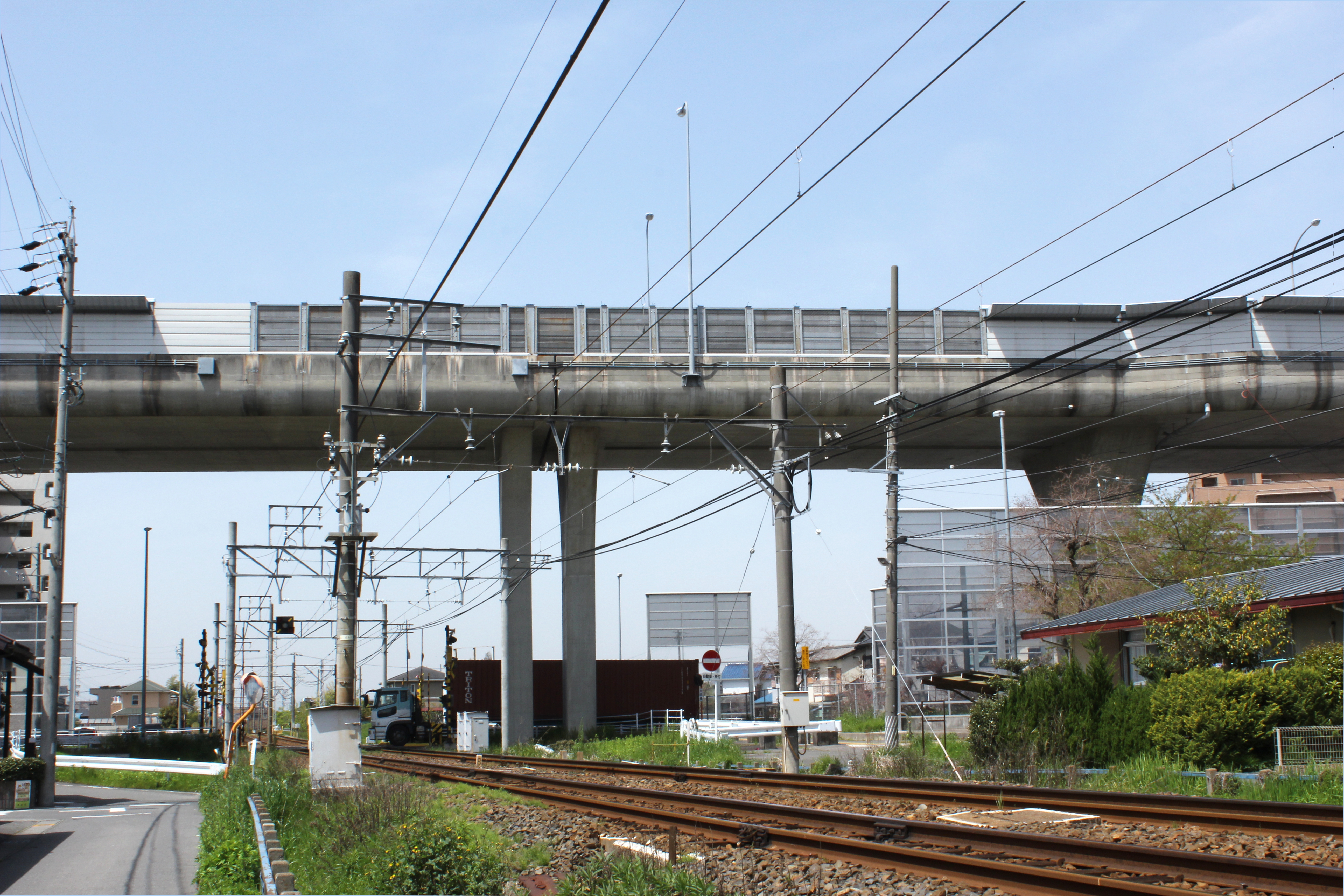
名鉄津島線との交差区間。高架切り替え時に仮線を設置するスペースが取ってある。
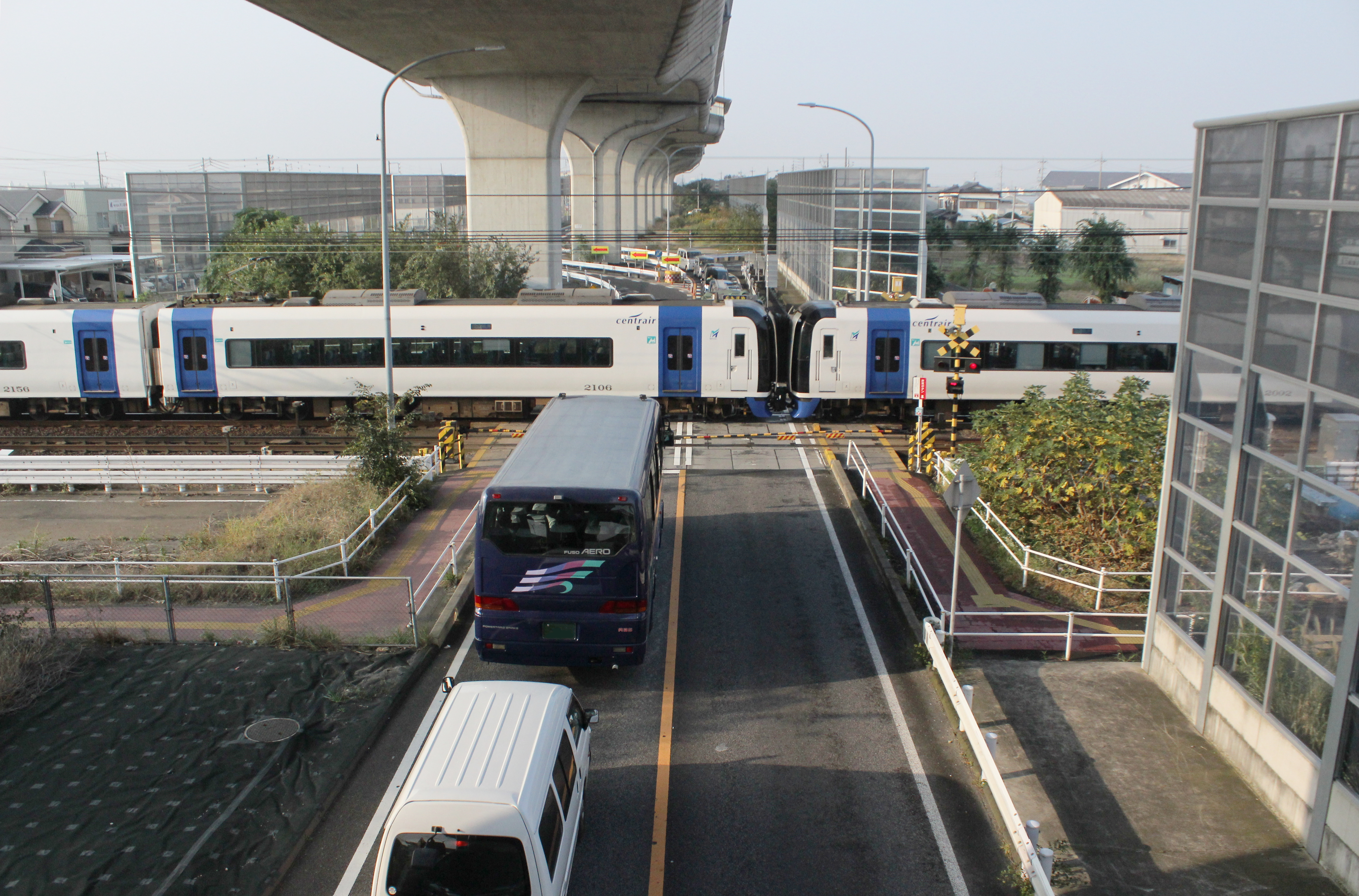
名鉄名古屋本線との交差部（清須市廻間）。一般部の開業に合わせ暫定的に踏切設置された[245]。

### 北部
北部（8.59 km）は、国道22号（清洲JCT）から国道19号（勝川IC）にあたる。
一般部は地上、専用部は全線高架式である。当該区間は環状2号の先陣を切って1980年4月に供用開始された。環状2号のなかでもとりわけ北部に建設順位としての高いプライオリティが置かれたのは、高い交通量を保持する国道22号、国道41号、国道19号の3幹線を連絡することから横断交通の需要が高いと見込まれたことに加え、名古屋市中央卸売市場の移転によって増える交通をさばくという喫緊の課題があったためである。
北部は土地区画整理事業に乗じて用地取得されたことから、環状2号とJR東海交通事業城北線およびバスレーンを並行して建設するだけの用地が取得可能であった。このため北部（鉄道並行区間）の道路幅は最小で72.5 m、ランプ設置箇所で82.8 mに及び、環状2号各区間において最大幅となっている。さらに土地区画整理事業によって勝川地区では家屋の集団移転が実施されたことで、国道19号バイパスと環状2号および城北線が機能的に配置された。この区間の鉄道交差は名鉄犬山線、名鉄小牧線、城北線の3箇所で全て立体交差である。

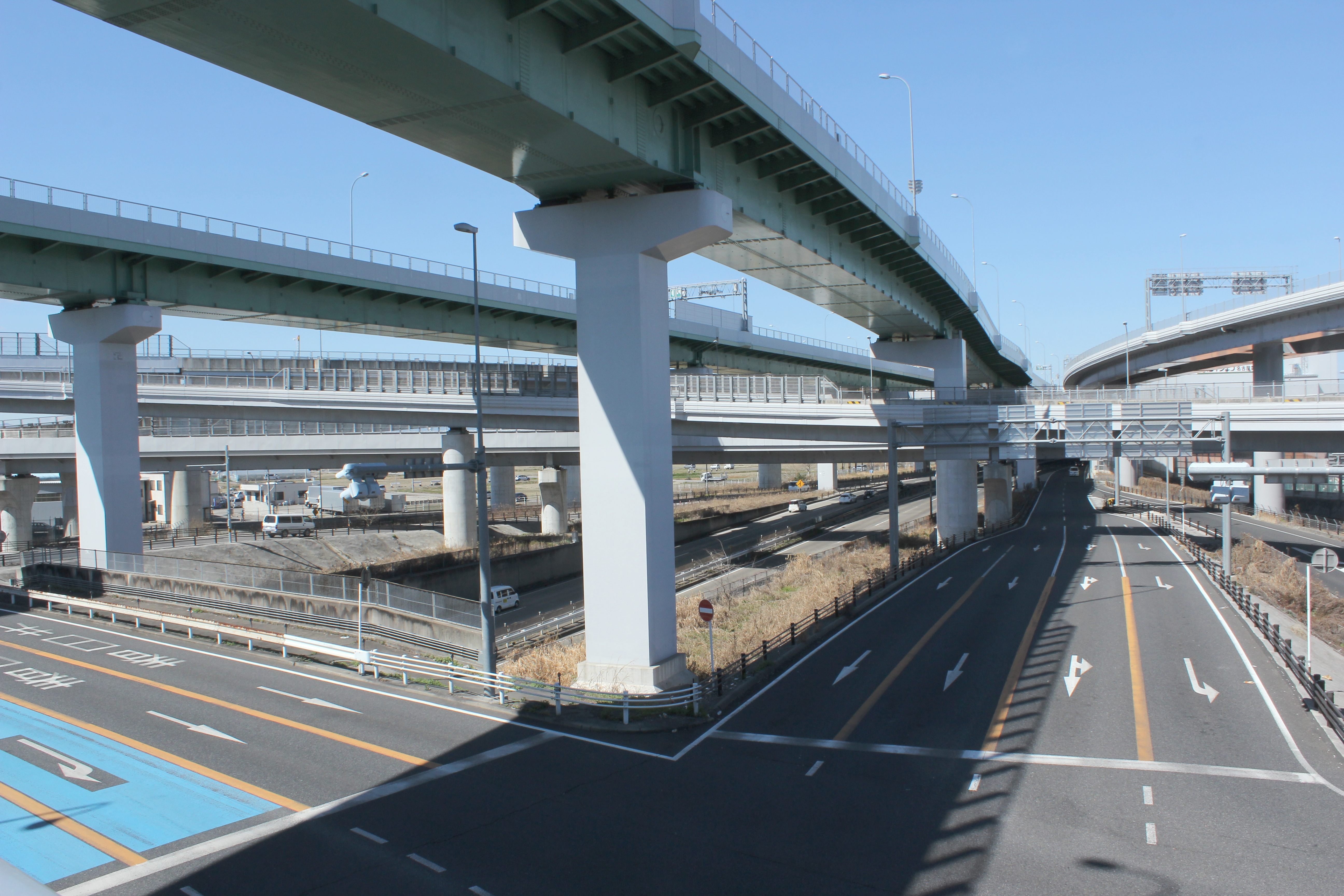
北部の起点は国道22号交差部（清洲JCT）。当該区間は重要幹線道路の国道22号、41号、19号を横に連絡する。
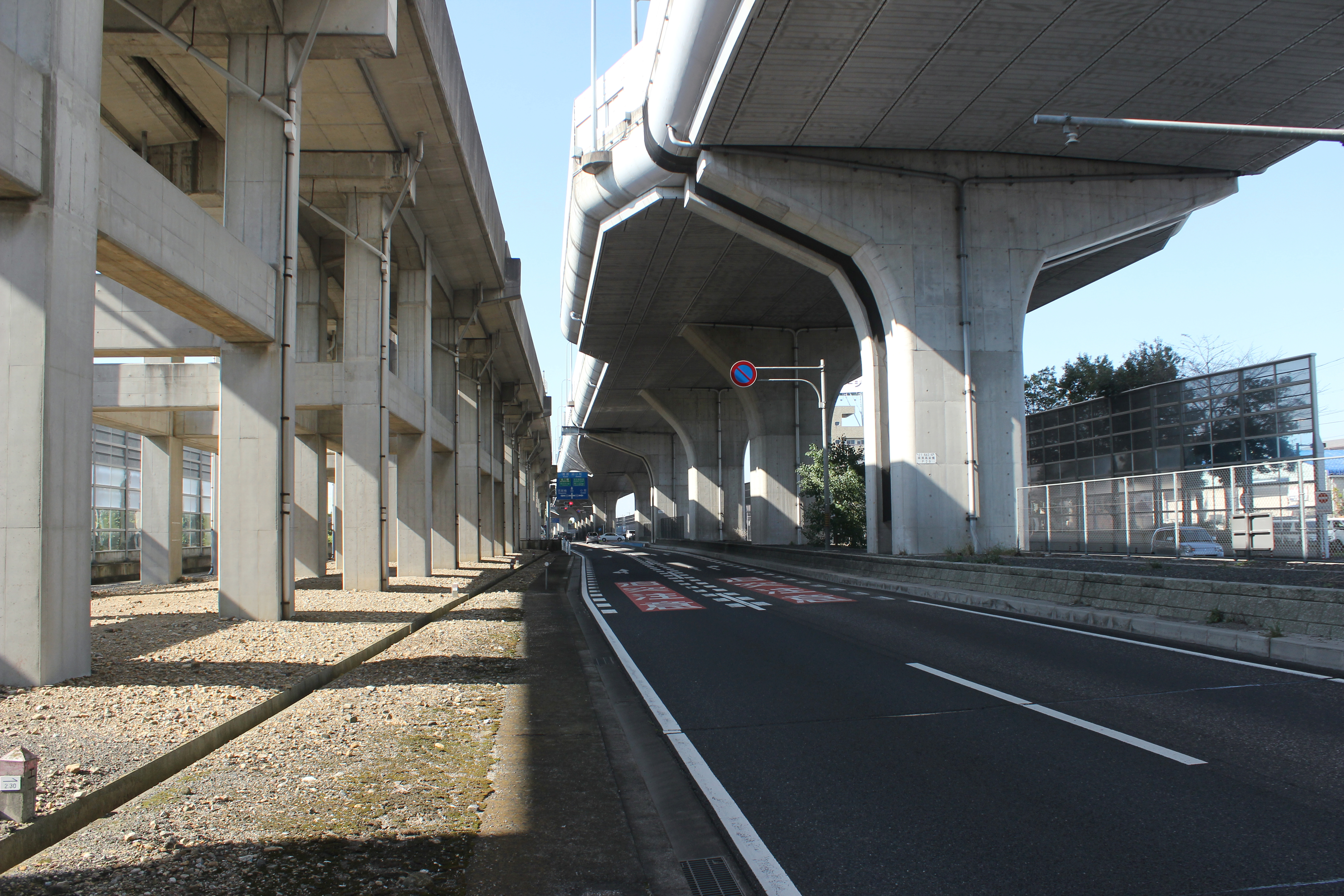
北部（鉄道並行区間）の標準的な道路幅は72.5 m[260]。
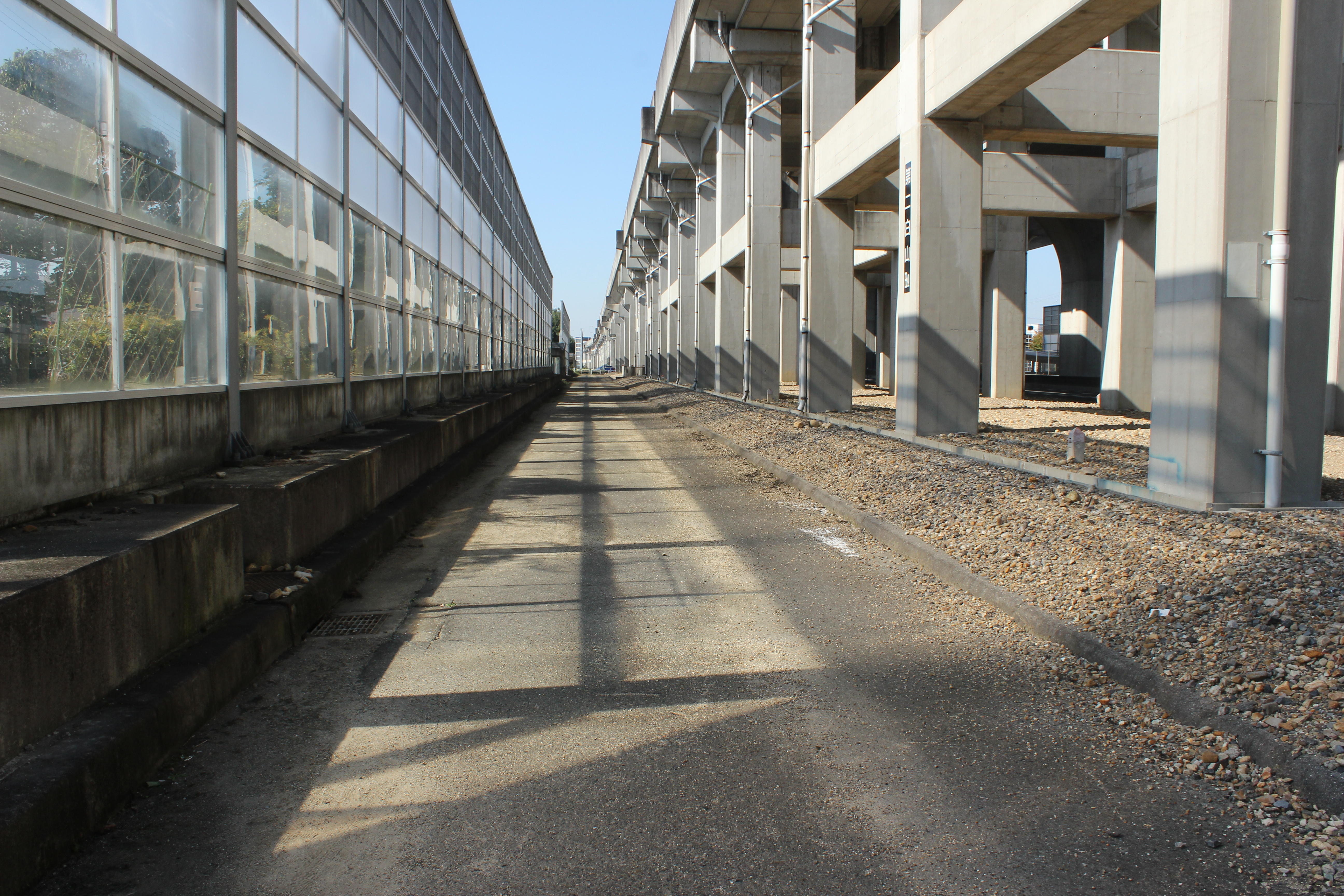
鉄道共存と同時にバスレーン（予定）も設置されている[260]。
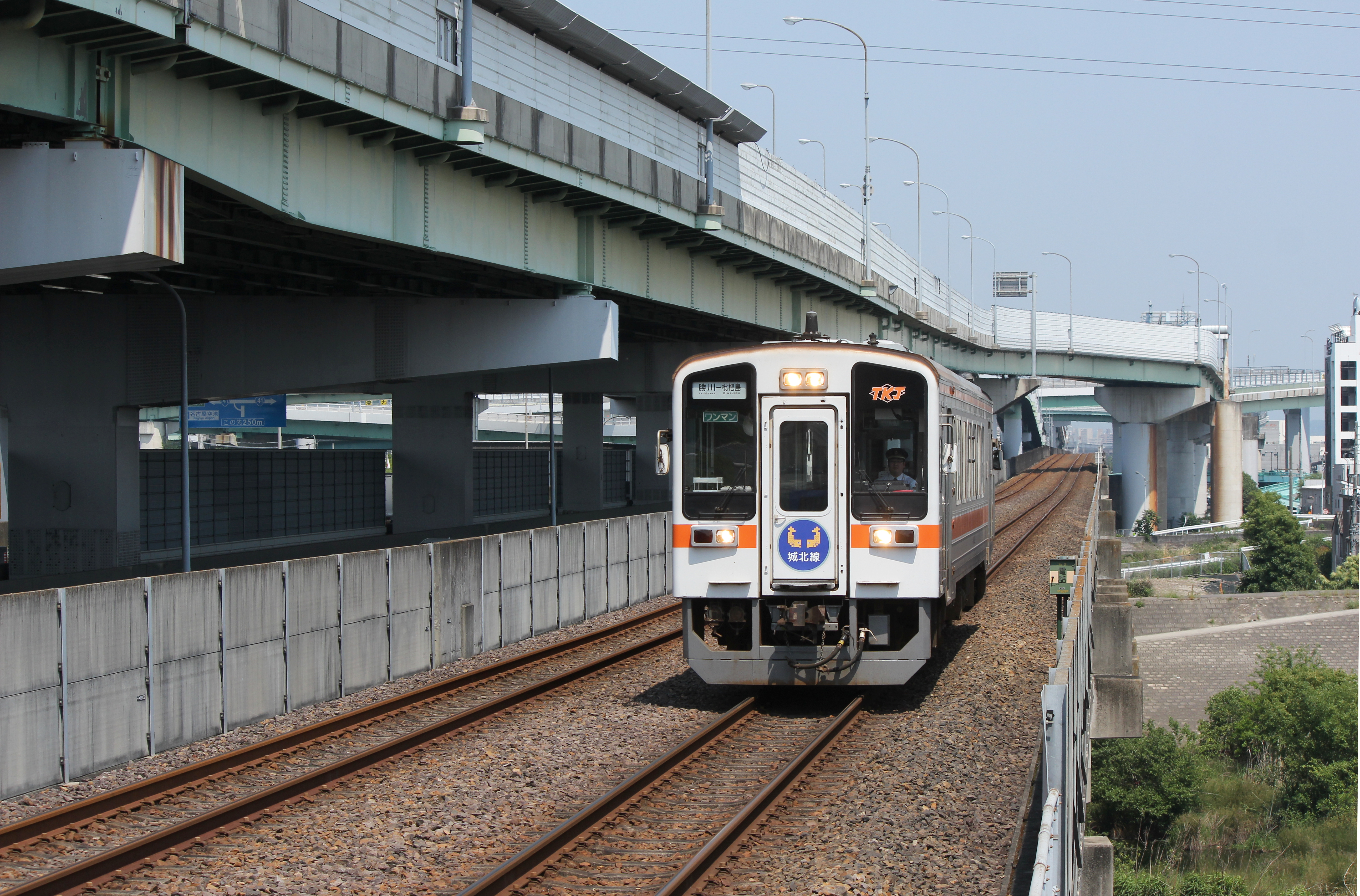
並行する城北線。当初は国鉄瀬戸線として構想された[261]。
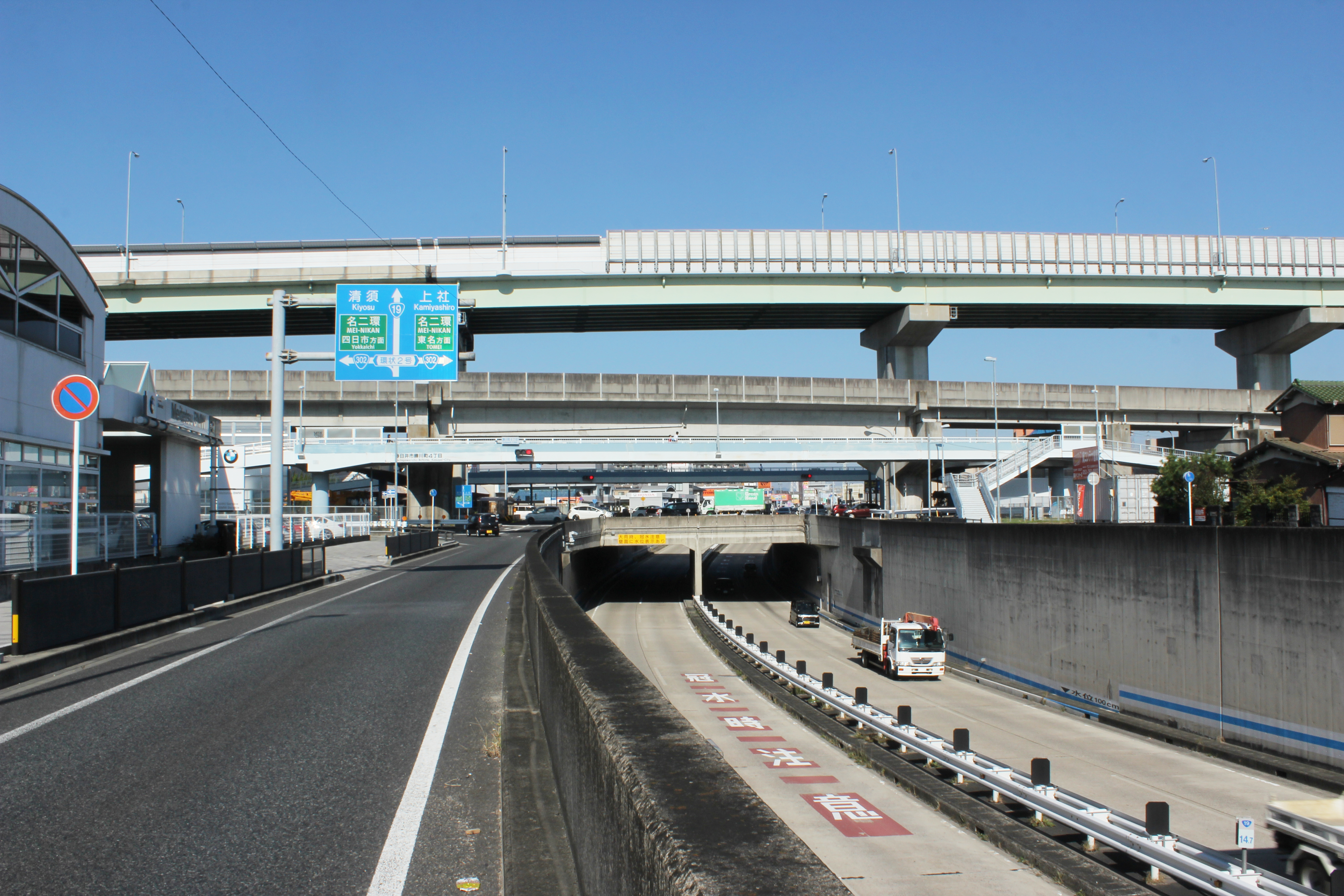
北部の終点は国道19号交差部（春日井市勝川町）。

### 東北部
東北部（9.00 km）は、国道19号（勝川IC）から上社JCTにあたる。
東北部の専用部は、1974年以降計画が変更され、丘陵地帯については日照阻害や電波障害および騒音、排気ガスなどの生活、環境面の配慮から庄内川付近 - 上社間を半地下とすることが決定され、当区間の大半が半地下（河川横断区間はトンネル式）構造で建設、供用された。
一般部は全線地上を通過する。この内、上社から庄内川左岸までの道路中央には専用部半地下区間の開口部が設けられている。なお、鉄道との交差部はJR中央線、名鉄瀬戸線および名古屋市営地下鉄東山線の3箇所である。名鉄については暫定踏切設置で道路開設、JRは保安上の理由で暫定踏切を拒否したことから、鉄道の高架事業完了後に一般部が開通した。この結果、高架事業の遅延と連動して一般部の供用も遅れ、中央線横断区間が一般部としては最後発の供用区間となった。なお名鉄瀬戸線は現在、高架化事業を推進中であり、完了後は暫定往復2車線は4車線となる予定である。東山線は専用部が半地下から高架へ移行する途中で交差することから、東山線の上を専用部、下を一般部が交差し、上社ジャンクションの分合流区間に差し掛かることもあって複雑な構造となっている。
本区間は上社JCTで支線（上社JCT - 名古屋IC間）に接続することで東名高速道路名古屋ICと連絡する。支線とセットで1993年12月に開通し、2004年12月に伊勢湾岸自動車道が東名と東名阪道を連結するまでの間、三重・大阪（名阪国道経由）方面と東名高速を結ぶ直結路線としての役割を担った（ただし、2003年3月に名古屋高速の高針延長によって東名と三重・大阪方面の連絡経路が完成している）。

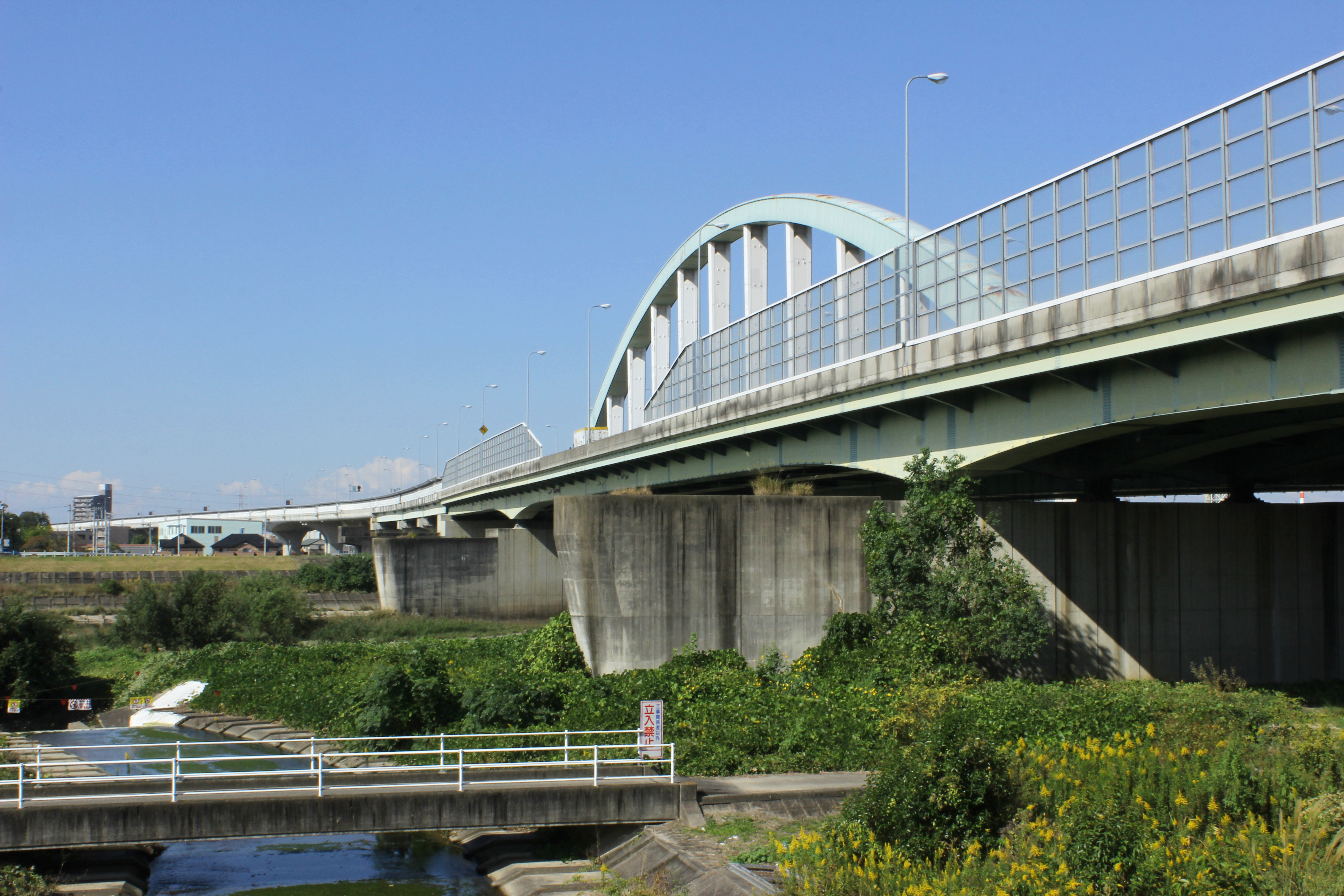
庄内川を境に高架区間と半地下区間に分かれる。奥が高架区間。
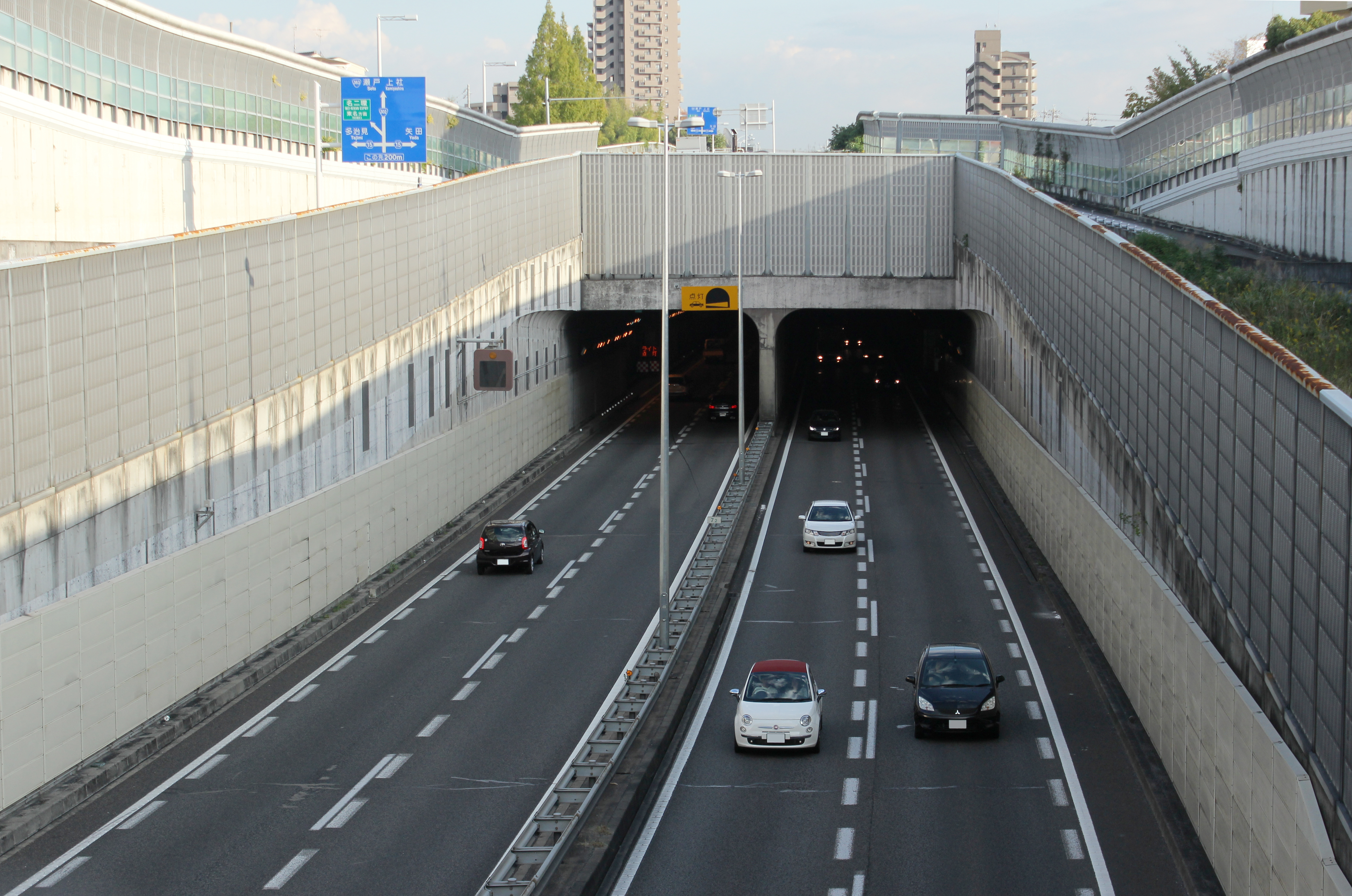
庄内川左岸付近の半地下区間出入口（名古屋市守山区松坂町）
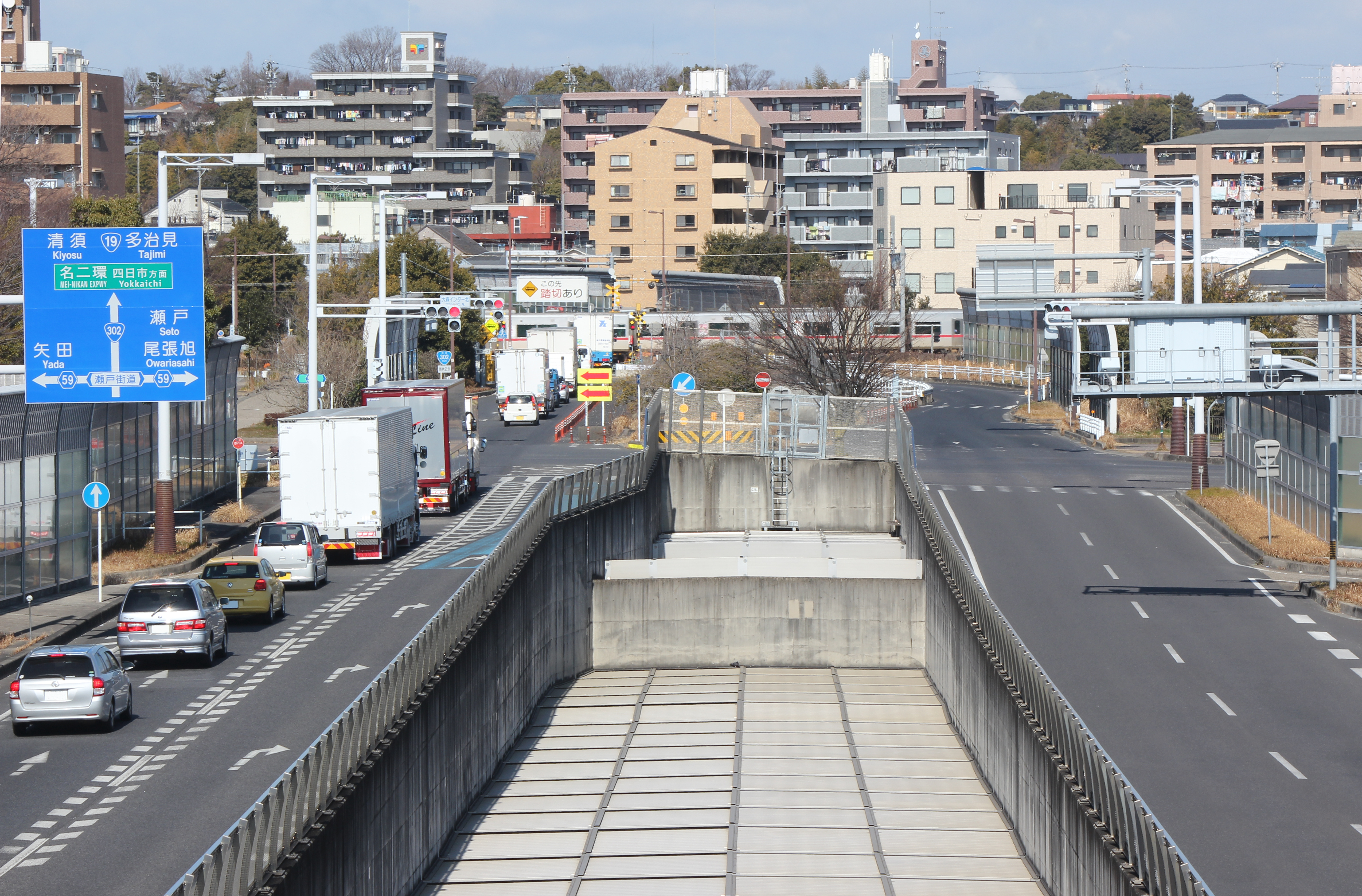
名鉄瀬戸線との交差部（名古屋市守山区）。前方交差点以北は片側1車線に減少するが立体交差のあかつきには片側2車線化される[267]。
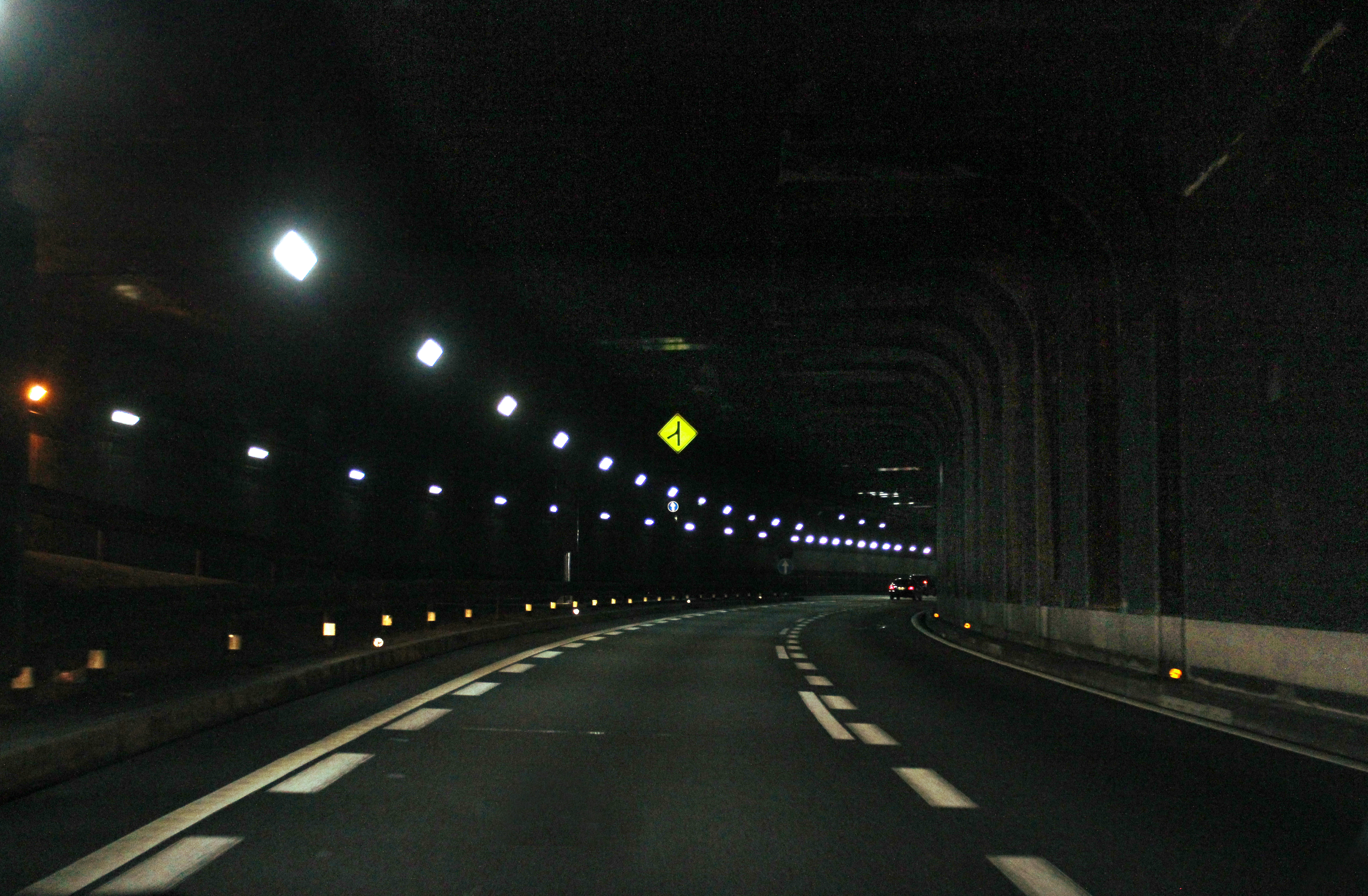
半地下区間（外回り引山IC合流部付近）
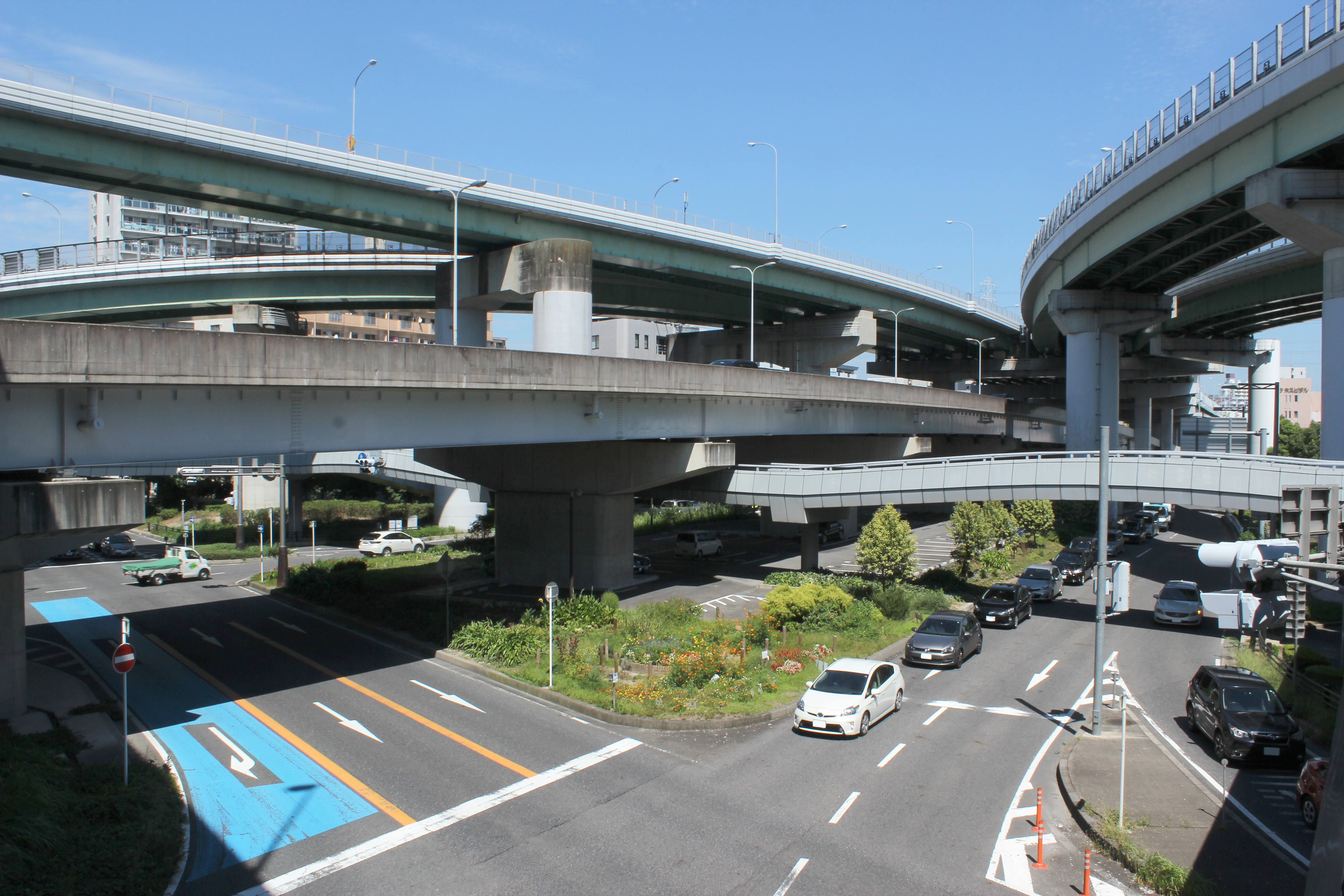
東北部終点の上社JCT付近。愛知県道60号名古屋長久手線と交差。

### 東部・東南部
東部（4.00 km）は、上社JCTから国道153号（植田IC）、東南部（11.40 km）は、国道153号（植田IC）から国道23号（名古屋南JCT）にあたる。
東部区間の専用部、上社JCT - 高針JCT間は2003年3月29日に名古屋高速2号東山線の延伸と歩調を合わせて開通している。また、東部の高針JCT - 植田ICと東南部の専用部は、名古屋第二環状自動車道（名二環）として2011年3月20日に開業した。当該区間は起伏の激しい土地に建設されているため、掘割と高架の組み合わせを多用している。東北部の場合は、半地下区間が5.8 kmに渡って連続するが、高針JCT - 名古屋南JCT間の場合は高架と半地下が短い距離で交互に入れ替わる構造で、この内の5割強（約7 km）が半地下、2割弱が擁壁構造での半地下と橋梁の移行部で、橋梁は3割にも満たない。当該区間は住宅密集地帯を通過するため、高架区間については遮音壁、高架裏面吸音版の取り付けを行い、沿道から見た場合の圧迫感軽減処置の一環として遮音壁に透明タイプを積極採用した。
鉄道交差部（名古屋市営地下鉄鶴舞線、名古屋市営地下鉄桜通線、名鉄名古屋本線、東海道線、東海道新幹線）は当初から立体交差である。
この区間は南北交通軸が弱い区間であり、伊勢湾岸自動車道、セントレアなど、南部から名古屋都市圏へは名古屋高速3号大高線の1本を経由する必要があったが、東南部開通後は専用部を経由することで、名二環経由で様々な位置から名古屋都市圏へアクセスできるようになり、環状道路の持つ分散導入機能が発揮されている。また、南部から岐阜方面に抜ける通過交通も名二環が受け持つことで、名古屋高速の交通集中を解消している。
なお、地域高規格道路である名古屋瀬戸道路・名古屋豊田道路の植田IC付近での接続計画がある（調査中）が、植田ICでは当面国道153号（豊田西バイパス）と接続することになっている。

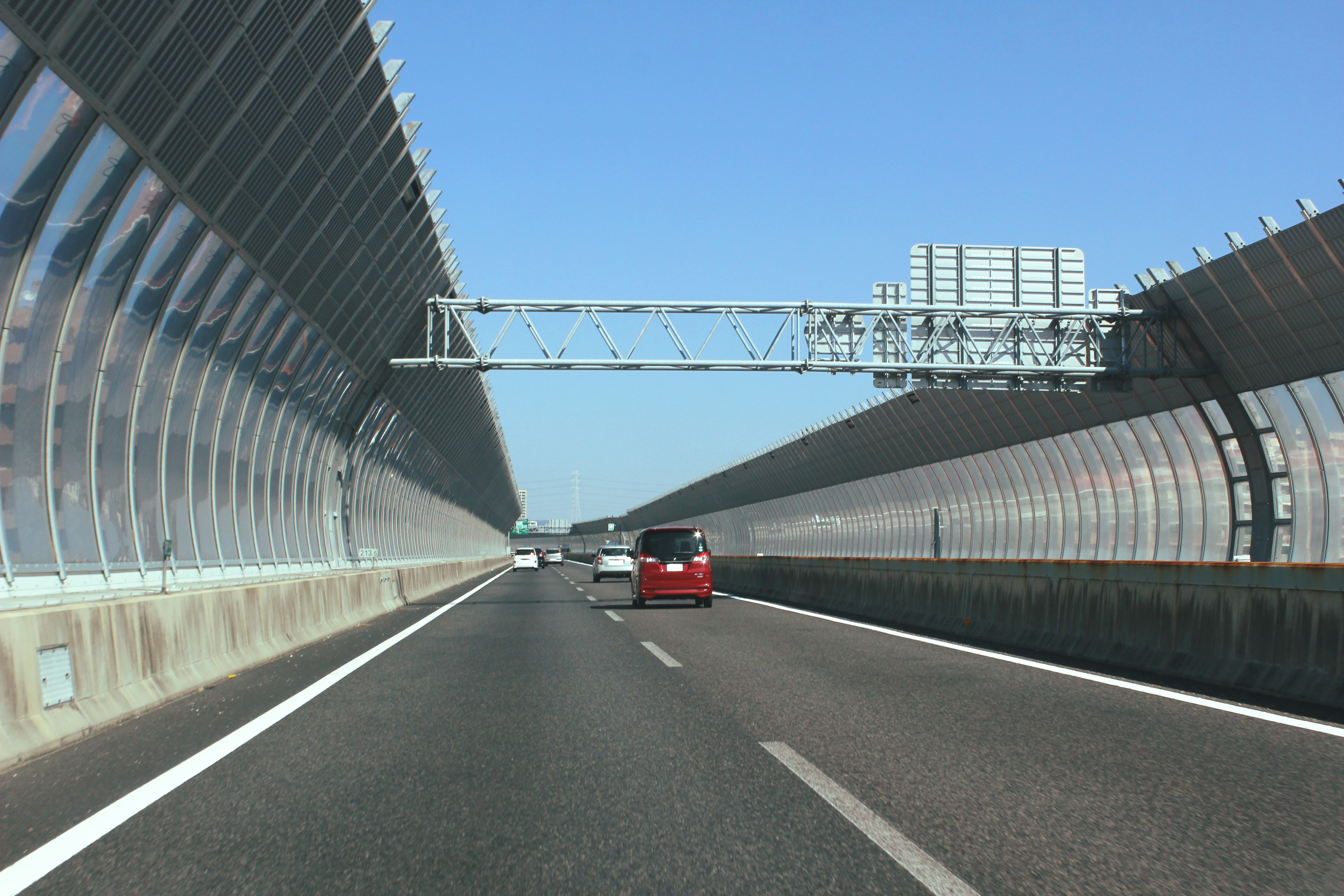
住宅密集地帯の中を行く専用部は高層かつ先端を丸めた遮音壁を採用した（上社南IC付近）[273]。
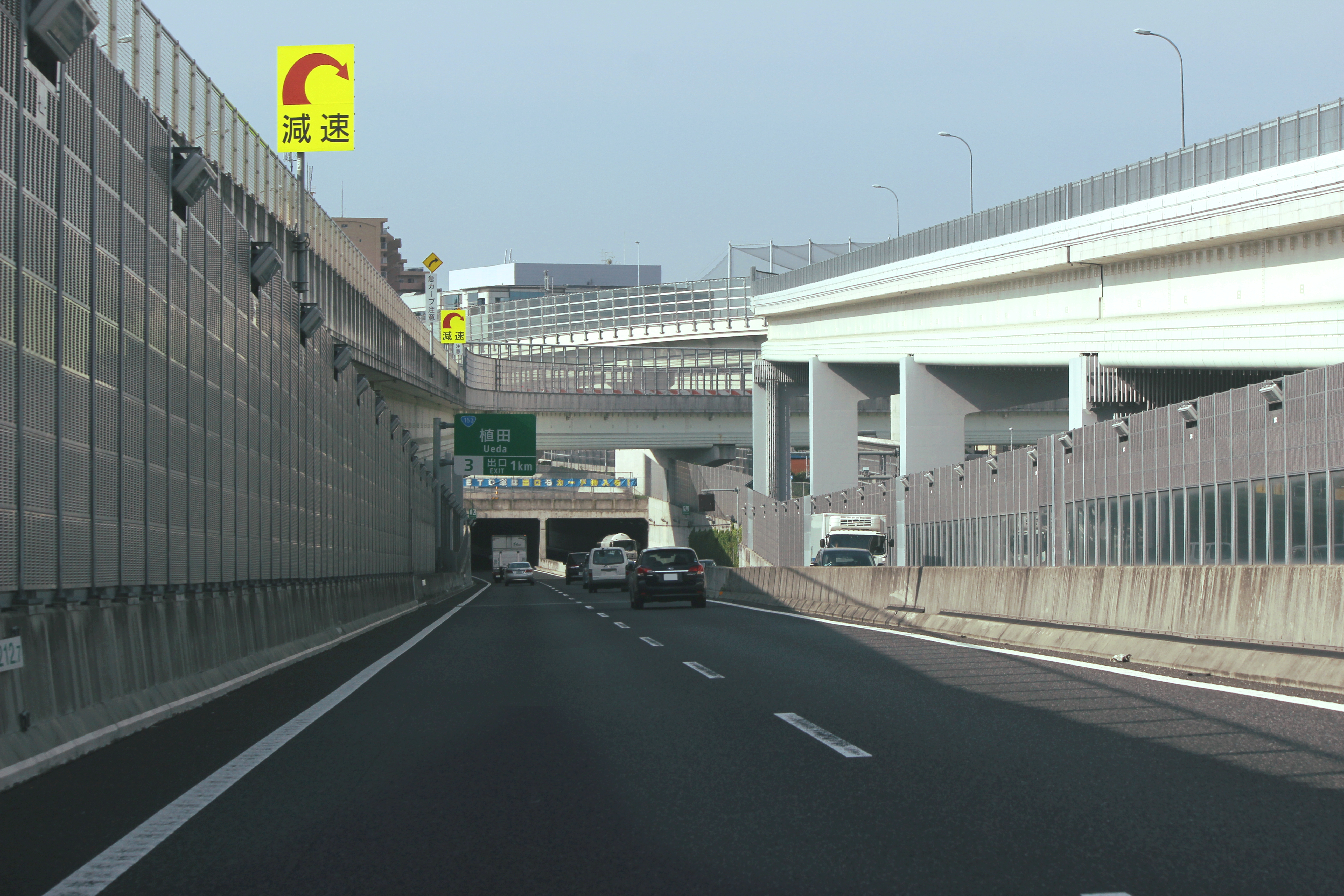
高架から半地下への移行部に位置する高針JCT。
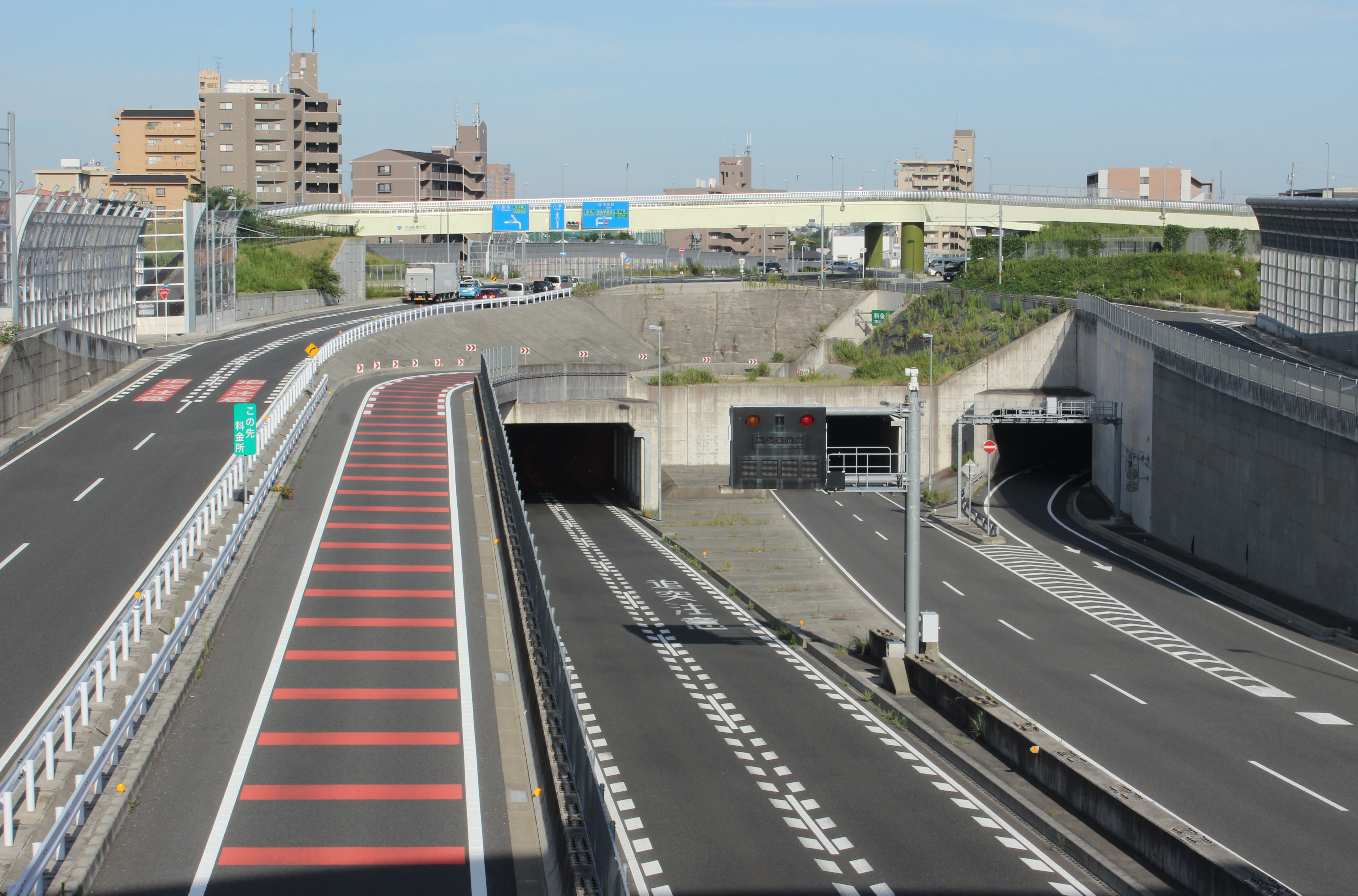
東部と東南部の境となる国道153号交差部（奥の交差道路が環状2号）。国道153号の連絡によって豊田方面と直結。
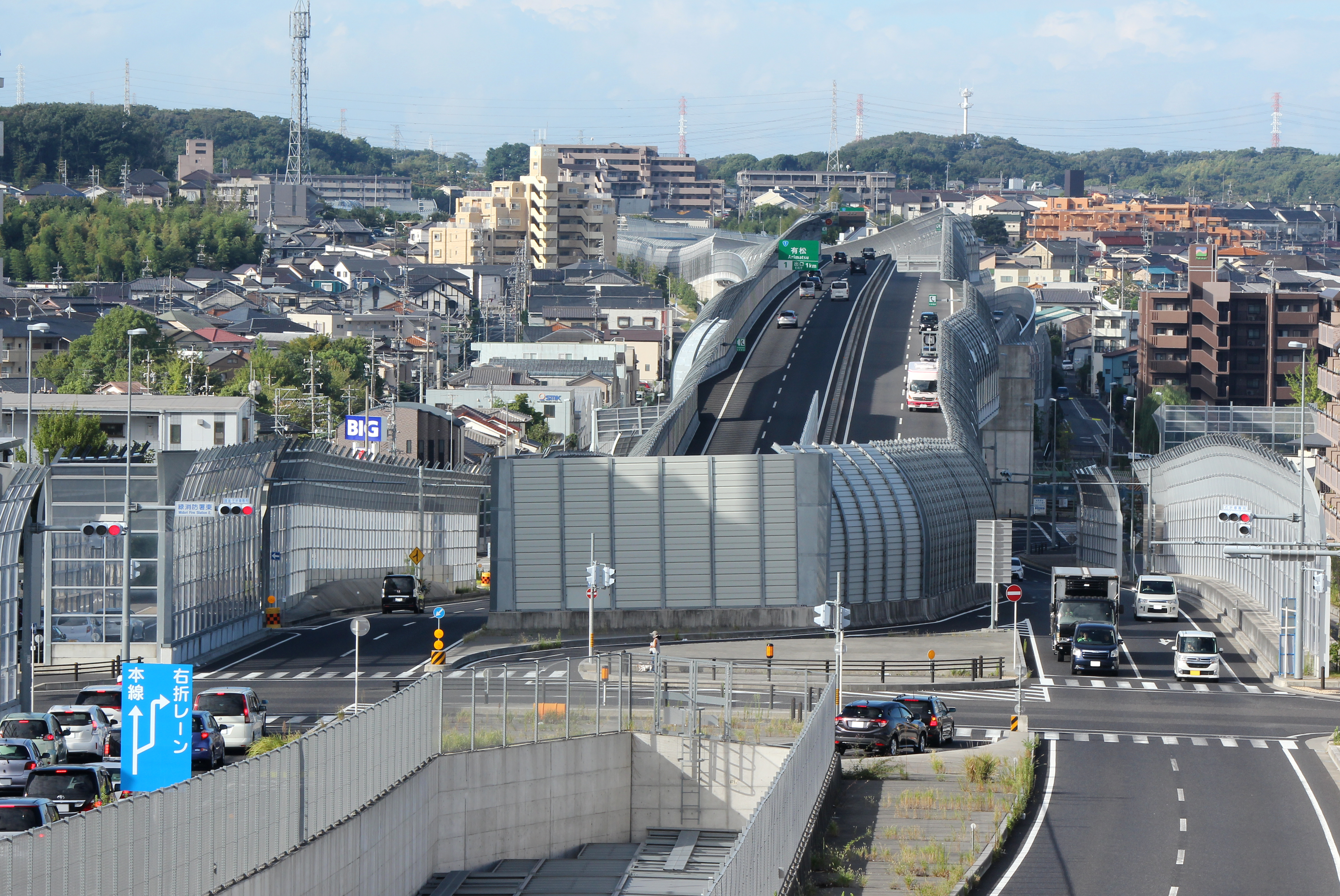
名古屋市緑区の県道36号との交差部を望む。名二環東南部の主要道路交差部は地上に出て跨ぐ構造。
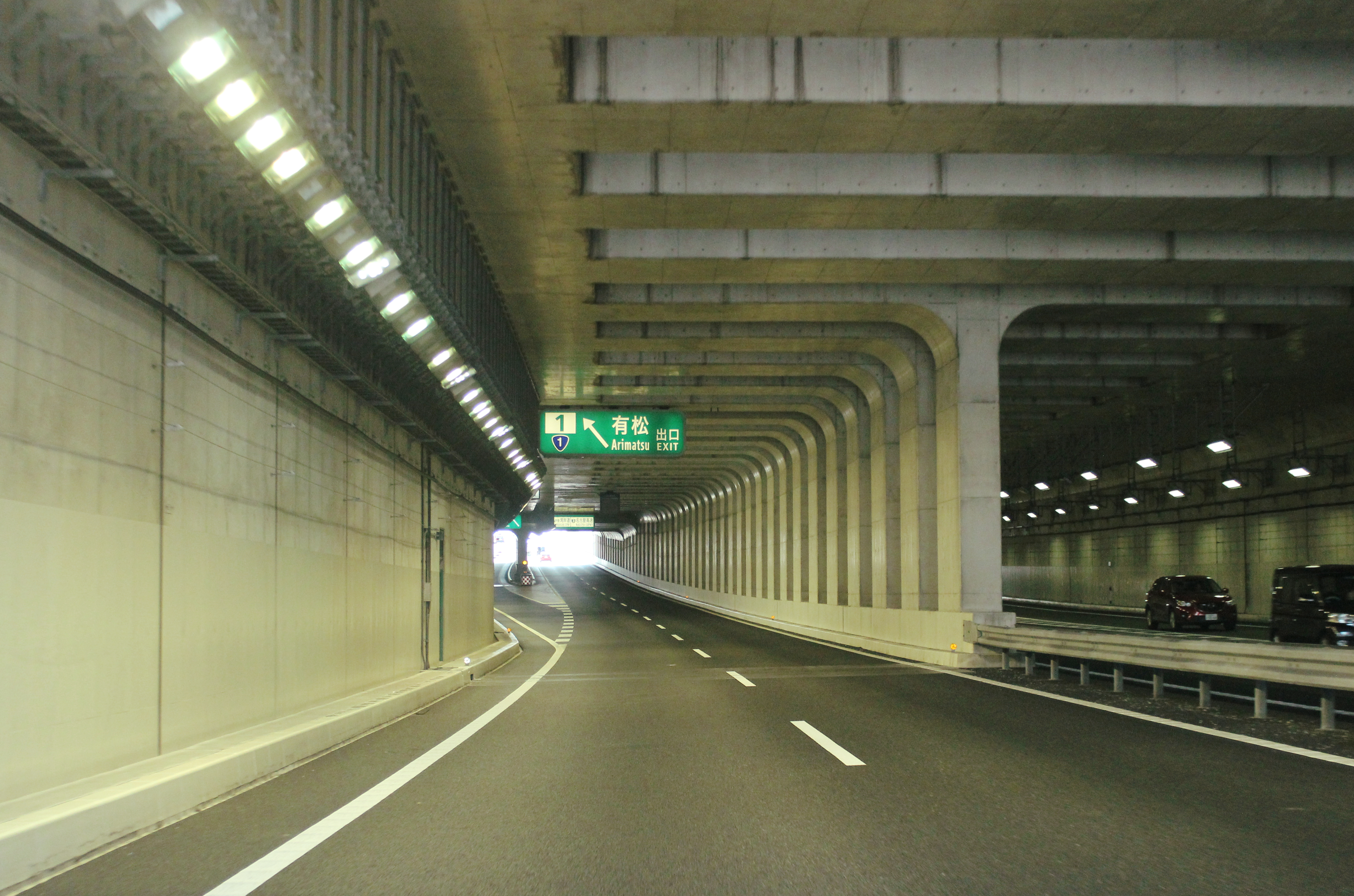
東南部は半地下と高架が連続する（有松IC）

### 南部I
南部I（4.29 km）は、国道23号（名古屋南JCT）から国道247号（東海IC）にあたる。
専用部は高架、一般部は地上の2階建道路である。当該区間の専用部は伊勢湾岸自動車道となっており、往復6車線で幅員60 m（ランプ部は74 m）の広幅員道路となっており、ほぼ全区間で民家の近くを通過することから高さ8 m、先端が内側に曲がった高層遮音壁に覆われている。一般部は広幅員の専用部直下に並行することから、そのほとんどが高架橋に覆われている。一般部の鉄道交差部は名鉄常滑線で立体交差となっている。なお、当該区間一般部の建設は中部地方建設局名四国道工事事務所（名四国道のほか名豊国道などの建設に従事）によるもので、他の一般部陸上区間（同愛知国道工事事務所・国道22号や国道41号など北方区域の建設に従事）とは担当が異なっている。
専用部は名古屋市内と連絡する都市高速と名古屋南JCT（3号大高線）および東海JCT（4号東海線）でそれぞれ接続する。2箇所で分散した連絡を行うことから都心部への流入交通の分散化と一方が通行止めになった場合のバイパス的誘導が可能となっている。また、大府ICでは知多半島道路と接続（国道302号を介した間接接続）することで中部国際空港および半田方面と連絡する。
南部Iの専用部における高速自動車国道法上の路線名は「第二東海自動車道横浜名古屋線」で、横浜市を起点として名古屋市を終点とする高速自動車国道の一部である。第二東海自動車道としては最も早く開通した区間であるが、これは当該区間が第二東海自動車道に組み込まれる以前から名古屋環状2号線としての用地取得が進行していたことに起因する。これに関連して、南部Iは伊勢湾岸自動車道の料金体系に属するため、名古屋南JCTで名二環と乗継ぐ場合は料金体系が変更となる。また、道路規格も異なるため、道路幅員のほか最高速度も両者で異なる。

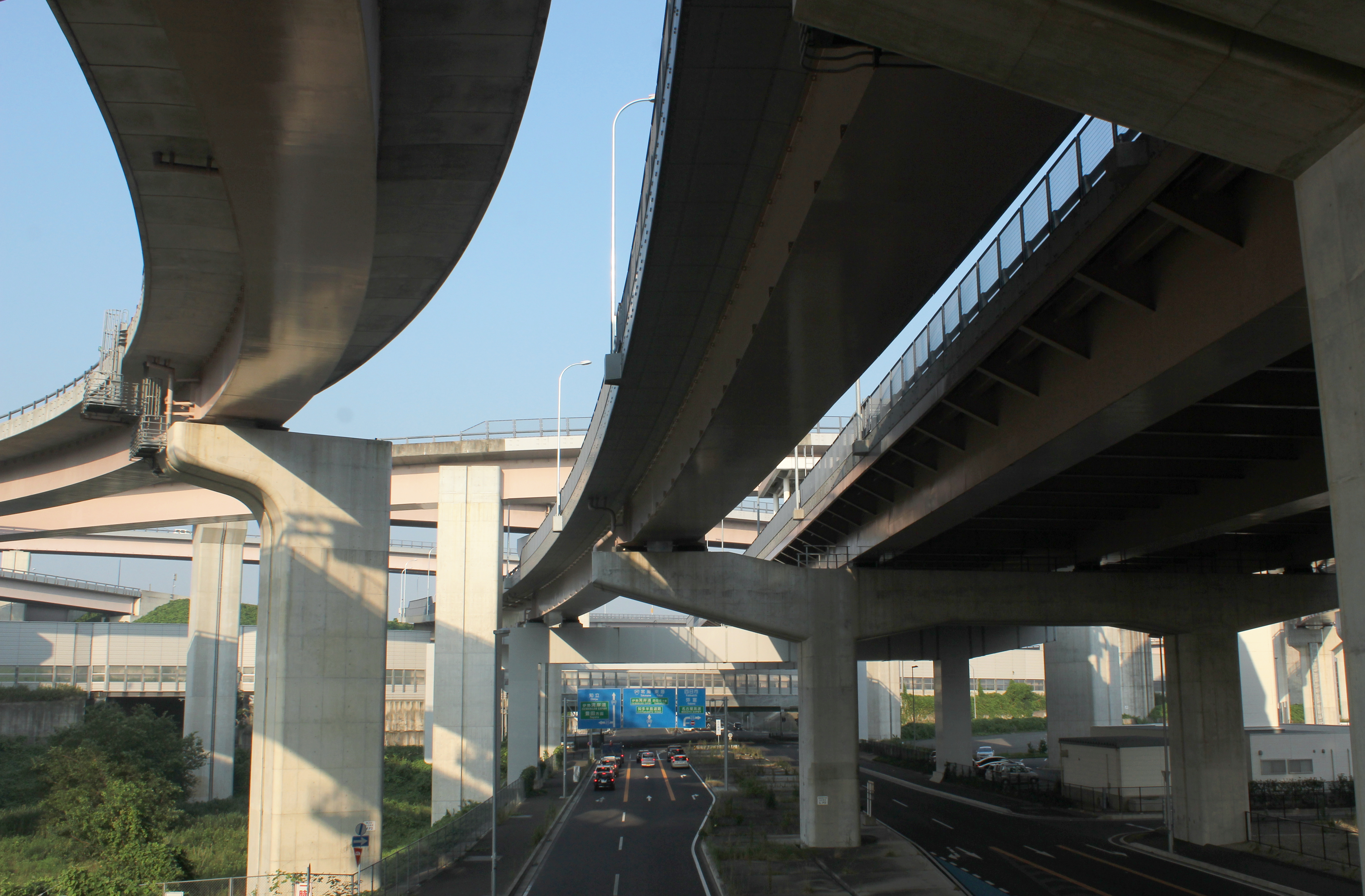
名古屋南JCTは専用部の名二環と伊勢湾岸自動車道を結節する。一般部は国道23号名四国道と接続。
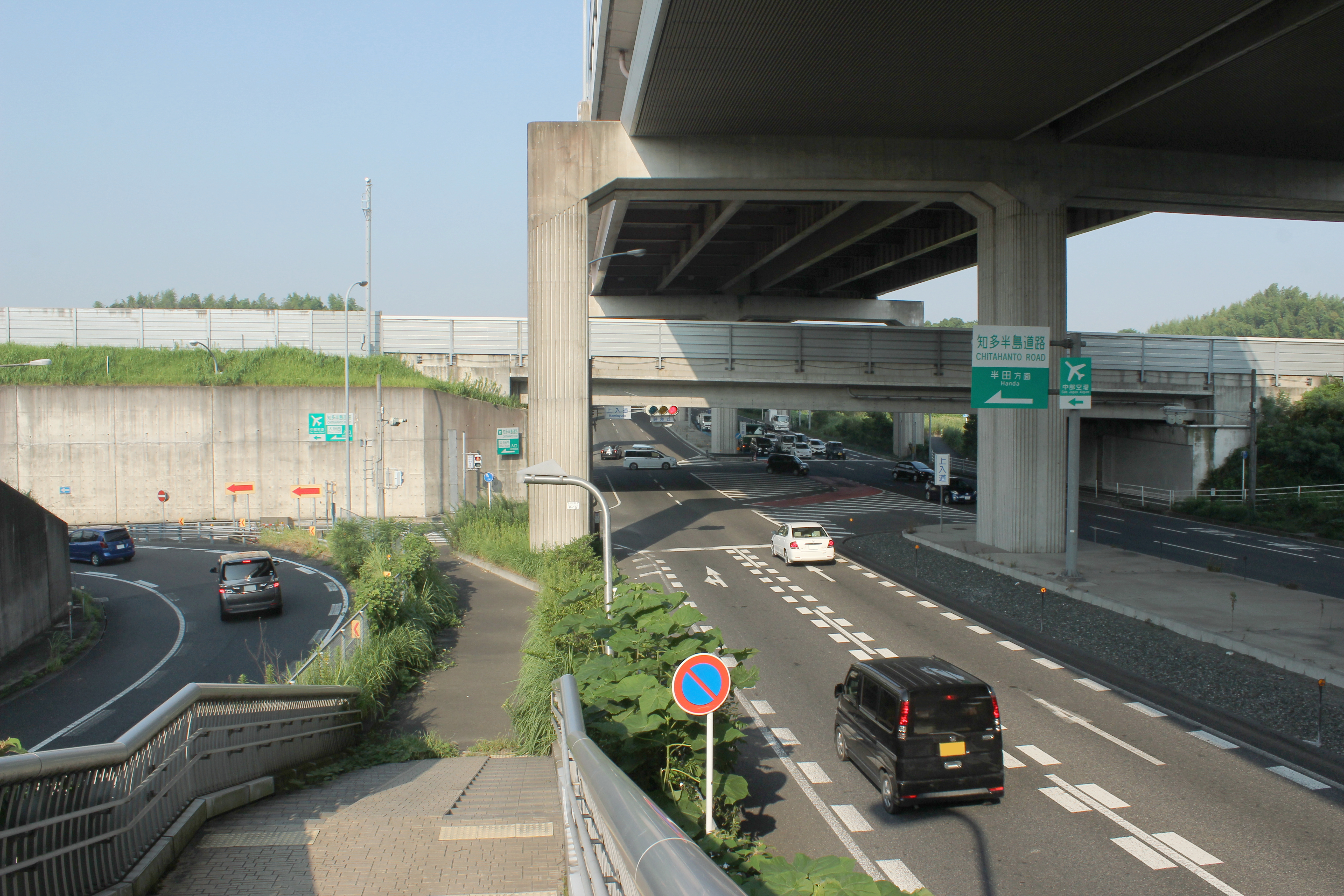
知多半島道路（大府西IC）と接続して中部国際空港方面と連絡。
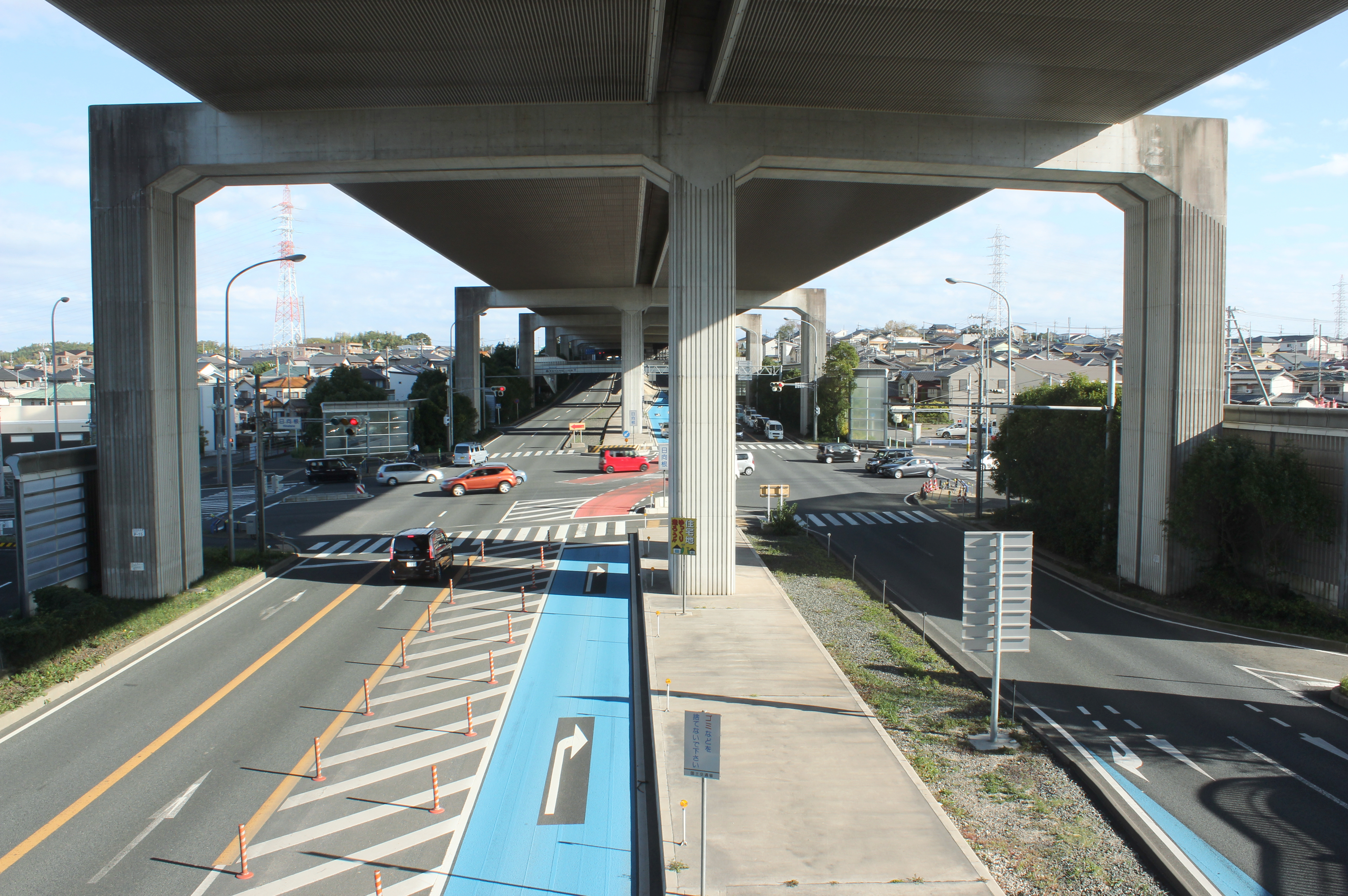
南部Iの一般部は全区間に渡って直上に専用部（伊勢湾岸自動車道）を配置（東海市名和町）
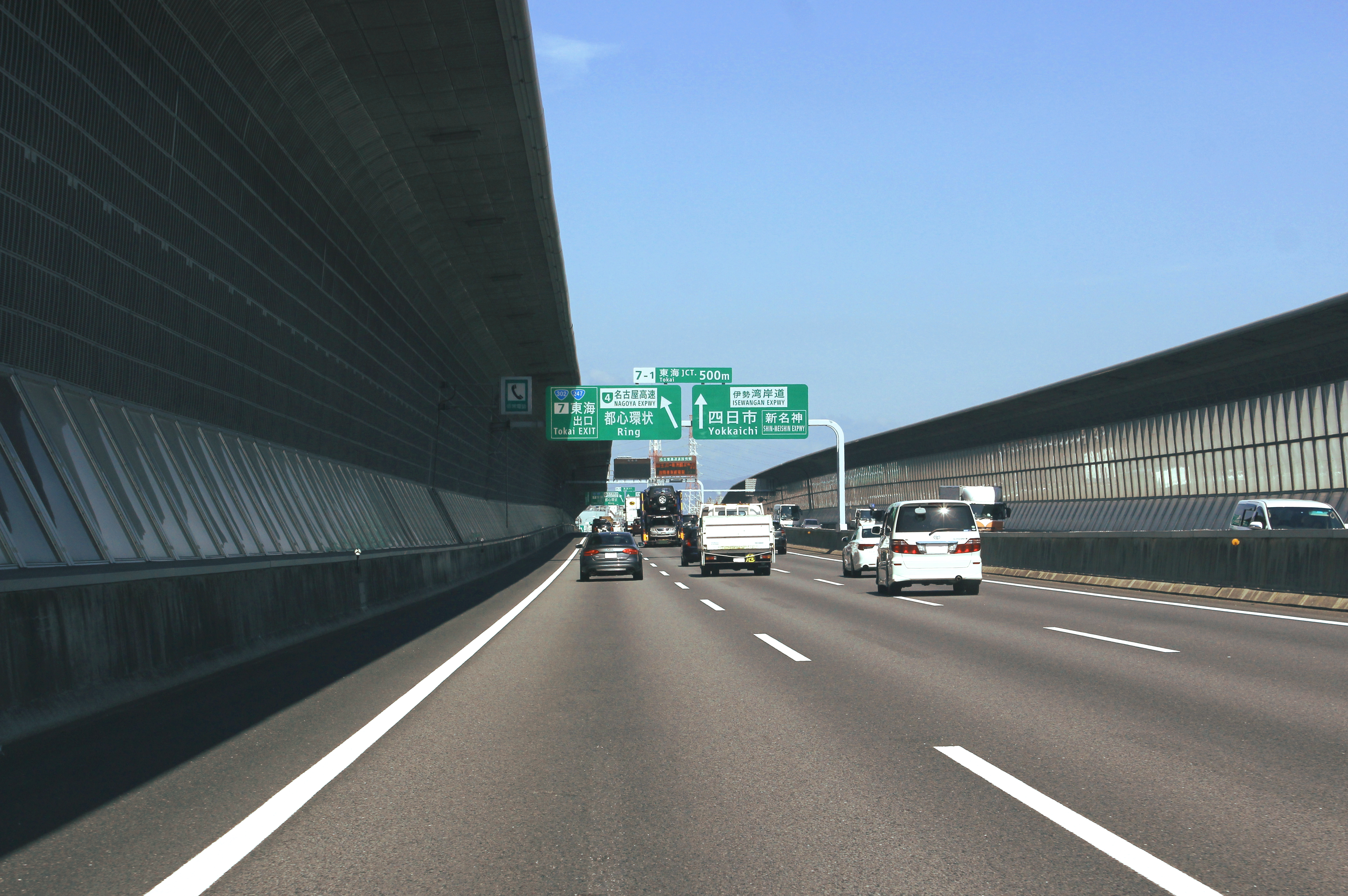
南部Iは民家に近接することから高層遮音壁を連続設置した。
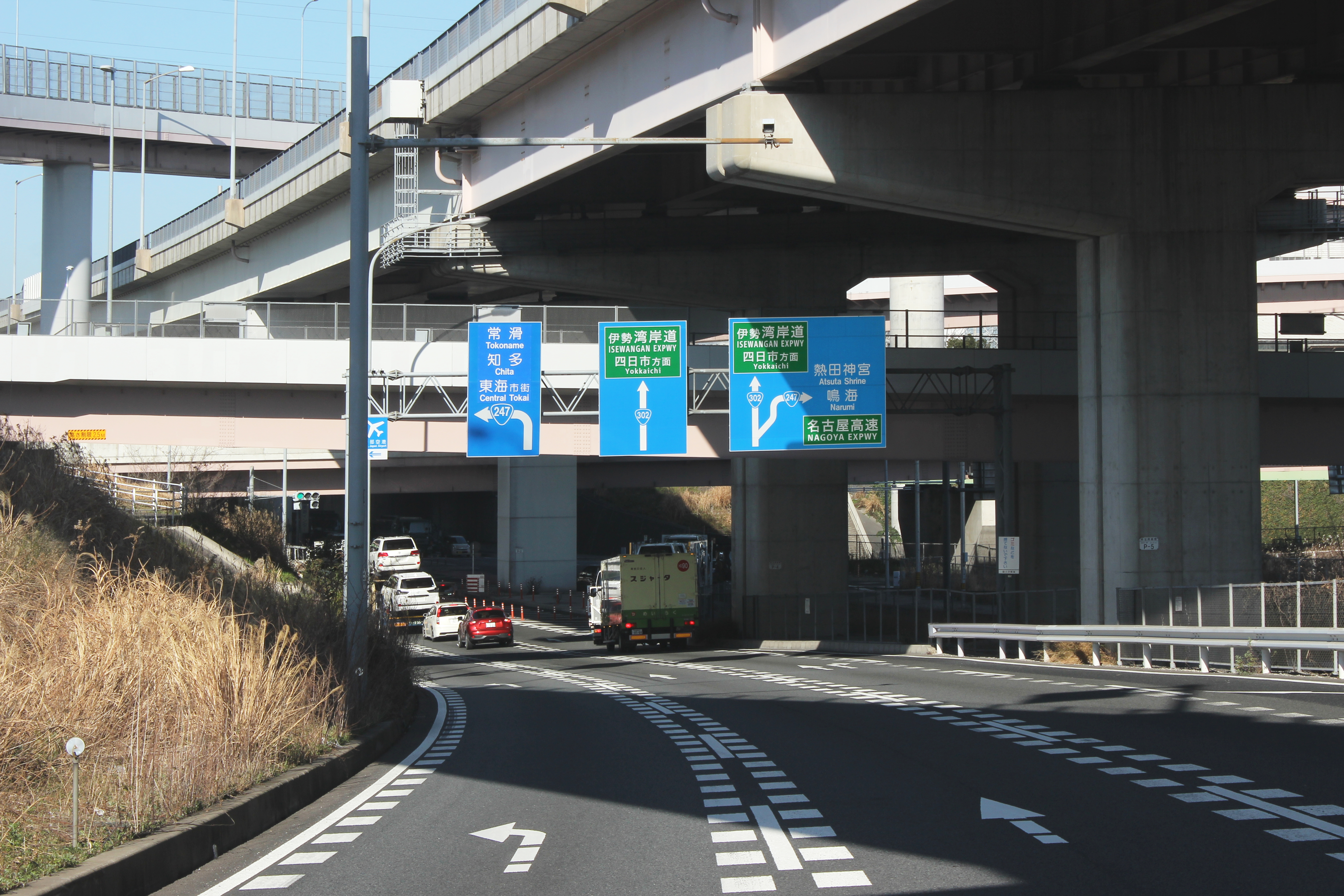
南部I末端部の東海IC付近。国道247号西知多産業道路と連絡。

### 海上部
| 海上部の東海IC（画像左）と飛島IC（同右）。高速道路から国道302号の一般有料道路区間に入るため、「ここから一般有料道路」、通過後は「ここから高速道路」の案内標識が提示される。一般有料区間導入部は13種類の標識を提示して高速道路と同条件で走行できるように規制をかける。 |  | 海上部の東海IC（画像左）と飛島IC（同右）。高速道路から国道302号の一般有料道路区間に入るため、「ここから一般有料道路」、通過後は「ここから高速道路」の案内標識が提示される。一般有料区間導入部は13種類の標識を提示して高速道路と同条件で走行できるように規制をかける。 |
| 海上部の東海IC（画像左）と飛島IC（同右）。高速道路から国道302号の一般有料道路区間に入るため、「ここから一般有料道路」、通過後は「ここから高速道路」の案内標識が提示される。一般有料区間導入部は13種類の標識を提示して高速道路と同条件で走行できるように規制をかける。 |  | |

海上部（7.60 km）は、国道247号（東海IC）から飛島ICにあたる。この区間は国道302号の一般有料道路で「伊勢湾岸道路」（高速自動車国道に並行する一般国道自動車専用道路）と呼称されている。一般有料道路であるため、この区間の通過には通行料金が発生する。本区間は3つの斜張橋（名港トリトン）によって名古屋港を横断する。
1985年3月の名港西大橋を皮切りに1998年3月までに南部Iも含めて自動車専用道路が開通している。
海上部は1979年に国道302号の一般有料道路として事業化された。それから10年を経て第二東名高速道路の基本計画が策定され、海上部と第二東名が東海ICで接続することになったが、ここで問題となったのが一般道路と高速道路の最高速度を始めとする規制の違いであった。このため海上区間に規制をかけることで高速道路と同条件で走行できるように取り計らい、本来60 km/hを上限とする一般国道の最高速度に対し、車種ごとに100 km/hと80 km/hおよび最低速度を50 km/hとするよう規制を設け、さらに改正道交法によって高速道路では左車線を走行することが義務付けられているトレーラーに対する規制標識も併せて設置することになった。また高速道路から海上部に乗り入れる場合は「ここから一般有料道路」、反対に海上部から高速道路に乗り入れる場合は「ここから高速道路」の標識が設置され、一般国道と高速道路の境界が視覚化されている。当初は第二東名のみの接続であったが、2000年3月には反対側でも高速道路（第二名神）と接続された。なお、海上部は設計速度100 km/hのため往復6車線、道路幅31 mの高速道路規格の構造となっている。
当該区間は上記の規制の他、石油タンクが並ぶ工業地帯の上を通過することから、危険防止のためにタバコの投げ捨てが禁じられている。そのため、橋上には「たばこ投げ捨て禁止」の看板が設置されている。

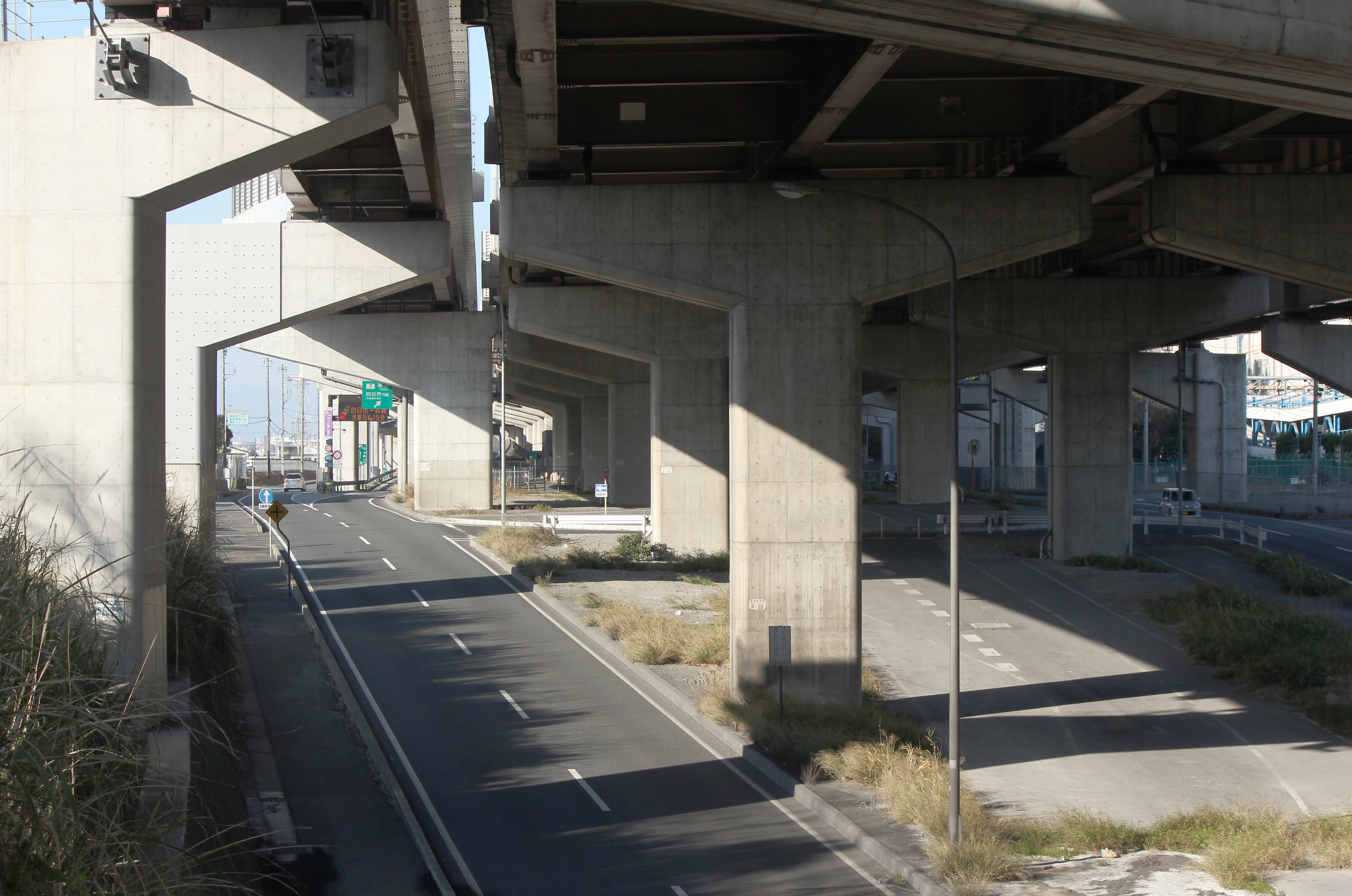
海上区間入口の東海IC（東海市新宝町）。国道302号は正面右奥の料金所を通行して自動車専用道路に入る。左側の直線道路は愛知県道59号名古屋中環状線。
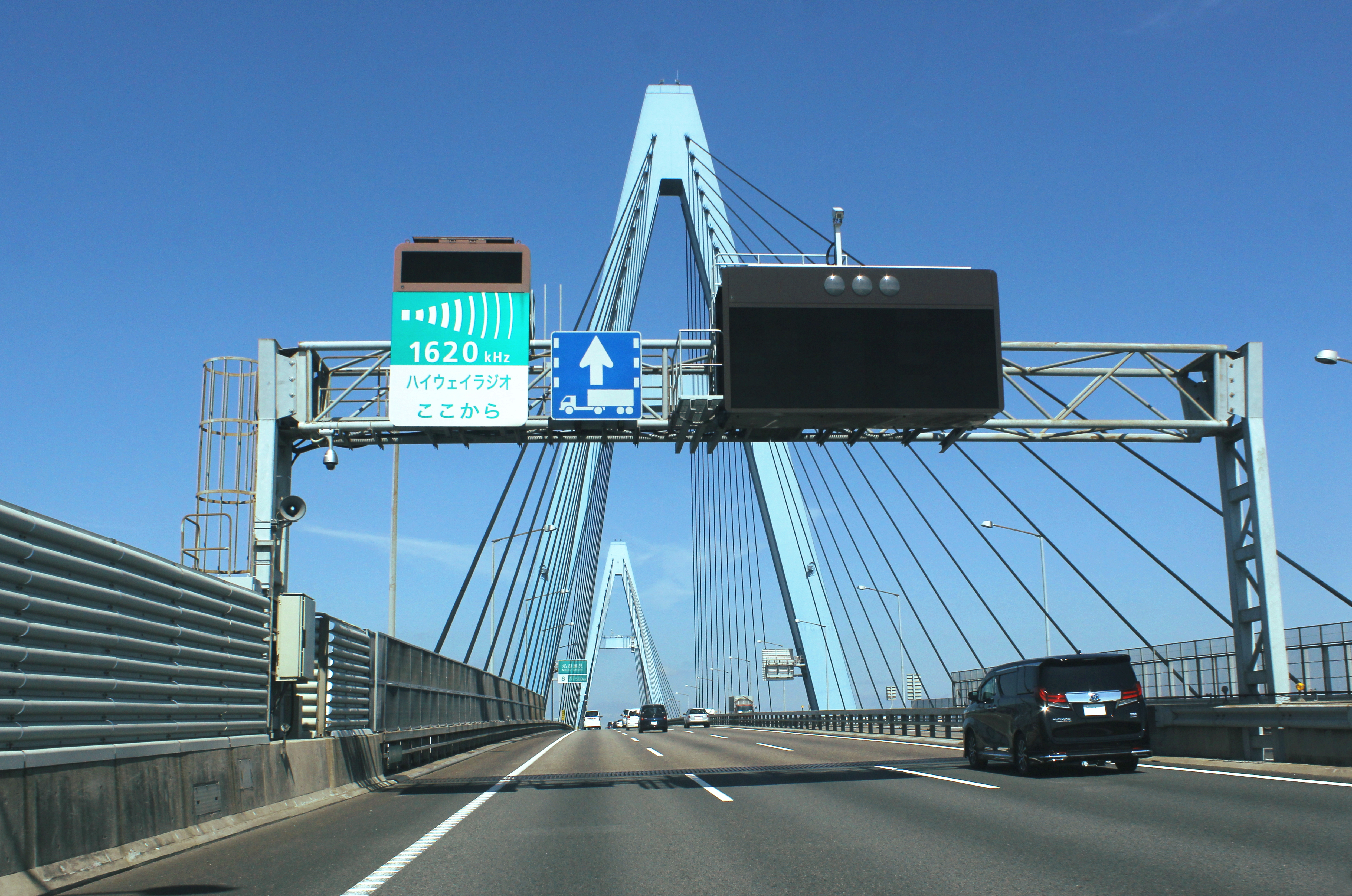
トレーラーの走行位置の規制標識。伊勢湾岸道路開通に伴って新設された標識でもある[33]。
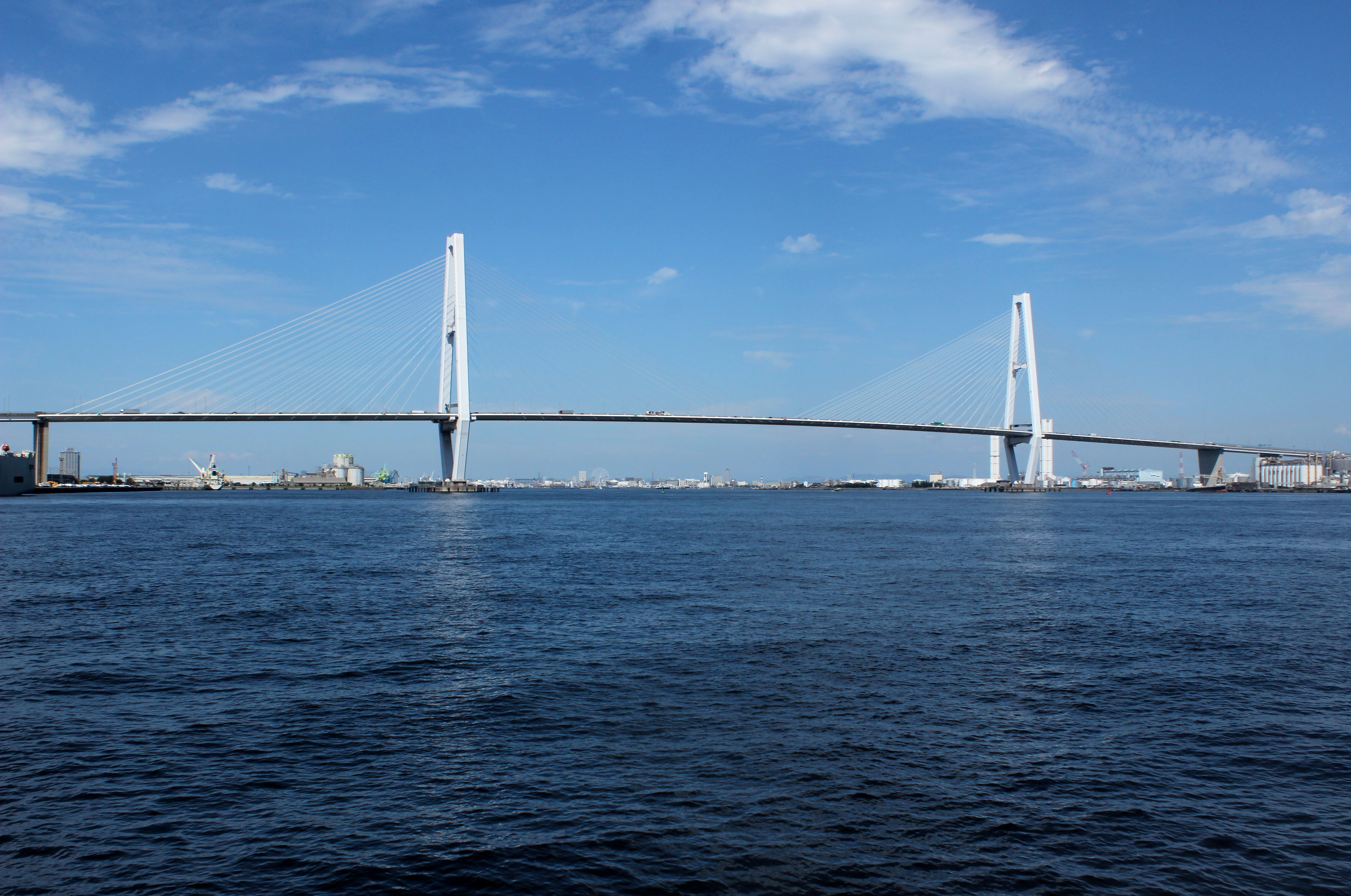
名古屋港を横断する（名港トリトン、名港中央大橋）。
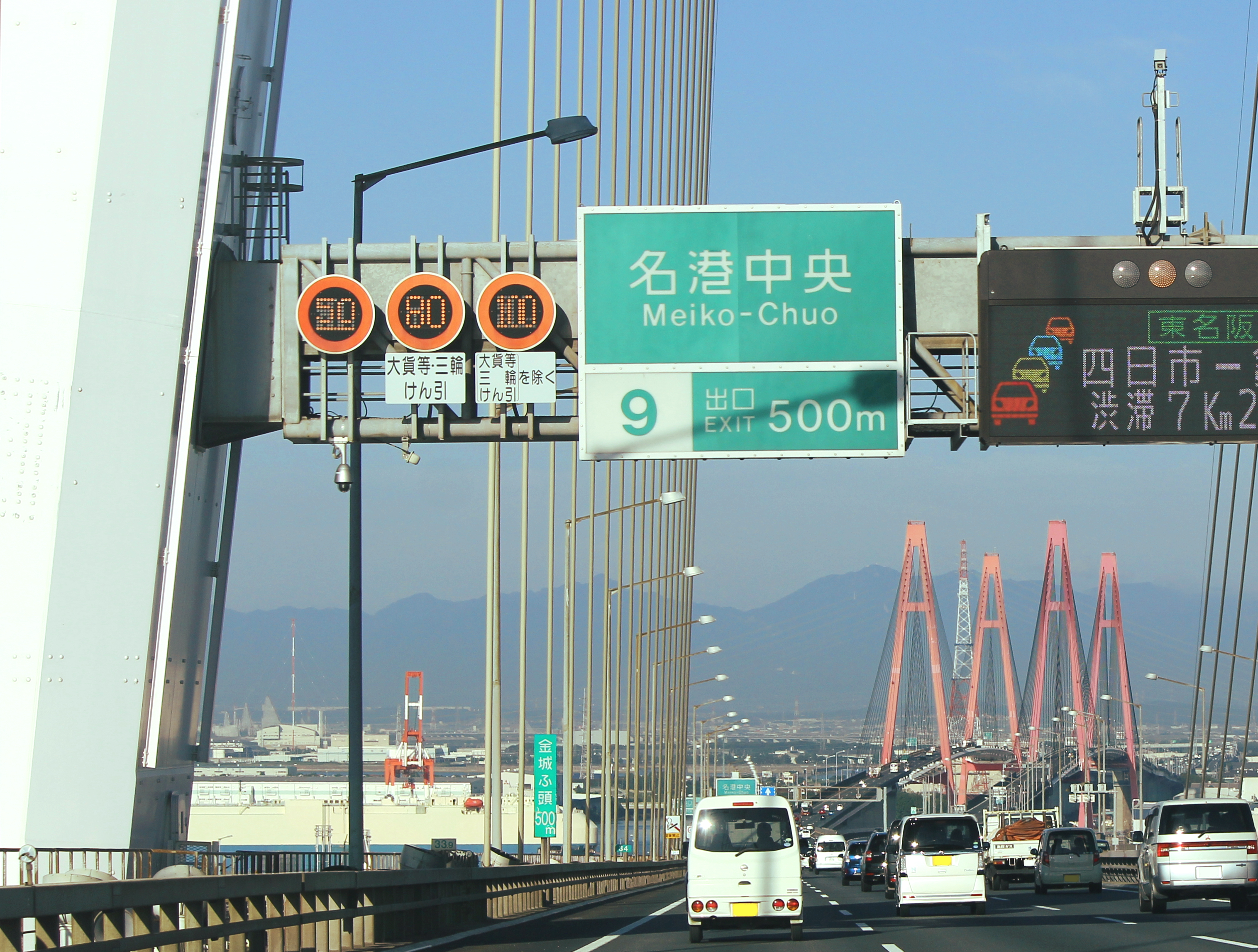
左から最低速度、大型貨物と牽引車両の最高速度、大型貨物と牽引以外の車両の最高速度の規制標識
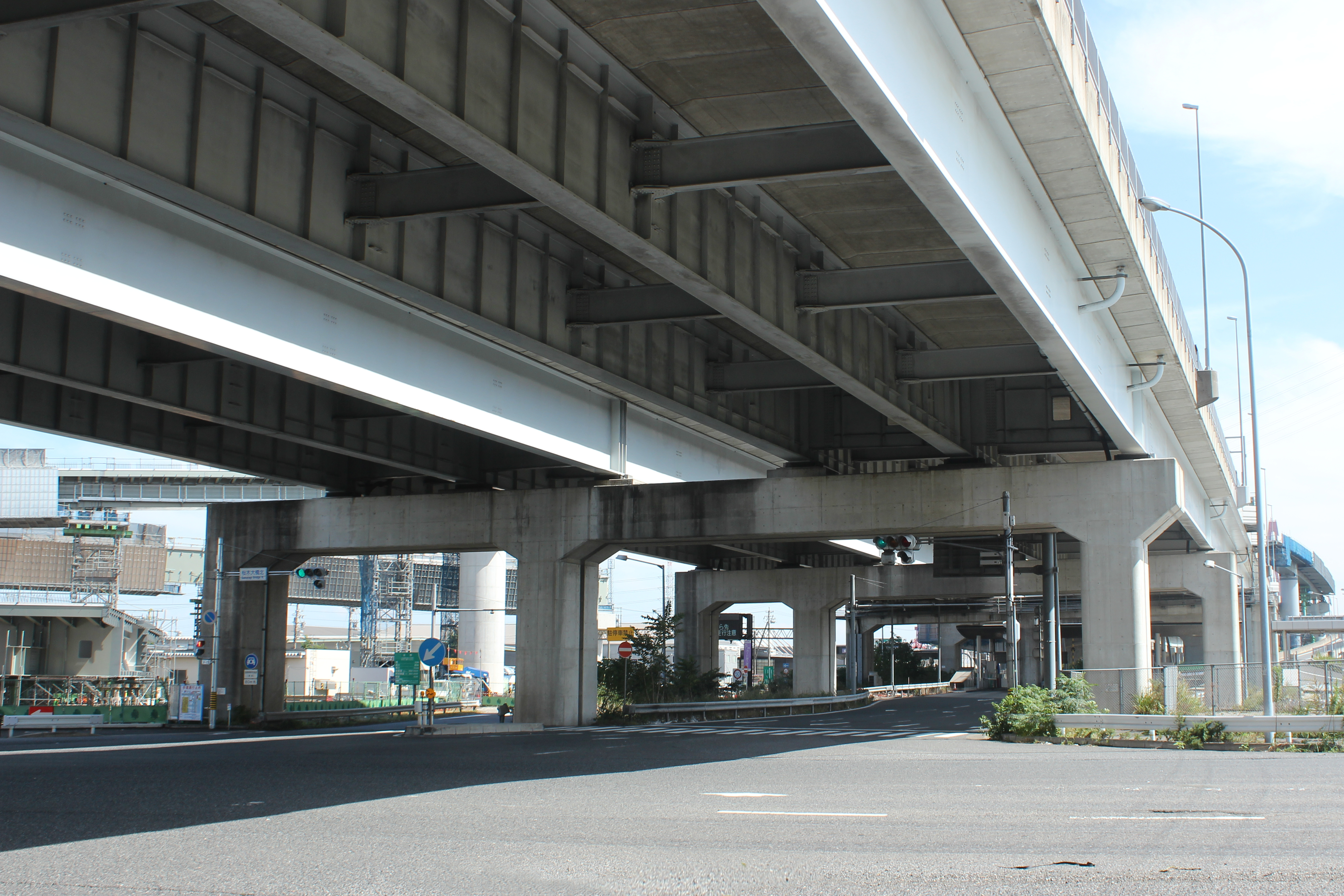
海上部終端部の飛島IC付近（桜木大橋北交差点）。

## 道路施設

### PC連続ラーメン橋
| 環状2号のPC連続ラーメン橋（左）と標準的なT字型橋脚の高架橋（右）。T字型では梁があるために道路長手方向の連続性が損なわれ、美的観点から好ましくないとされた。美的に良くないことは、用地買収を行うにあたって拒絶反応を示されかねないため、その対策としてPC連続ラーメン構造を採用することになった。 |  | 環状2号のPC連続ラーメン橋（左）と標準的なT字型橋脚の高架橋（右）。T字型では梁があるために道路長手方向の連続性が損なわれ、美的観点から好ましくないとされた。美的に良くないことは、用地買収を行うにあたって拒絶反応を示されかねないため、その対策としてPC連続ラーメン構造を採用することになった。 |
| 環状2号のPC連続ラーメン橋（左）と標準的なT字型橋脚の高架橋（右）。T字型では梁があるために道路長手方向の連続性が損なわれ、美的観点から好ましくないとされた。美的に良くないことは、用地買収を行うにあたって拒絶反応を示されかねないため、その対策としてPC連続ラーメン構造を採用することになった。 |  | |

専用部の陸上区域初の供用区間たる西北部高架橋の設計が開始された1980年当時、名古屋高速は建設反対住民との折衝で大きく揺れ、騒音、景観面の配慮から全線の約30パーセントが地下、半地下構造で計画されていた。このように自動車公害の不安から都市高速に対する根強い不信が横たわる当時において、名古屋市周辺を取り巻いて建設される環状2号専用部もまた建設反対団体との折衝の渦中にあった。こうした状況から、東北部（名古屋IC - 勝川）の用地買収は困難が予想され、住民を納得させる材料として考案されたのが先行開業区間の西北部の見栄えを良好なものとして、住民説得の具に供することであった。そのためには出来得る限り美しい造形とする必要があり、かつメンテナンス面で手間が省ける構造が模索された。特に沓に係わるメンテナンスが重いことから、沓を省略した連続ラーメン構造を採用することになった。また西北部は軟弱な低湿帯で地震の影響が懸念されることから、耐震性向上の意味からも沓の省略は必要な対策であった。なお、建設省の計画では全線が鋼橋として計画されていたが、ヨーロッパの橋を参考とした結果、都市景観を考慮してコンクリート橋がふさわしいと判断された。
PC連続ラーメン橋を採用するにあたり、それが短区間で途切れて鋼橋に移行するようでは美しさという面で訴えかける力がないため、極力連続採用することにして清洲町（現、清須市）のJR立体交差部から名古屋西JCT付近までの6.7 kmで採用した。また、当該高架橋は名古屋市を取り囲むように配置されることから、名古屋市中心部と出入する幹線道路や鉄道にとっては玄関の役割を持つ意味からも高架橋の景観的な連続性には強いこだわりを持つこととされた。また、環状2号近隣の家々や歩行者、自動車から高架橋を見た場合、重圧感による不快感を低減し、安らぎと柔らかさを与える意図から、高架橋には丸みを持たせている。橋脚は、国道計画により中央分離帯に設置せざるを得ないことで、一本柱が設置条件とされた。柱形状は、当初はV字型で計画されたが、張り出し感があることからY型に変更のうえ、丸みのあるバチ型として都市景観に配慮した。なお、連続採用の必要から名鉄線との交差部もコンクリート橋となったが、これは鋼橋と違って工程が長期間に及ぶことから名鉄が難色を示し、種々の厳しい条件を受け入れて工事が許可された。ただし、清須市内の東海道新幹線との交差部から清洲JCTまでの区間と、名古屋西JCTは様々な制約から鋼橋となっている。なお、PC連続ラーメン高架橋は東北部の庄内川右岸から北部区間でも採用された。
高架橋の高さは13 mとされ、これは環境アセスメントと都市計画の取り決めによっている。環境アセスメントをやり直せば9 m程度に下げることも可能であったが、下げ過ぎると圧迫感があり、地域分断のイメージが強くなる懸念が生じると共に、1987年度の開通が至上命令であったことから、アセスメントのやり直しに時間を要することを嫌って13 mで落着している。なお、西北部の橋脚間は25mとされ、これは25 mが最も経済性に優れるためである。

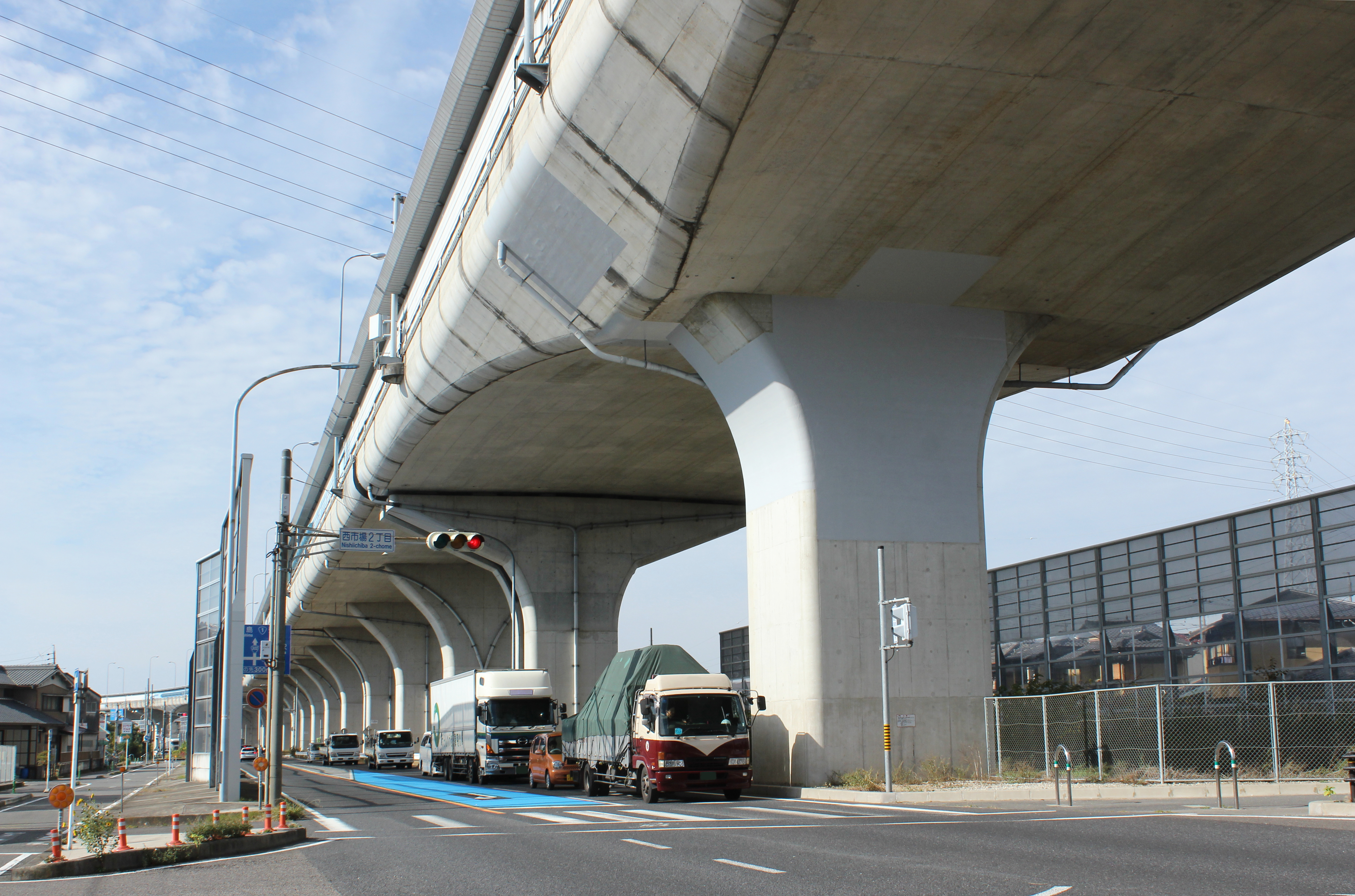
全体的に丸みを持たせている。橋脚はバチ型。
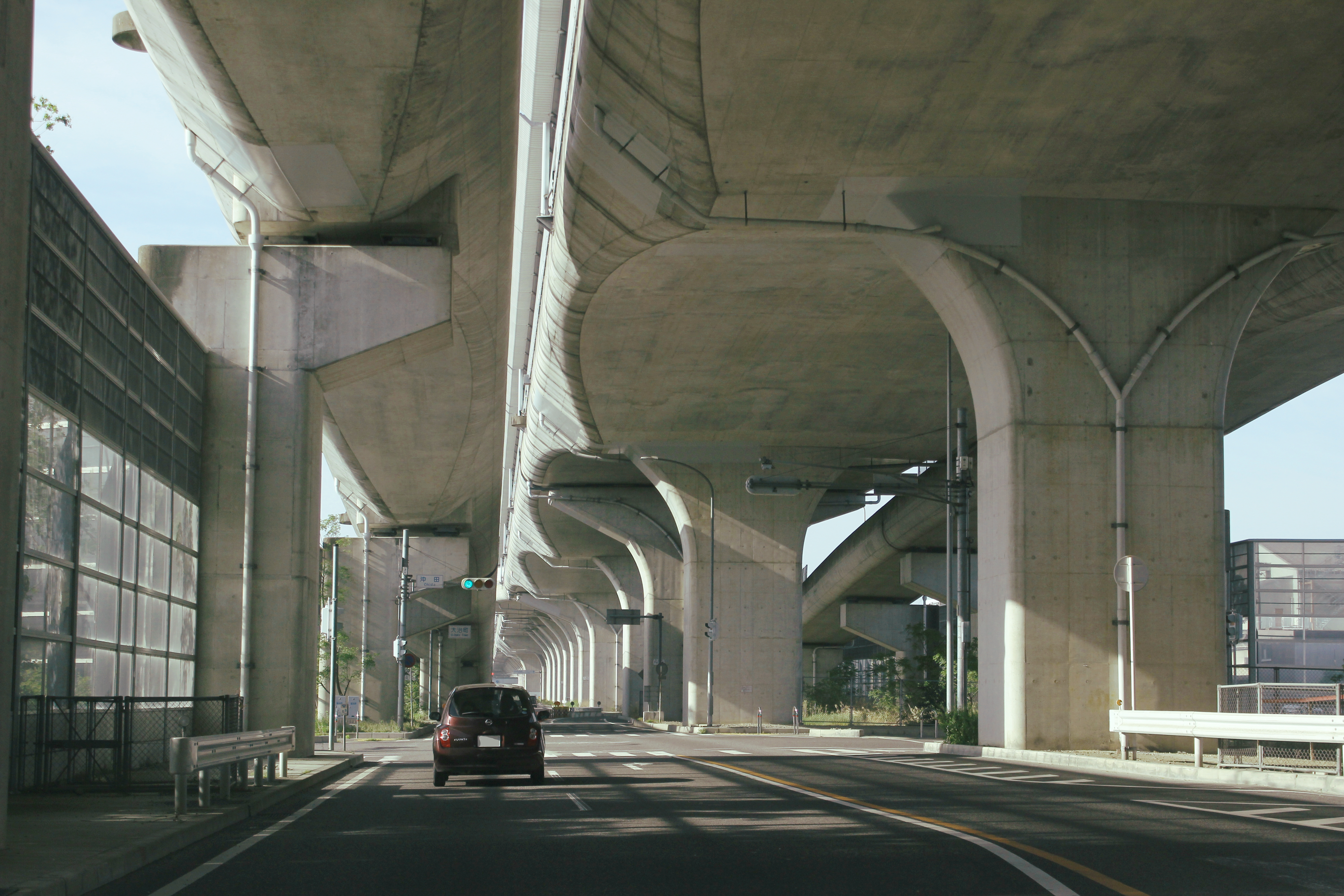
ランプウェイ（左側）もコンクリート製
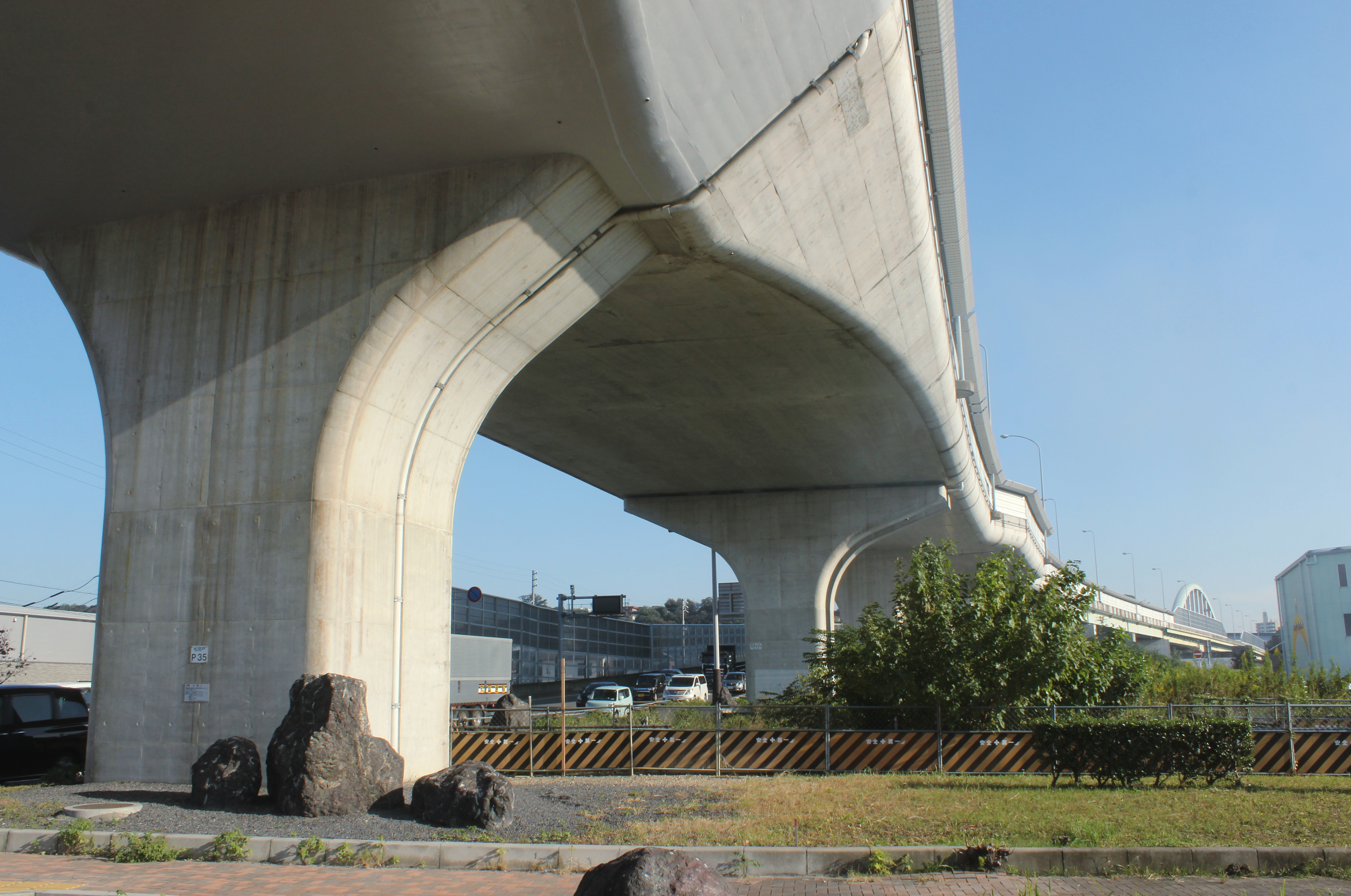
東北部の一部でも採用されている。奥は庄内川橋。
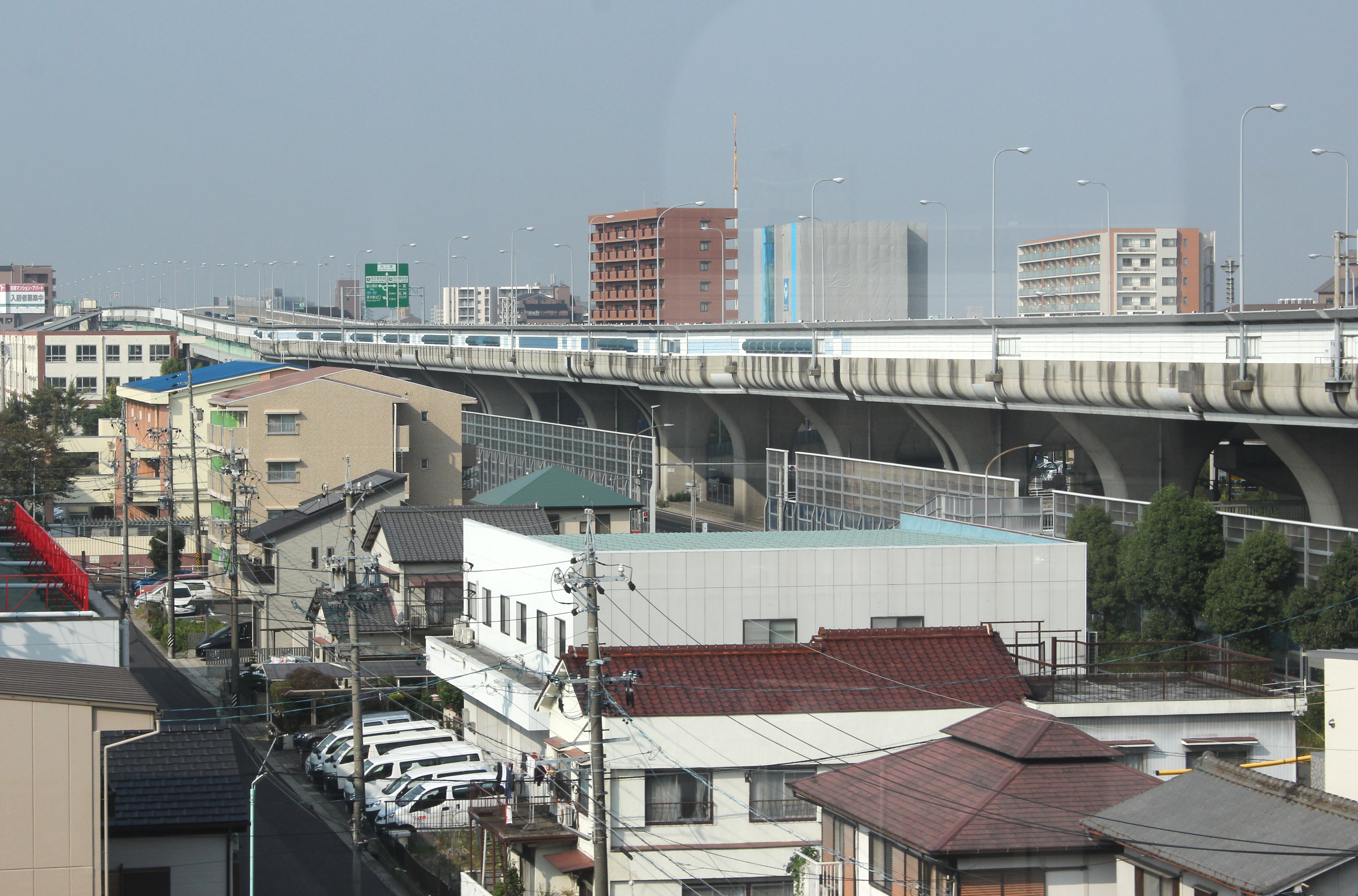
コンクリート橋は見栄えを考慮して極力連続させた。奥は鋼橋である。
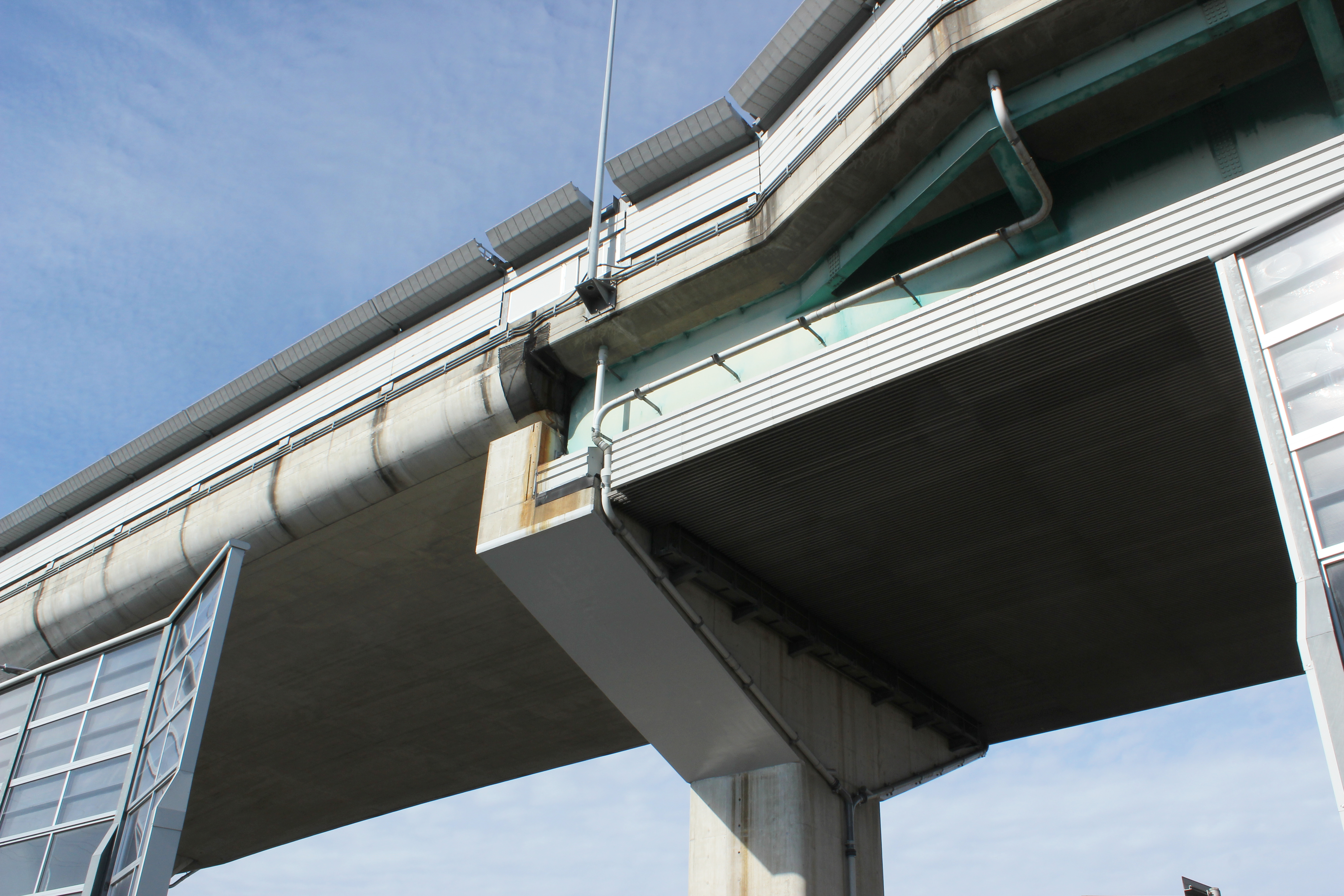
コンクリート橋と鋼橋の境界（清須市の東海道新幹線交差部付近）

### 地下・半地下構造
| 半地下区間の地上側（画像左）と専用部（画像右）。左画像：一般部の中央に半地下区間の開口部がある。当初は地階の高速道路が見えたが騒音対策のために蓋が取り付けられた。右画像：ドライバーの心理的圧迫感を取り除くため構造物に丸みを付けた。   |  | 半地下区間の地上側（画像左）と専用部（画像右）。左画像：一般部の中央に半地下区間の開口部がある。当初は地階の高速道路が見えたが騒音対策のために蓋が取り付けられた。右画像：ドライバーの心理的圧迫感を取り除くため構造物に丸みを付けた。 |
| 半地下区間の地上側（画像左）と専用部（画像右）。 左画像：一般部の中央に半地下区間の開口部がある。当初は地階の高速道路が見えたが騒音対策のために蓋が取り付けられた。 右画像：ドライバーの心理的圧迫感を取り除くため構造物に丸みを付けた。 |  | |

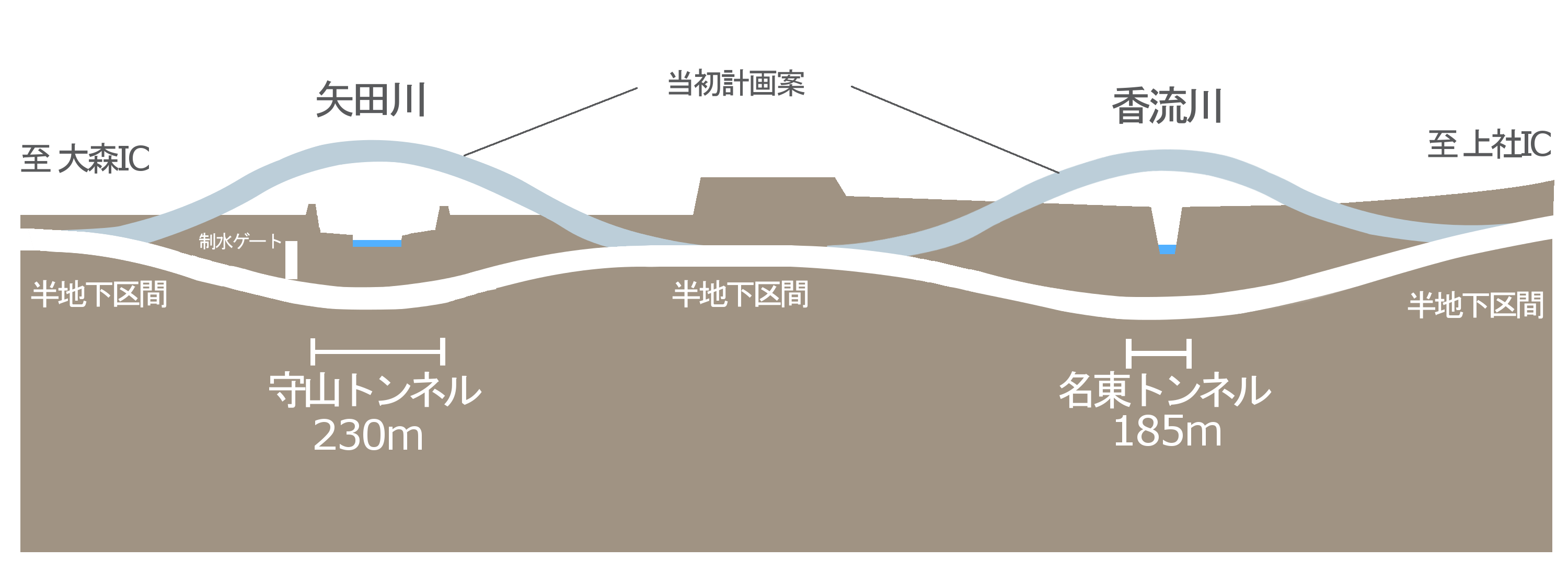
香流川と矢田川渡河区間の当初計画案と変更（現行）案の比較。

環状2号の都市計画決定は1957年（変更は1967年）であったが、建設計画が具現化したのはそれより後であった。これが時あたかも公害問題が全国的に多発した時期にあたり、環状2号の計画についても様々な反対運動に直面することになった。なかでも専用部は名古屋市東北部の丘陵地帯を通過することから、電波障害、日照阻害、騒音被害を心配する付近住民から反対された。建設省としてはこの声に応える形で東北部および東部、東南部の専用部については高架と半地下、トンネルを組み合わせる構造に変更した。これらの変更は1975年までに決定している。
1993年12月に専用部の勝川IC - 名古屋IC間（東北部）が開通したが、丘陵地帯に設けられた半地下部は騒音対策に効果的とされながらも、実際に交通開放されてみると開口部から騒音が漏れて付近住民から苦情が寄せられた。開口部は当初計画では13 mで、計画変更により9 mに縮小されたにもかかわらず騒音はかえって大きくなることは東北部供用前から判っていたことではあったが、軽微な変化のために環境アセスメントのやり直しはしないと県側は答弁していた。だが、公団は住民の声に応えて半地下部上空に吸音材を使った蓋を取り付ける方針を示し、これは1999年に完成した。蓋は何層も互い違いに重ねる構造のため、排気ガスを地上に排出できる造りとなっている。同構造はその後開通した東南部の半地下区間でも採用されている。
半地下区間は地上からは見えないことから、ドライバーの反応のみが景観対策の対象となる。このため、心理的圧迫感を取り除く構造が模索され、構造物に丸みを持たせて視覚的な柔らかさを表現することになった。また、掘割からボックスカバーを経て半地下区間へ移行する際、コンクリートの段差壁面による圧迫感があることから、面壁に塗装（修景）を施すことで圧迫感軽減に努めた。安全対策としては、照明設備はトンネルに準じたものとしたほか、非常出口（インター出入口）までの距離を示す誘導表示板を設置するなどした。
東北部のうち、矢田川と香流川の渡河は一般部、専用部ともに橋梁による通過とされ、特に専用部はその前後が半地下であることから渡河区間だけ地上に姿を見せる構造が当初の計画であった。だが、橋梁による横断について近隣住民が難色を示した。当該区域は東に東名高速が供用しており、西に環状2号専用部が高架で完成すれば騒音公害の板挟みとなるうえ、当該地区は環状2号建設のために土地区画整理によって20億円相当の土地を提供したことから、住民はその見返りとして環境的な配慮を求めた。これに対して名古屋市の環境影響評価審査委員会は、住民の意見を反映して香流川については騒音のほか、地域分断の解消のために地下式とするよう自治体に要請した。それは一般部の道路中央に計画された専用部を地下式にすることで、両側の一般部を中央にスライドのうえ道路幅を縮小、それが地域分断感の緩和に資するためである。愛知県と中部地方建設局は委員会の指摘を受けて香流川をトンネル構造に変更することを決定し、その前後を半地下で挟む構造に改めた。また環境施設帯や歩道橋を設置する必要から近接する矢田川もトンネル方式とすることになった。このとき河川管理者から意見が出され、万一の災害によってトンネルに亀裂が入るなどして河川の水が流入した場合、道路をつたって市街地をはじめ庄内川まで到達して大水害を引き起こす危険性を指摘のうえ、その対策として制水ゲートをトンネル両端に設けることを要求した。公団はトンネル北側（小幡方面）については制水ゲート設置を決定し、その構造について種々の検討の結果、水密性をはじめ耐久性、操作性を考慮して電動式の昇降式ゲートを採用することとした。一方、トンネル南側（上社方面）についてはゲートを取り付けない代わりに地上側の開口部の高欄（壁）をかさ上げして水があふれ出ないように対策をとっている。

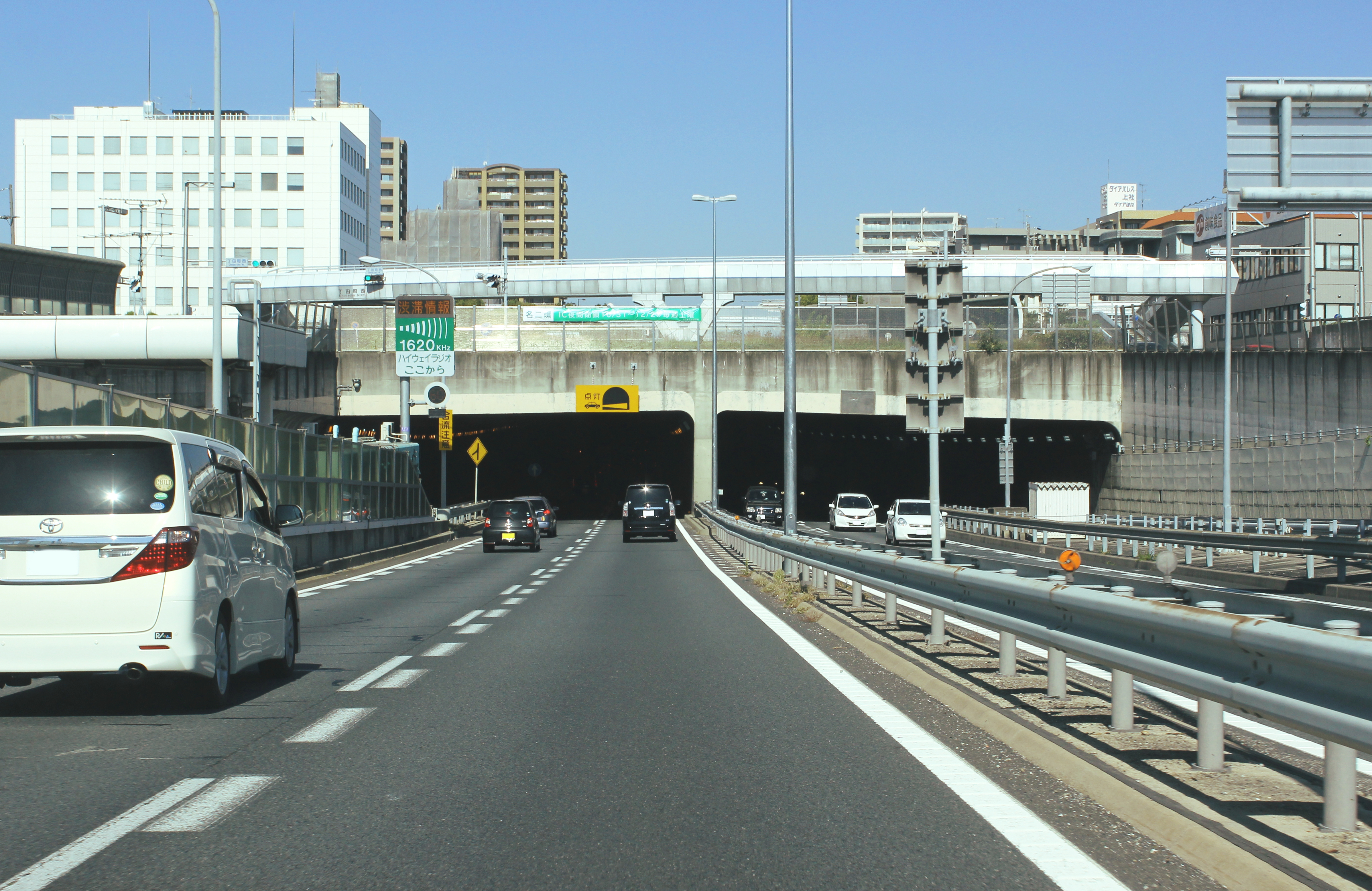
上社ICにおける面壁修景
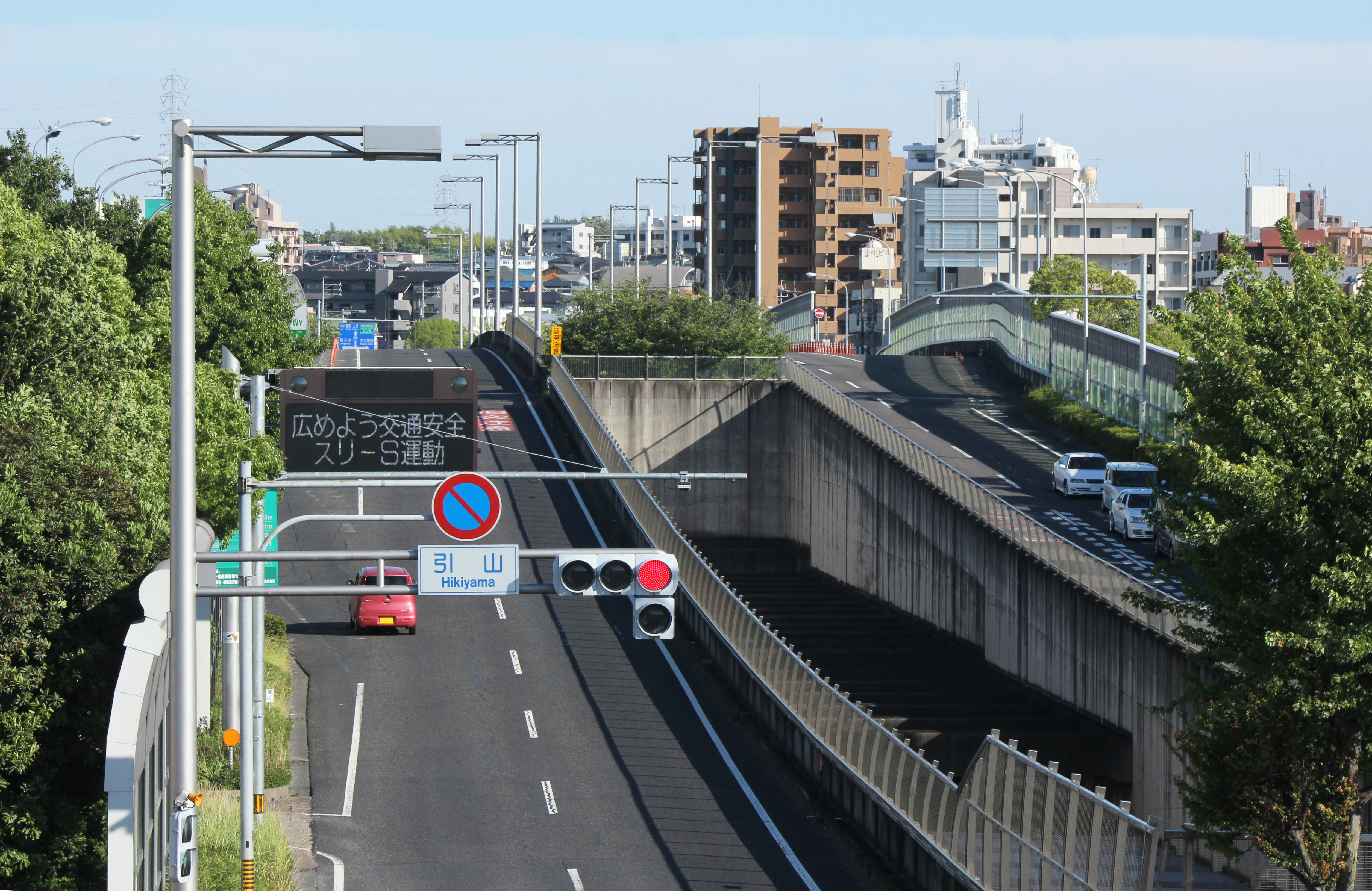
当初は専用部も地上に顔を出す予定だったが地下に潜る構造に改められた（名東トンネル区間の地上の画像）。
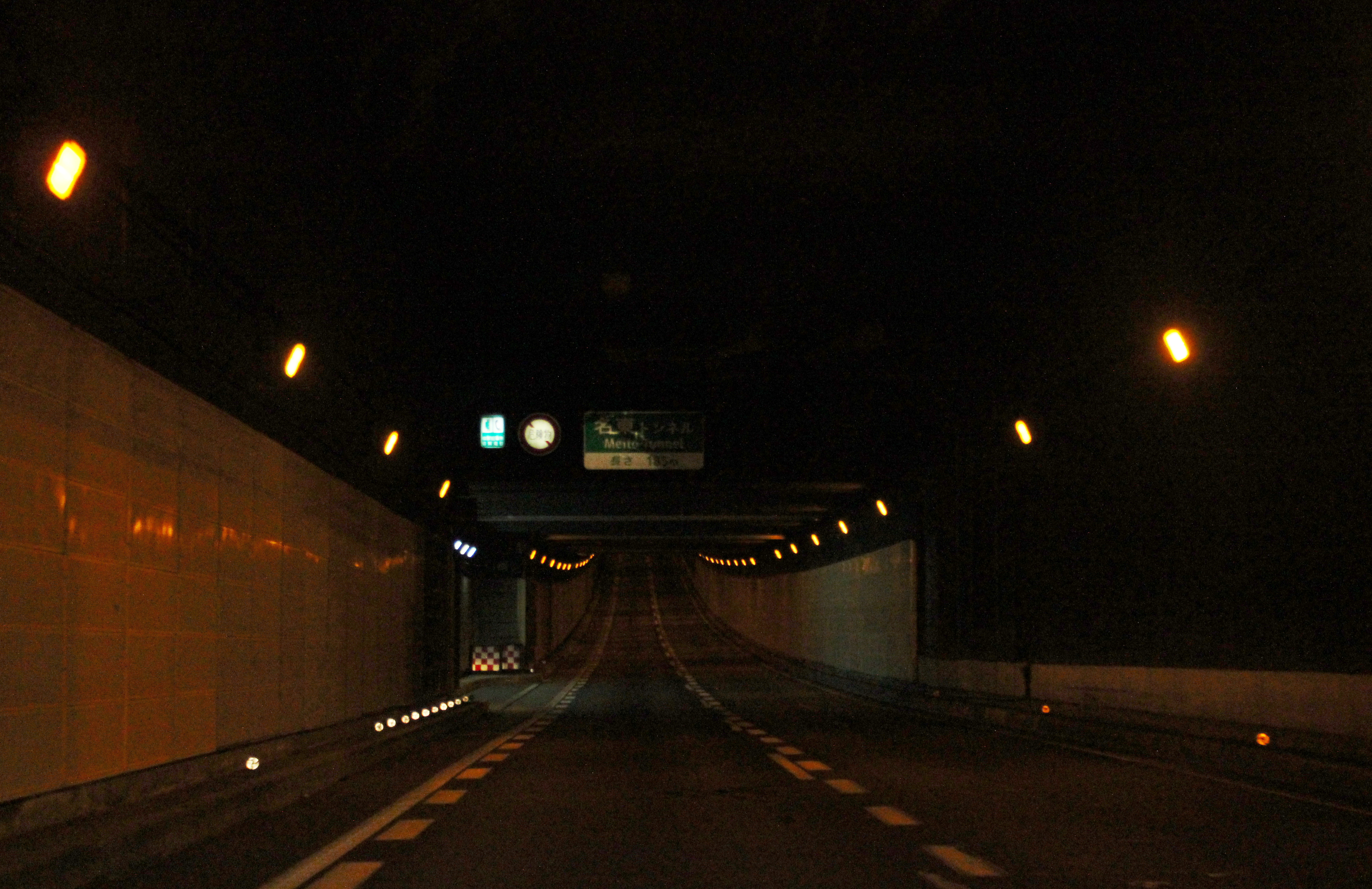
名東トンネル（香流川のトンネル）。
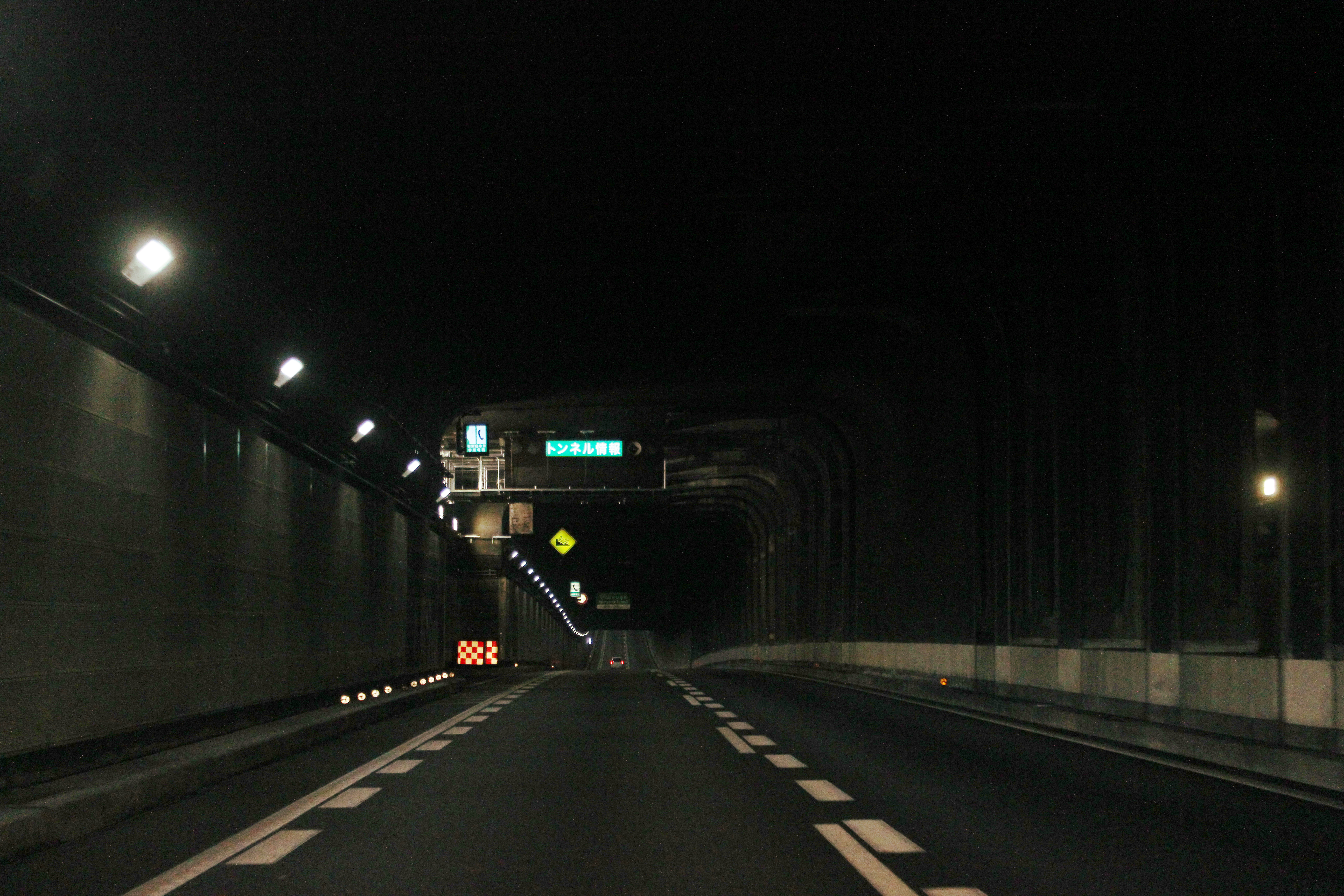
奥に守山トンネル（矢田川のトンネル）を望む。アップダウンしている様が判る。
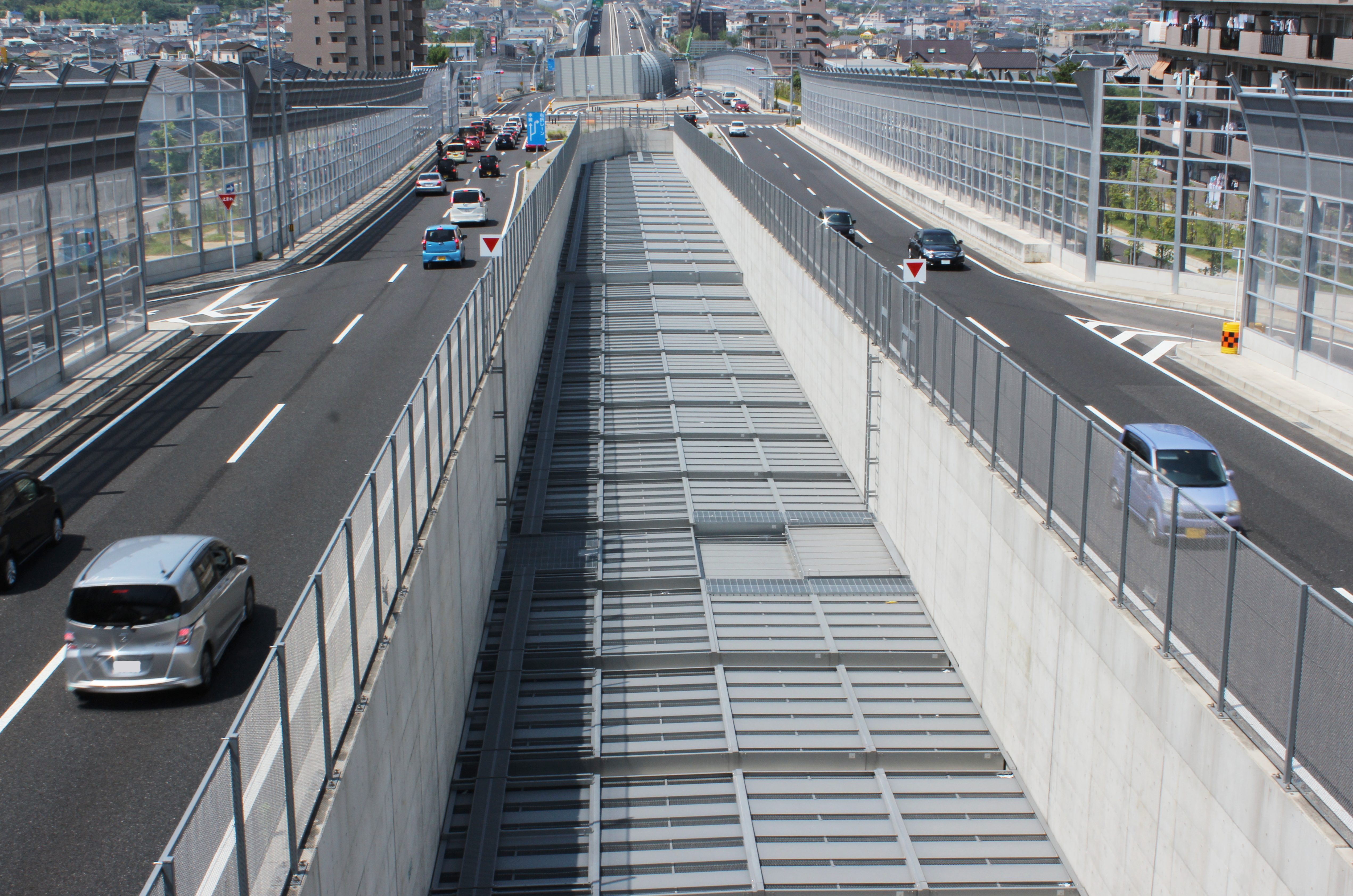
東南部に設置された特殊吸音ルーバー

### 環境対策設備

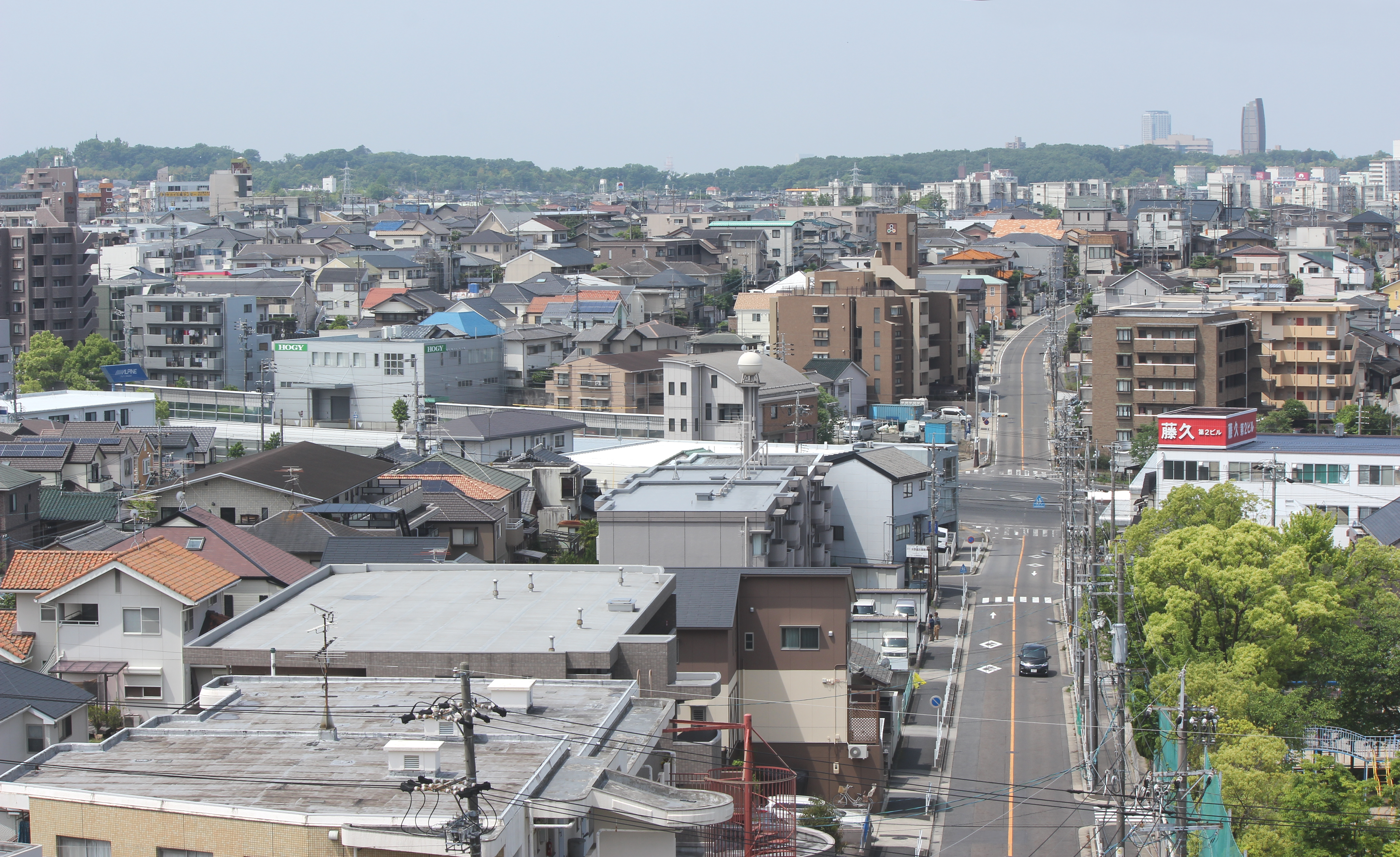
名古屋市名東区の環状2号沿道地域。この付近一帯は環状2号と一体で整理組合により土地区画整理された。市街地であるため、既述の半地下構造採用と併せて環境対策に十分な配慮を行った。（左右に伸びる道路が環状2号）

1973年に建設省が一定規模の道路には住宅街と本線道路の間に環境施設帯（バッファーゾーン）の設置を義務付けたことから、環状2号においてもそれに従っている。この1970年代の社会状況は高度経済成長のひずみから日本各地で公害問題が顕在化し、名古屋市でも南区の名四国道沿道住民が自動車騒音で生活が脅かされる事態が発生した。このため、南区に建設される都市高速の建設遅延が発生したことを契機として環境対策のための環境施設帯を設置した経緯があった。こうした環境対策を大規模幹線道路に生かすことになり、土地区画整理事業と一体的に整備された経緯から沿道に市街地が展開する環状2号においても必要十分な環境対策を講ずることとされた。
計画当初の専用部は往復6車線で計画され、その後将来の計画交通量が当初の見込みより減少することが判明したため4車線に減じることにして、これによって橋脚が2本から1本に減少することになった。これが専用部の真下に一般部を収容する余裕を生み、一般部が中心部へスライドしたことで道路両脇に新たなスペースが生じた。このタイミングで建設省が環境対策として一定規模の道路に騒音対策として環境施設帯（バッファーゾーン）約10 mを設ける方針を発表したことから、生じたスペースを環境施設帯に充てることになったものである。なお、環状2号で最も早く供用された北部は建設省がバッファーゾーンの設定を義務付ける以前に着工したことから、その後の通達による設計変更のために工事が一時停止することになった。これには工事予算が抑制されたことも手伝って当初計画の1977年度供用が大幅に遅れて1980年に遅延することになった。
一般部両側には遮音壁が設けられ、次いで植樹帯、本線と住宅街を連絡するサービス道路が配置されている。環境施設帯はこの3要素から構成されている。植樹帯は自動車の排気ガスと騒音を抑えると共に沿道からのうるおいある景観を目的として植栽され、常緑樹の高木、中木、低木で構成している。また、遮音壁は必要に応じて透明板を採用している。このほか、環境施設帯とセットで専用部高架橋の裏面に取り付けられた吸音版によって反射音が住宅街に届くことを防止している。
地球温暖化抑制のため、発電時に二酸化炭素を排出しない太陽光発電によって得られた電力を道路照明として供給することになり、2011年開通区間の高針JCT - 名古屋南JCT間の半地下区間に太陽光パネルを設置した。半地下区間直上は余分なスペースのため、ここにパネルを展開している。当該区間の半地下区間は約7 kmで、そのうちの約5.7 kmに約1万枚のパネルを設置し、年間想定発電電力量を2100 MWhとしている。半地下区間は昼間時に1日の使用電力の7割以上を消費することから、太陽光発電によりこの電力を賄うものである。

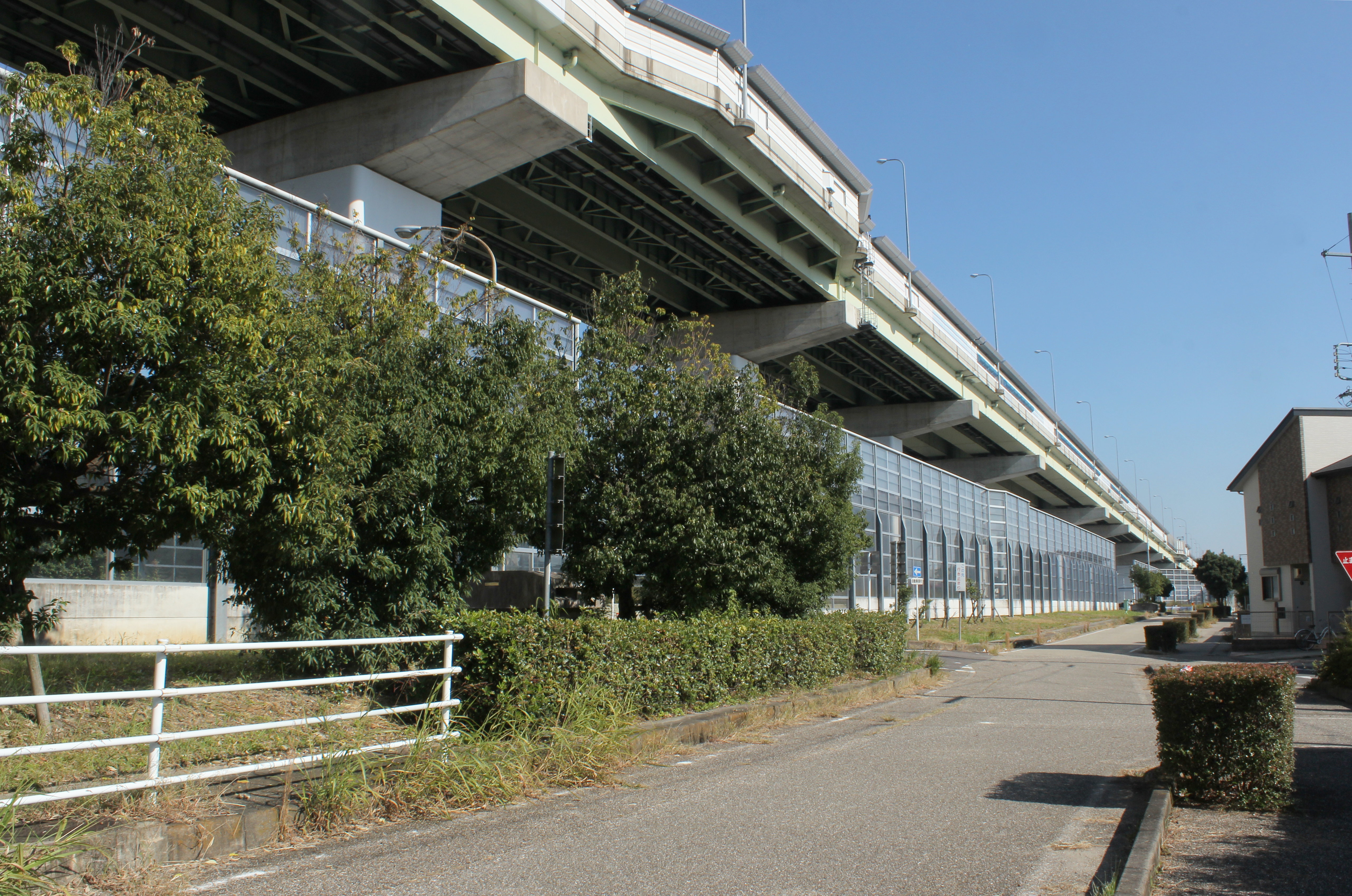
一般部道路両脇のサービス道路。
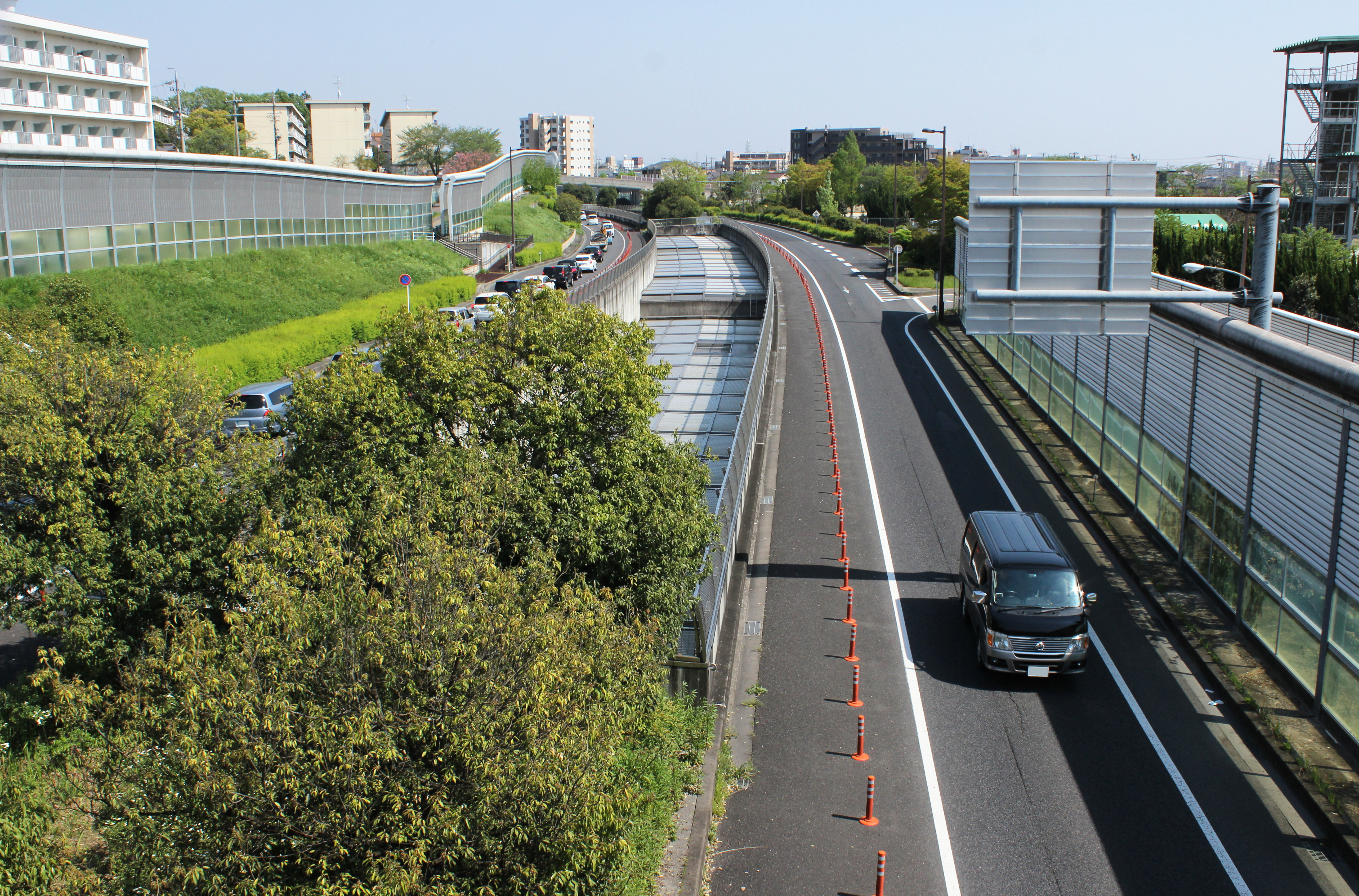
一般部両側には遮音壁を設置。環境施設帯の構成要素である[318]。
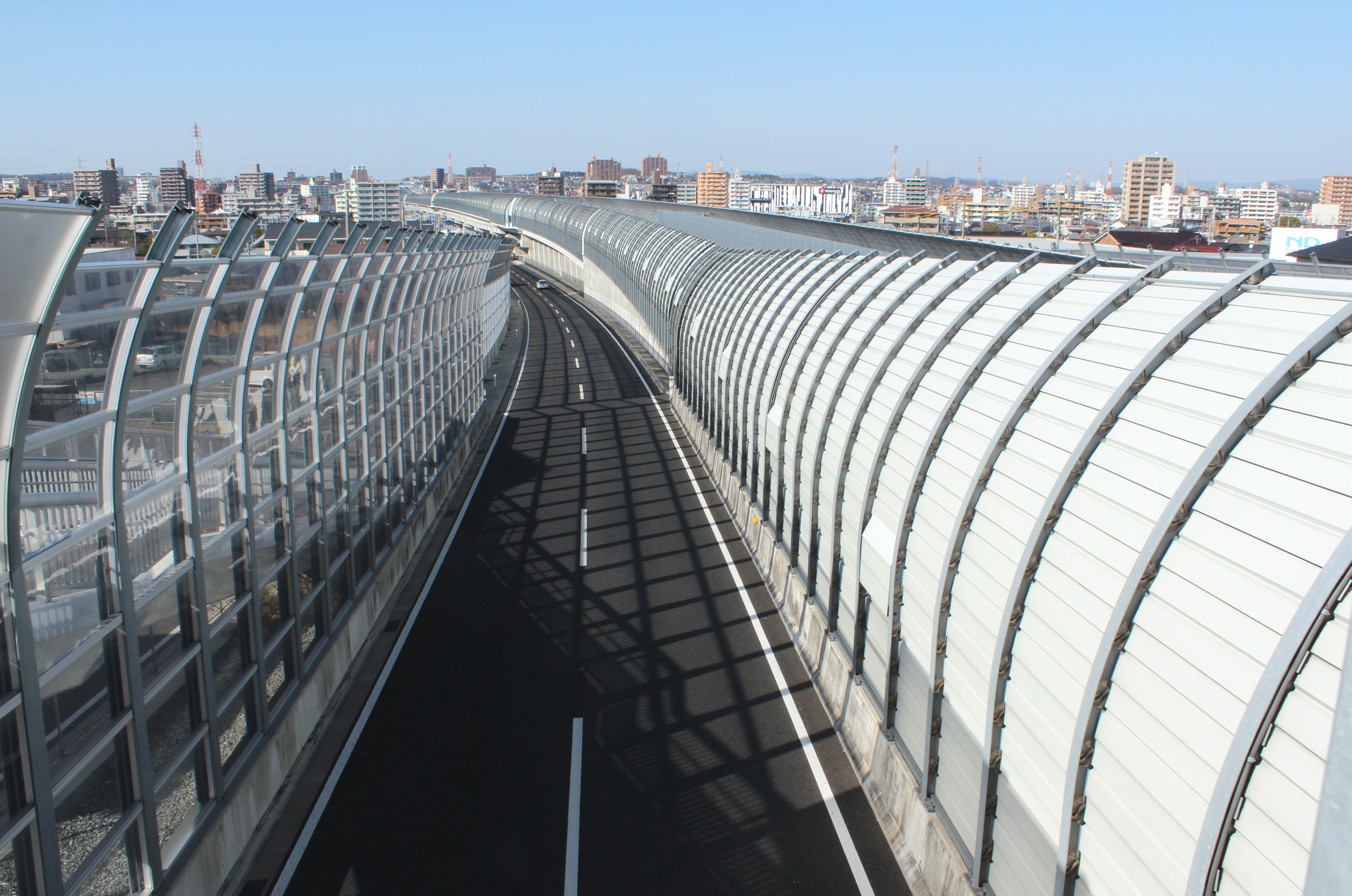
東南部区間の一般部遮音壁
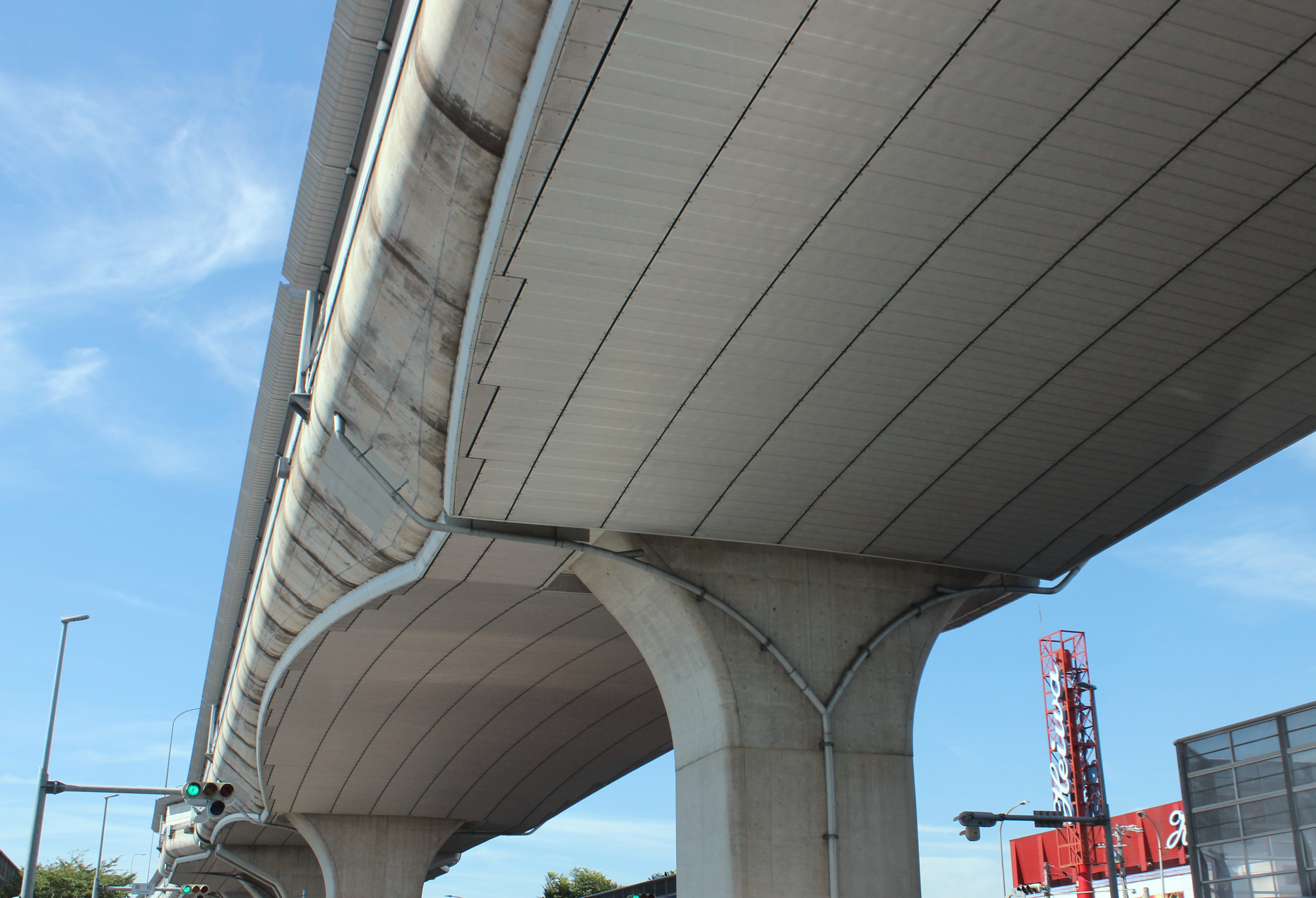
高架橋裏面吸音版[318]。
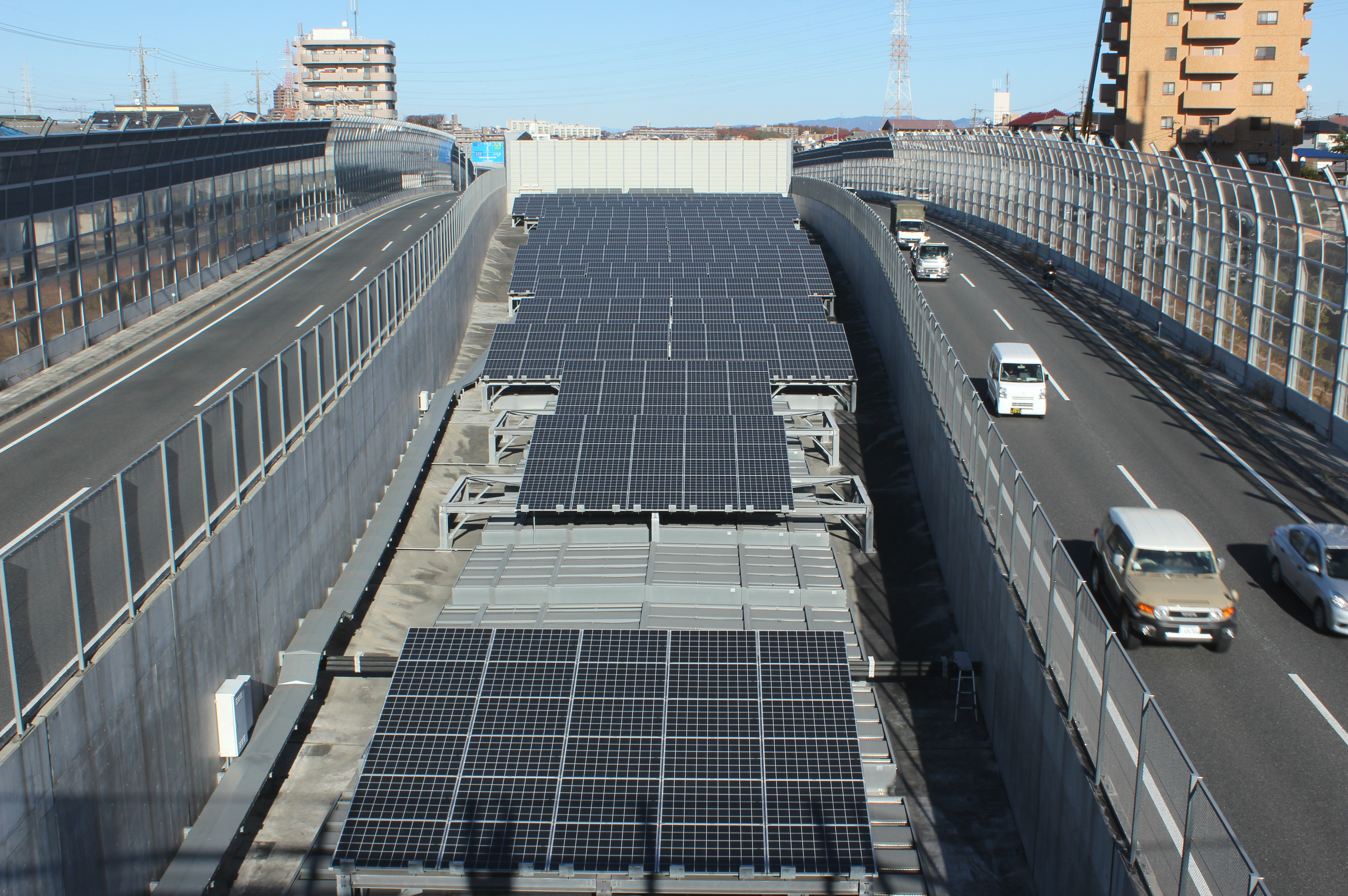
半地下専用部上の太陽光パネル（鳴海IC付近）

### 鉄道交差部

環状2号と交差する鉄道（名古屋ガイドウェイバスガイドウェイバス志段味線（ゆとりーとライン）は除く）。名古屋駅と金山駅の他に交差付近の駅も記載。

環状道路の特性上、名古屋市中心部から放射状に延びる鉄道各路線との交差箇所が数多いことが環状2号の特徴となっている。専用部であれば高速道路ゆえ最初から立体交差前提で道路設計される。しかし一般部は鉄道側の高架化あっての立体交差であることから、高架事業推進に必要な用地の確保など住民協力が得られない場合は高架化の遅れや着工の目途が立たないこともしばしば見受けられる。一般部の事業推進は鉄道交差の進捗状況によって大きく左右され、立体化が直ぐには完成しない場合は暫定踏切を設置して開通させることも行われ、名鉄名古屋本線、名鉄津島線、名鉄犬山線、名鉄瀬戸線はこの方法が採用された。このうち犬山線は、名古屋市営地下鉄鶴舞線との相互直通に関連して平田橋駅 - 中小田井駅間の立体化が既に計画されていたことから、1980年の一般部の供用時点で暫定踏切を設けて開通した。それから11年後、当該箇所は上小田井駅（橋上駅）の開業と併せて立体交差化された。瀬戸線はその前後で一般部が開通して以降、線路横断の自動車が生活道路に侵入して危険であることから、住民要望で一般部に暫定踏切を設けることになった。設置は2000年2月でこの時は暫定往復2車線の開通とされた。路線の高架化は住民説得に時間を要して2008年度の完成予定が大幅に超過している状況である。なお、一般部の暫定踏切設置箇所のうち、一般部開通当初から鉄道を横断出来たのは犬山線のみで、他は鉄道を挟み込む形で一般部が先行開業のうえ、後から暫定踏切を設置した。
JR中央線は運行頻度が高いこともあって、管轄するJR東海は保安を理由に暫定踏切設置を拒否した。よって高架化が完了するまでは一般部の鉄道横断は不可能となり、こちらも用地確保に手間取ったことから高架完了は2009年までずれ込み、これが一般部の全線開通を最後まで阻んだことも先述した。なお、専用部の勝川IC（東名方面）出入口は高架化を待たずに開通しているが、その経緯については勝川IC#歴史を参照されたい。
一方で西南部のJR関西線と近鉄線の立体交差は、環状2号の計画を踏まえて早期の完成を見たことから、一般部の供用当初より鉄道横断を実現している。

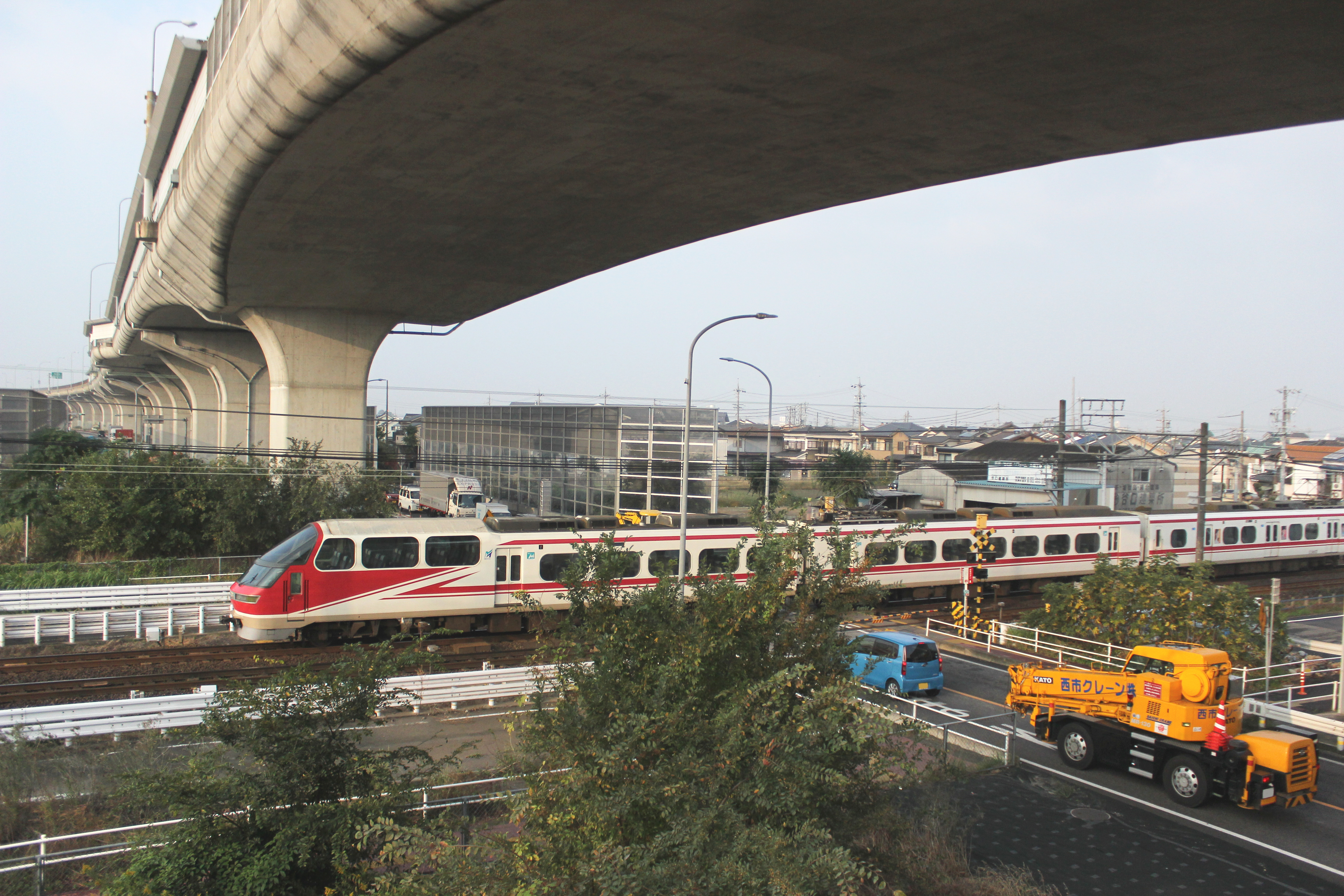
清洲西IC付近の名鉄名古屋本線との交差部
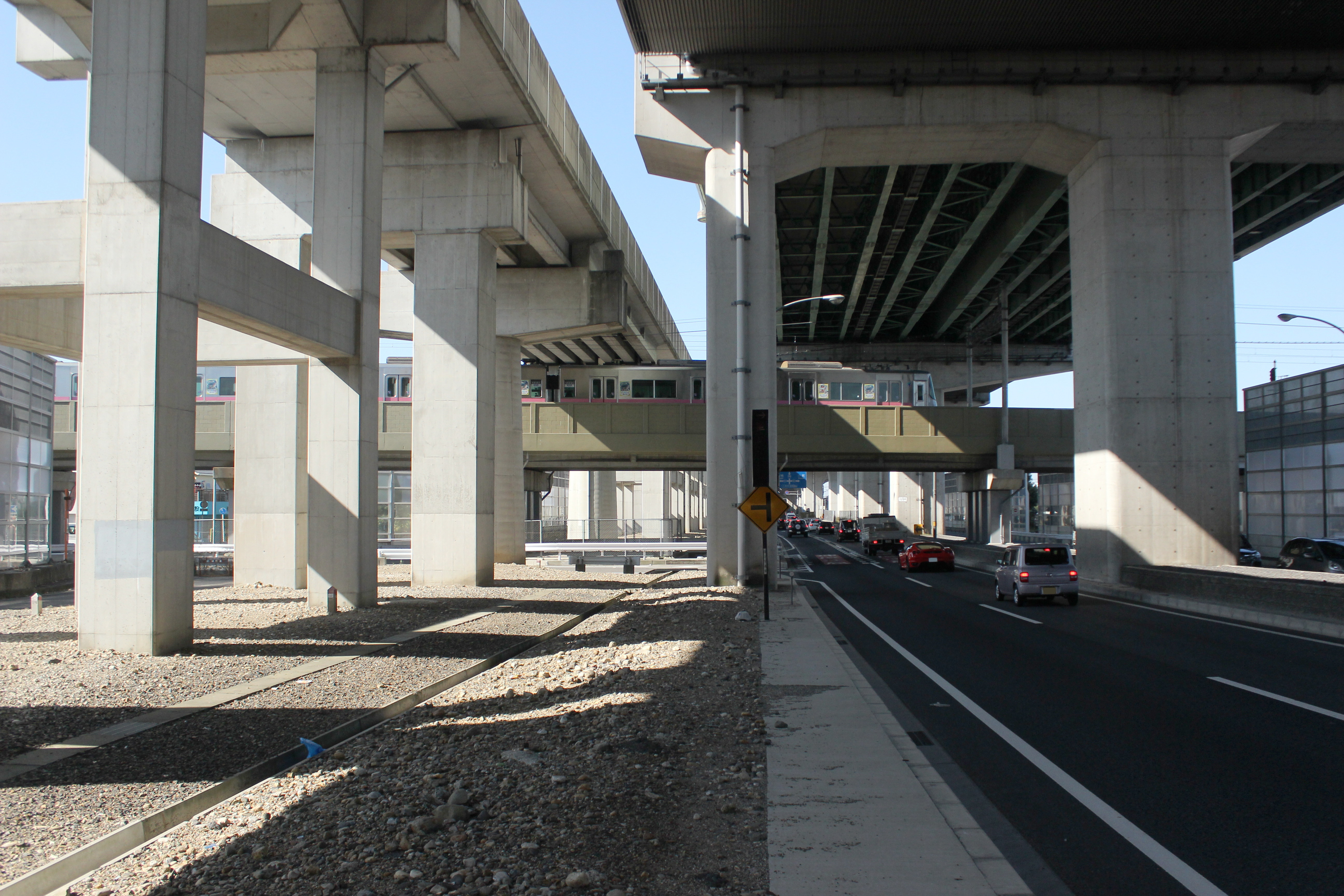
楠IC付近の名鉄小牧線との交差部
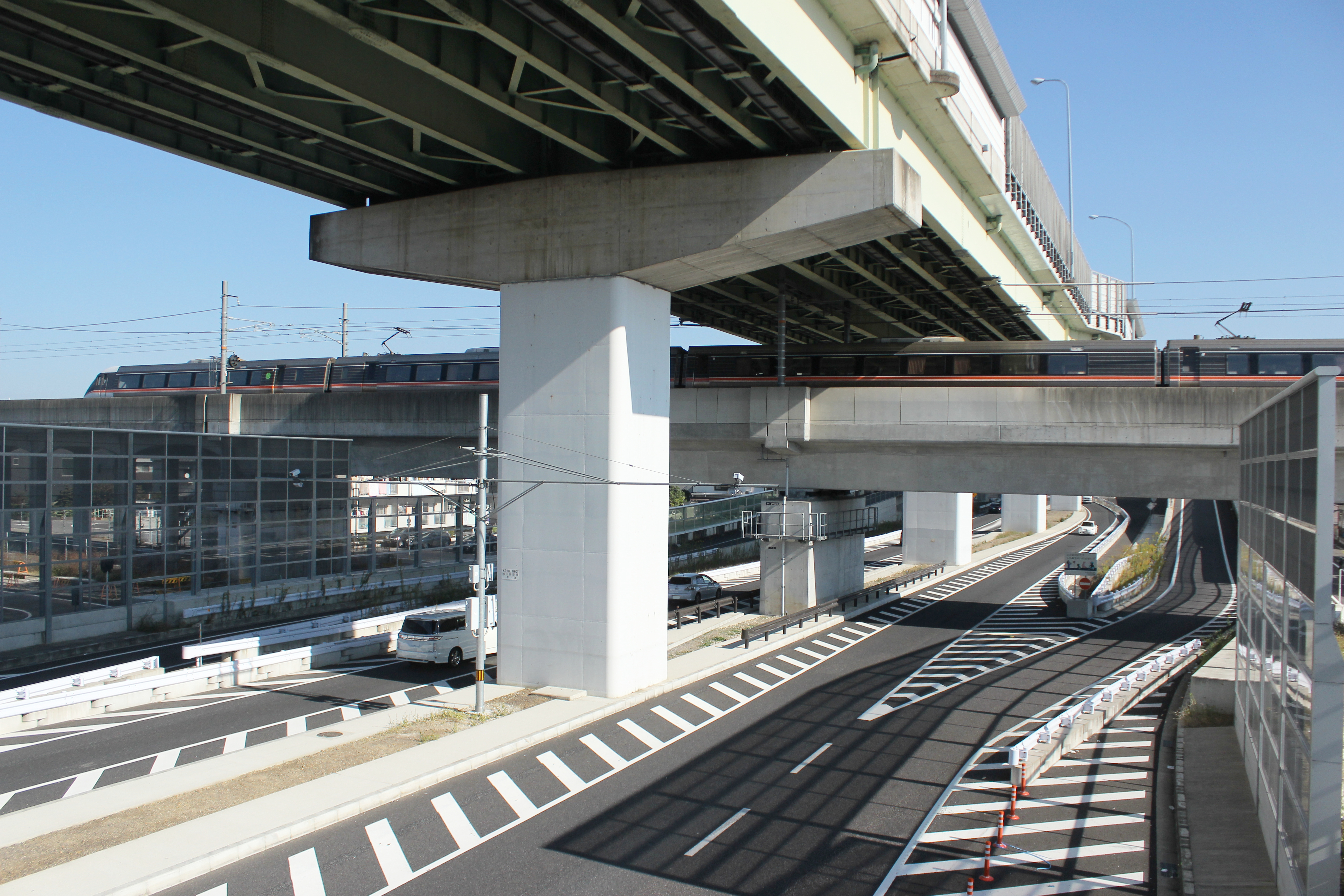
勝川IC付近のJR中央線との交差部
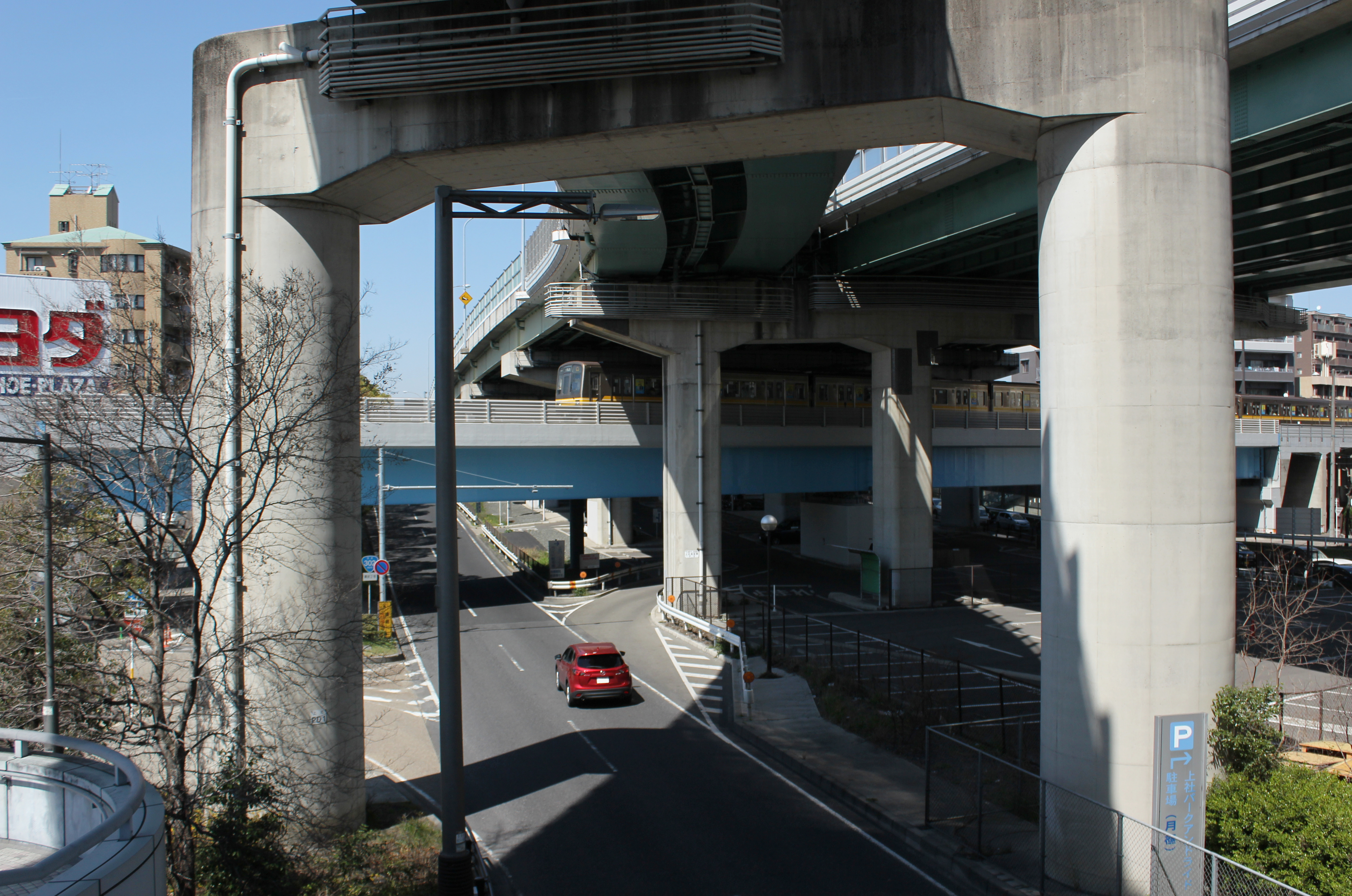
上社JCT直下の名古屋市営地下鉄東山線との交差部
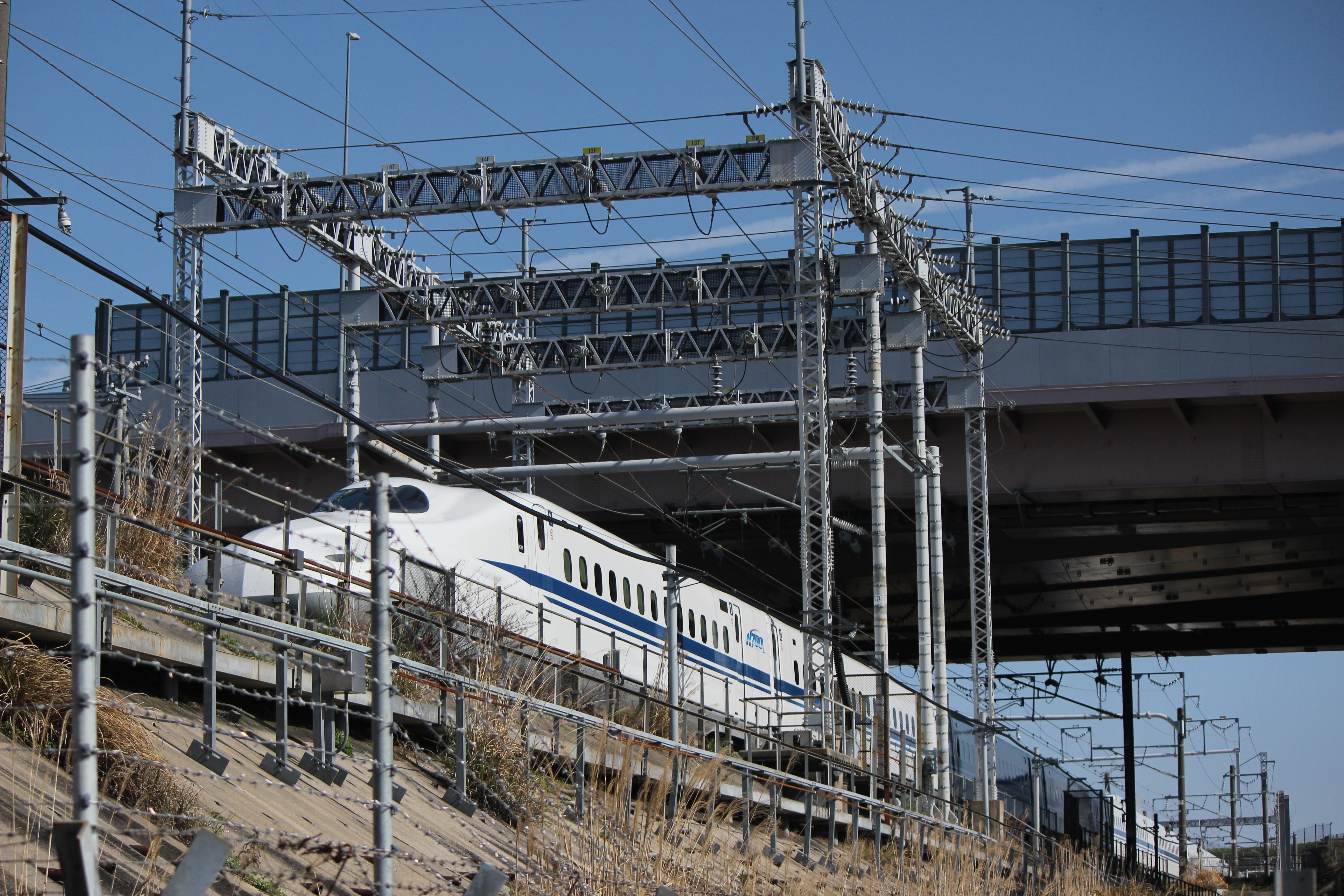
名古屋南JCT付近の東海道新幹線との交差部
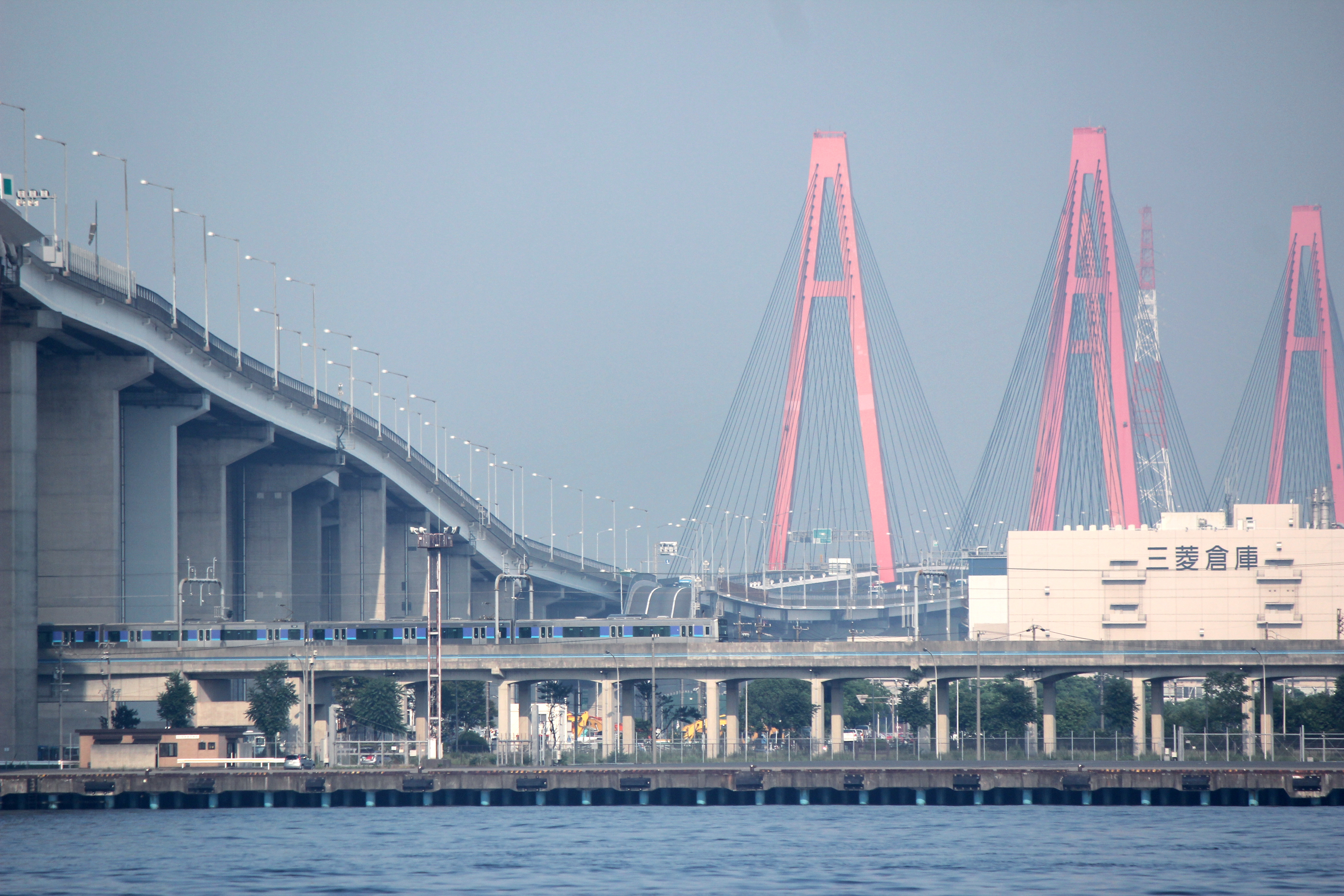
名港中央IC付近（金城ふ頭）のあおなみ線との交差部

### 環状2号のランドマーク

#### 遮音壁（専用部）
沿線は都市近郊で住宅密集地が連続することから、高架橋には都市高速同様遮音壁を設置している。ただし、都市景観を考慮してデザインされたものを採用し、通過する地域の特性に合わせ、それぞれのテーマに合わせたものを導入した。例えば、学校近接部は楽しい色彩パターン、交差道路にはゲート性を考慮したうえでカラーパネルを設置、上り線（内回り）側には日照阻害対策のためにレンズ加工した透光板を採用した。このデザインは西南部を皮切りに北部、東北部でも採用された。

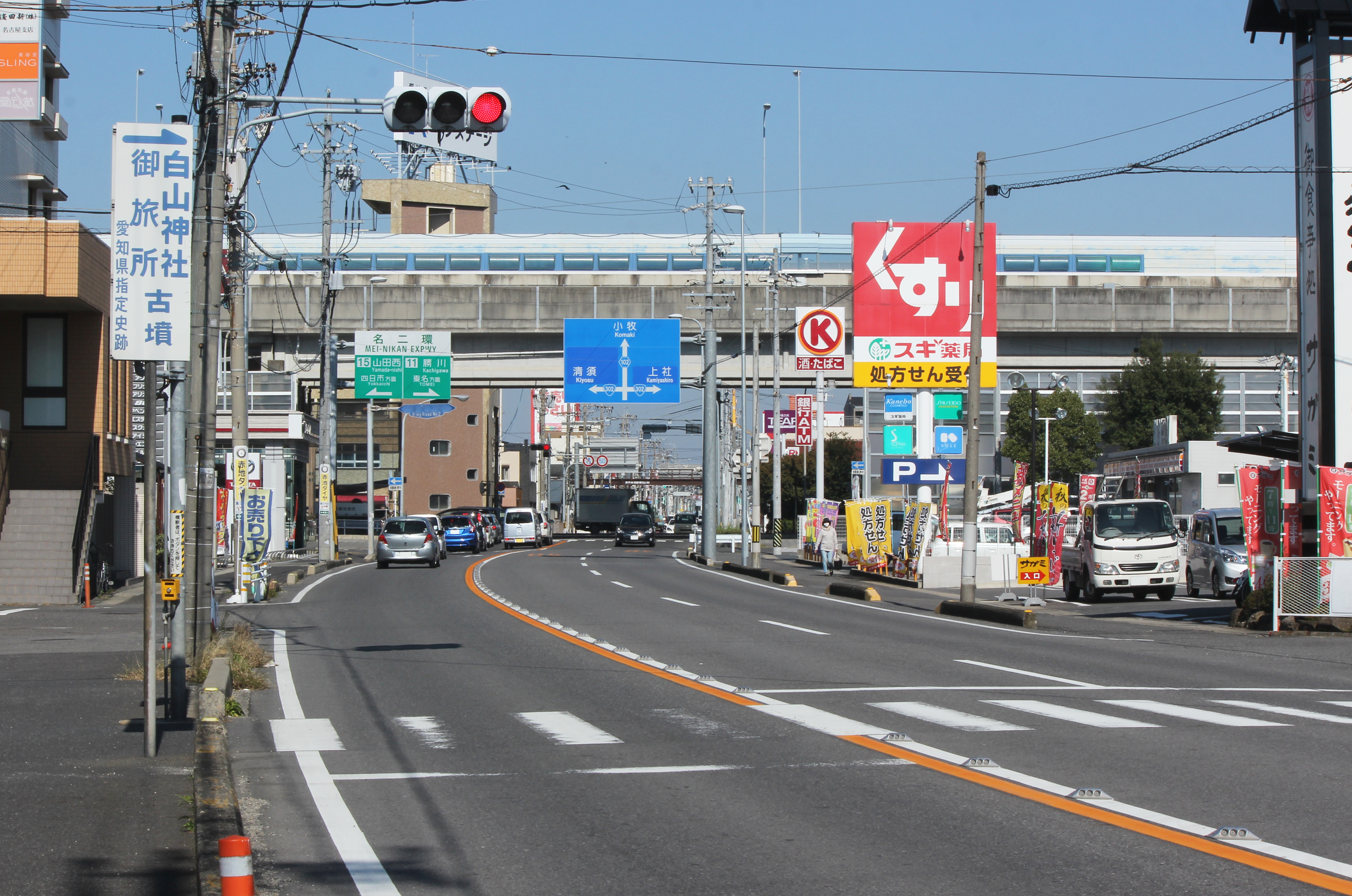
主要道路との交差部はゲート性を考慮してカラーパネルを採用（愛知県道102号名古屋犬山線との交差部）
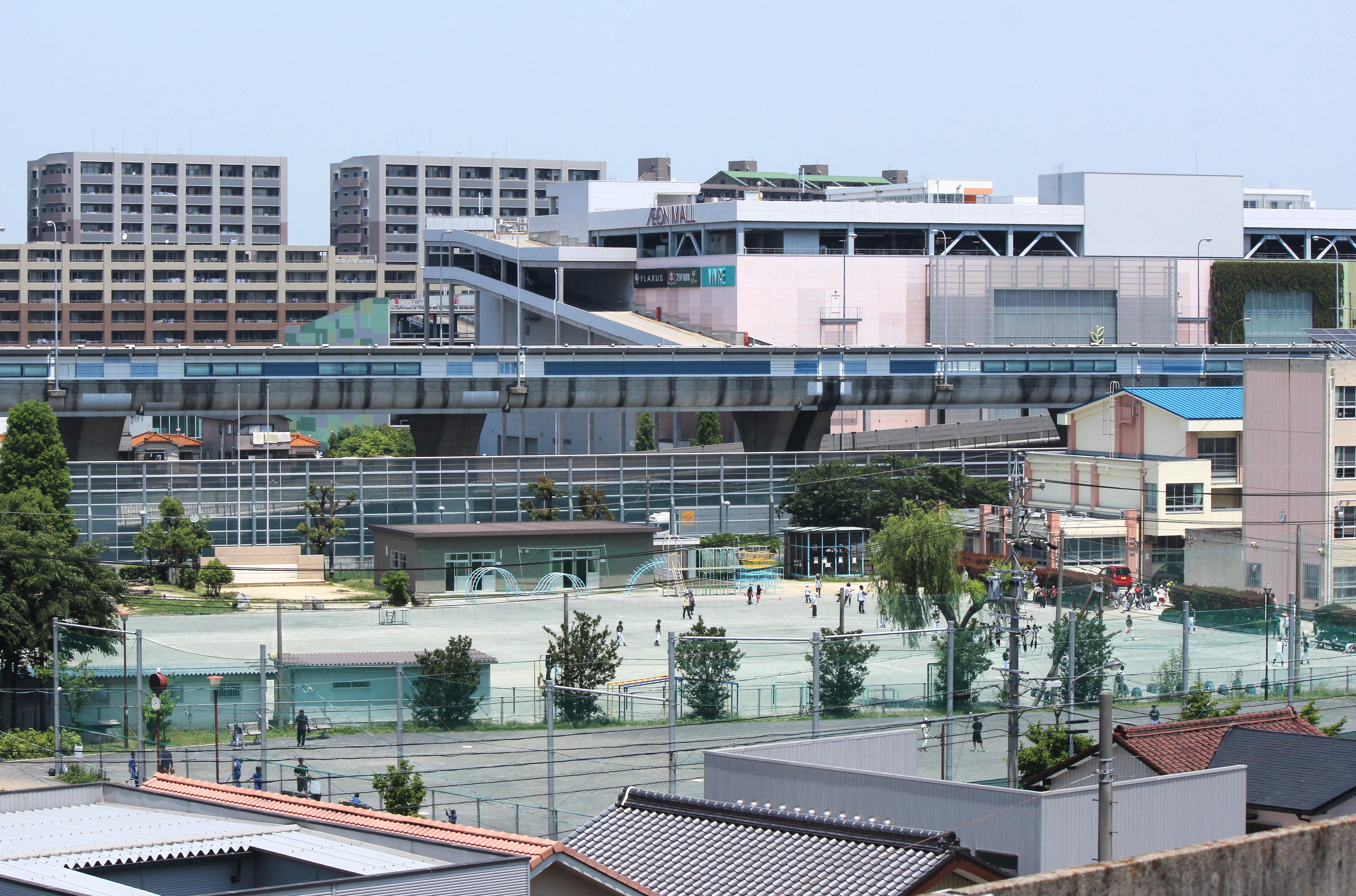
学校近接部の色彩模様
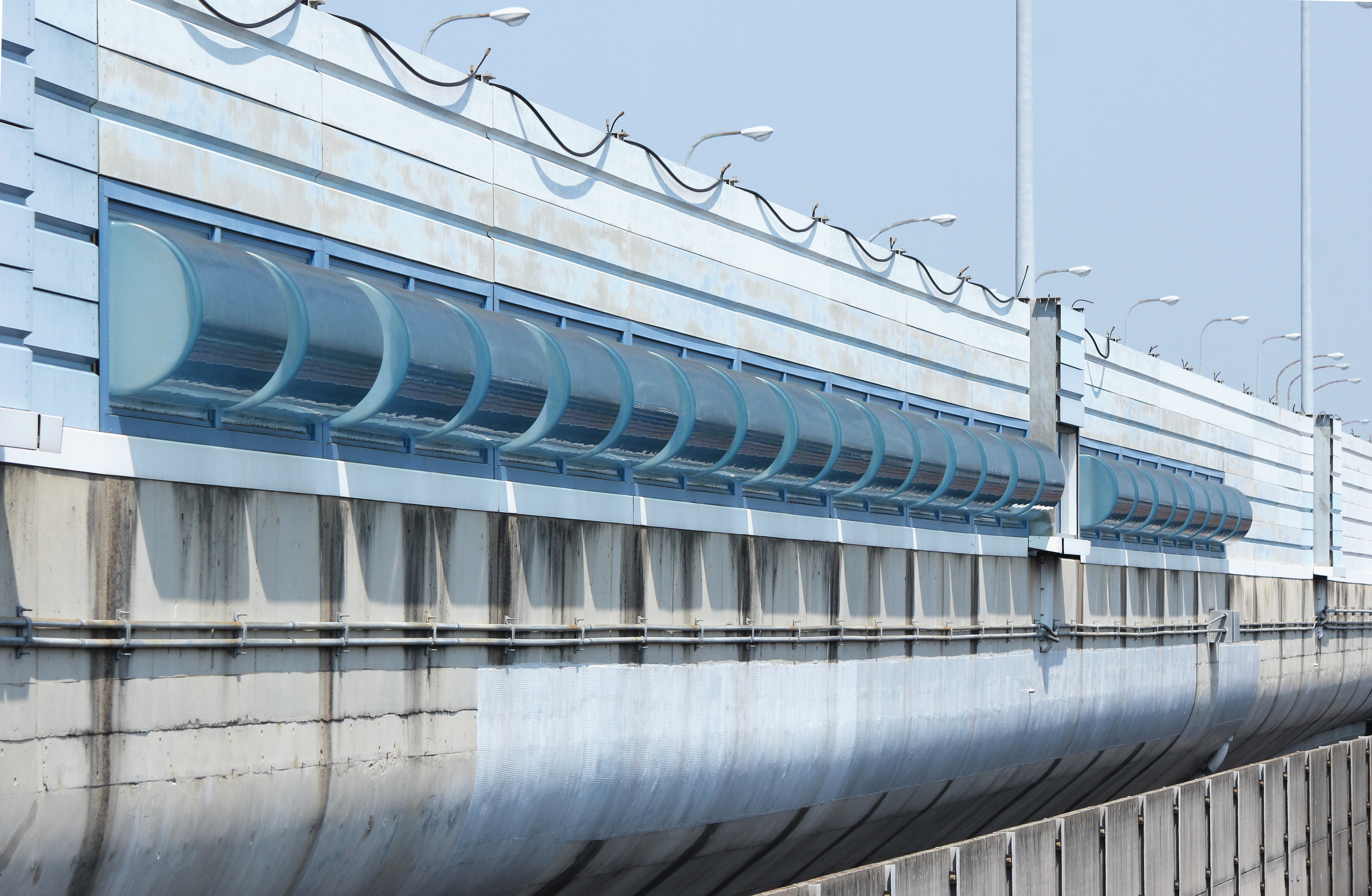
ドーム型の窓。主として道路交差部と学校近接箇所で採用した[328]。
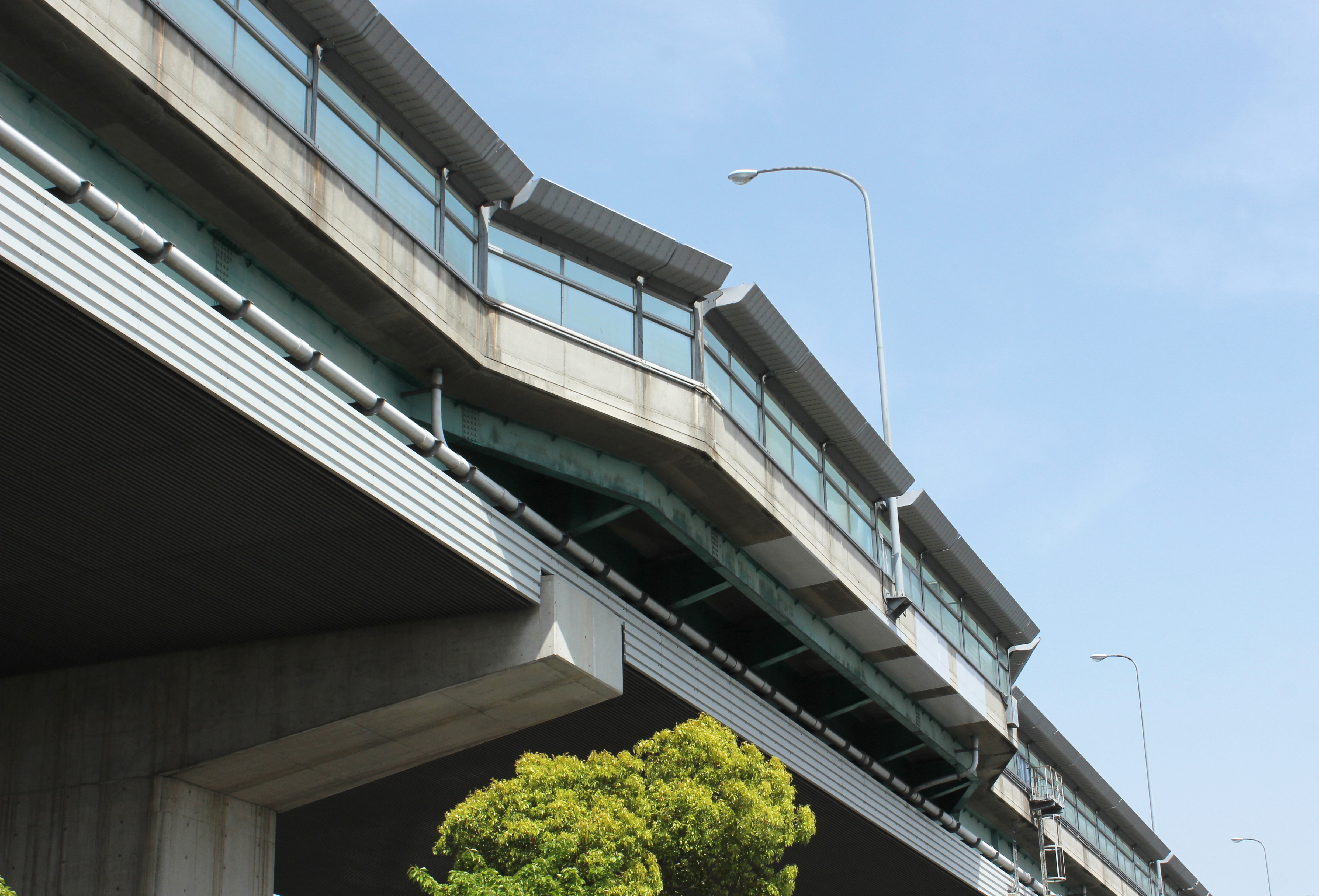
日照阻害を回避するための透明板
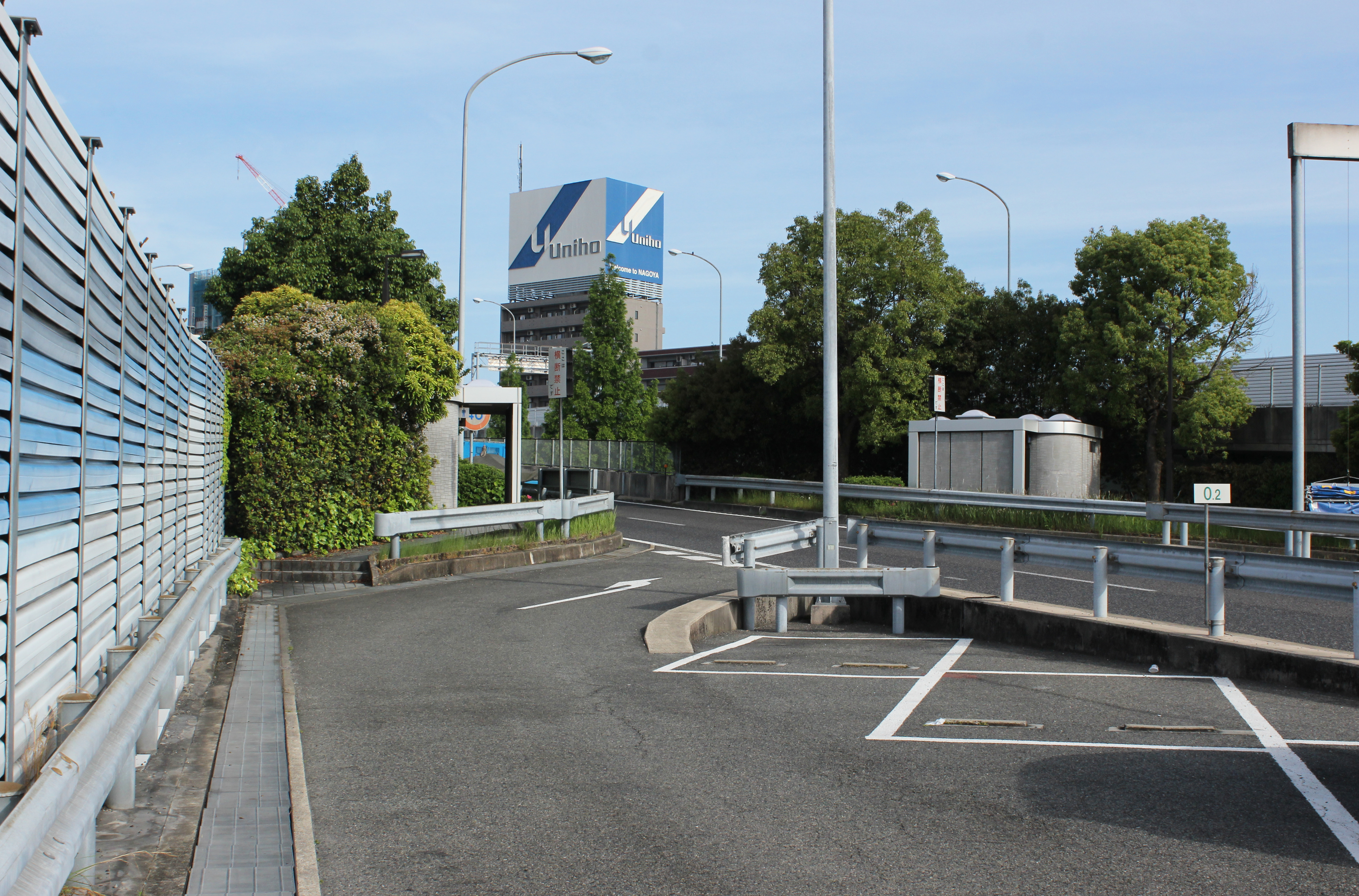
名古屋IC料金所域内に設置された遮音壁は東名阪自動車道（当時）のシンボルカラーの青で塗装

#### 単弦ローゼ橋（庄内川橋）

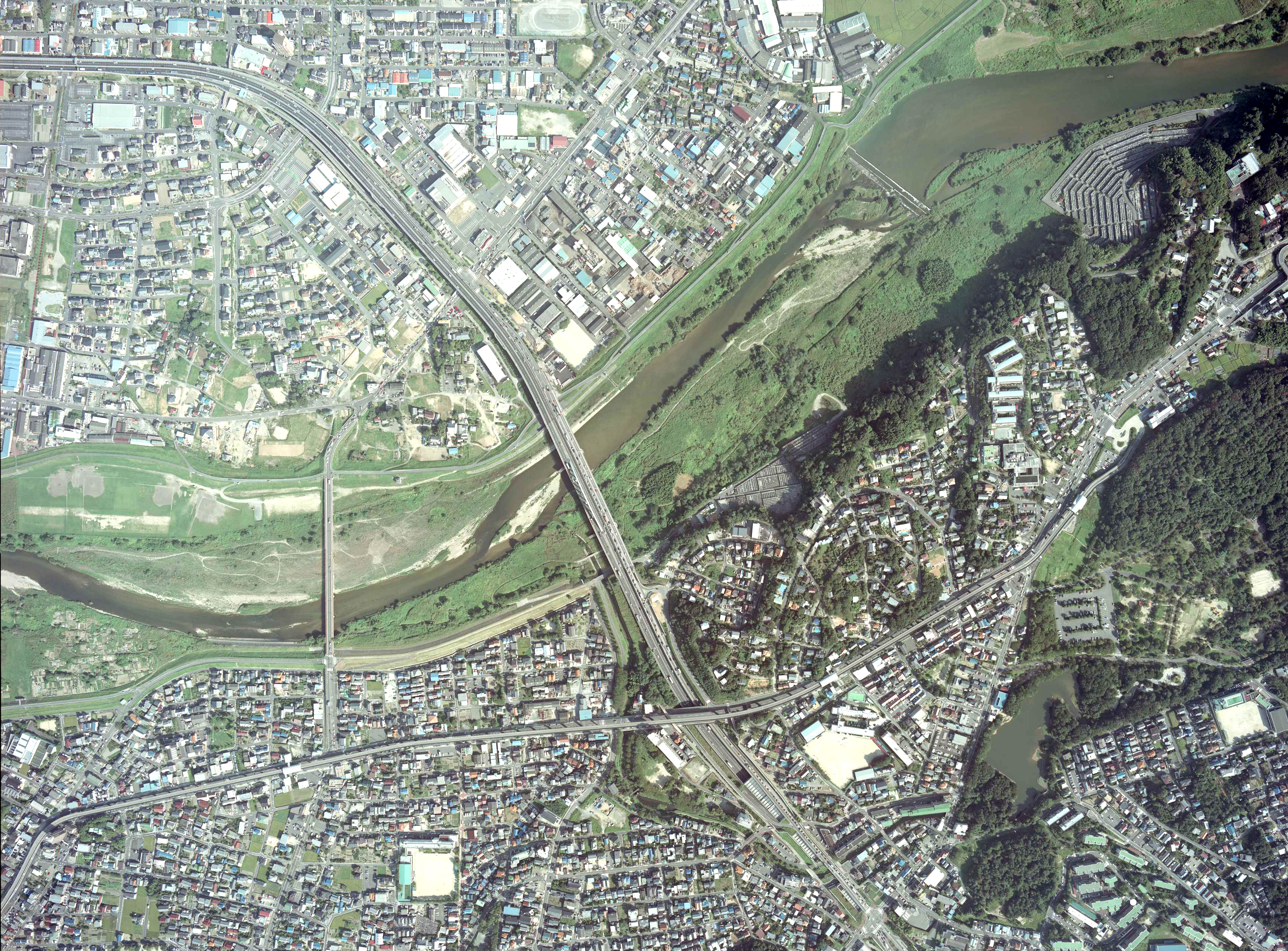
庄内川を境に左上が平野（春日井市）、右下が丘陵地帯（名古屋市守山区）に分かれる。専用部は名古屋市守山区側で半地下区間に入る。出典：『国土交通省「国土画像情報（カラー空中写真）」（配布元：国土地理院地図・空中写真閲覧サービス）』

庄内川に架かる庄内川橋は名古屋市（守山区）と春日井市の市境にあり、また平坦な濃尾平野と丘陵地帯の境に位置する。よって川の西側は高架区間、東側は掘割、半地下区間の移行区間に位置し、景観的にも道路構造的にも変化に富むことから、ここに計画された橋はこの景勝地に相応しいランドマーク的な橋が構想された。このために中部圏では初となる単弦ローゼ橋を採用することとして、専用部の道路中央分離帯にアーチを1本架け、2本の橋脚に連結して支える構造とした。アーチの高さは約20 m、長さは130 mで、アーチ形状を明快に表現することや周辺環境と調和させるべくライトグリーンを基調に塗装した。橋脚はコーナーを丸め、上方から下方にかけて絞り込む（狭める）ことで優しさとシンプルなイメージを出した。
なお庄内川橋は橋の中央を専用部（往復4車線）、その両側に一般部（各片側2車線で歩道付き）を挟むトータル8車線、幅員51 mの大橋である。このうちアーチが作用するのは専用部のみで、一般部は専用部の橋桁から独立しており、その構造は桁橋である（橋脚は専用部と共有）。床板形式は専用部がRC（鉄筋コンクリート）、一般部が鋼で、単弦ローゼの採用は重量のあるRC板の採用を可能とした。その両側の一般部が鋼とされたのは景観的配慮から桁高を抑える必要によっている。ただし一般部は現状往復2車線の暫定供用中であって、下流側に道路は設置されていない。供用開始は専用部が1993年12月3日、一般部が1994年10月25日である。

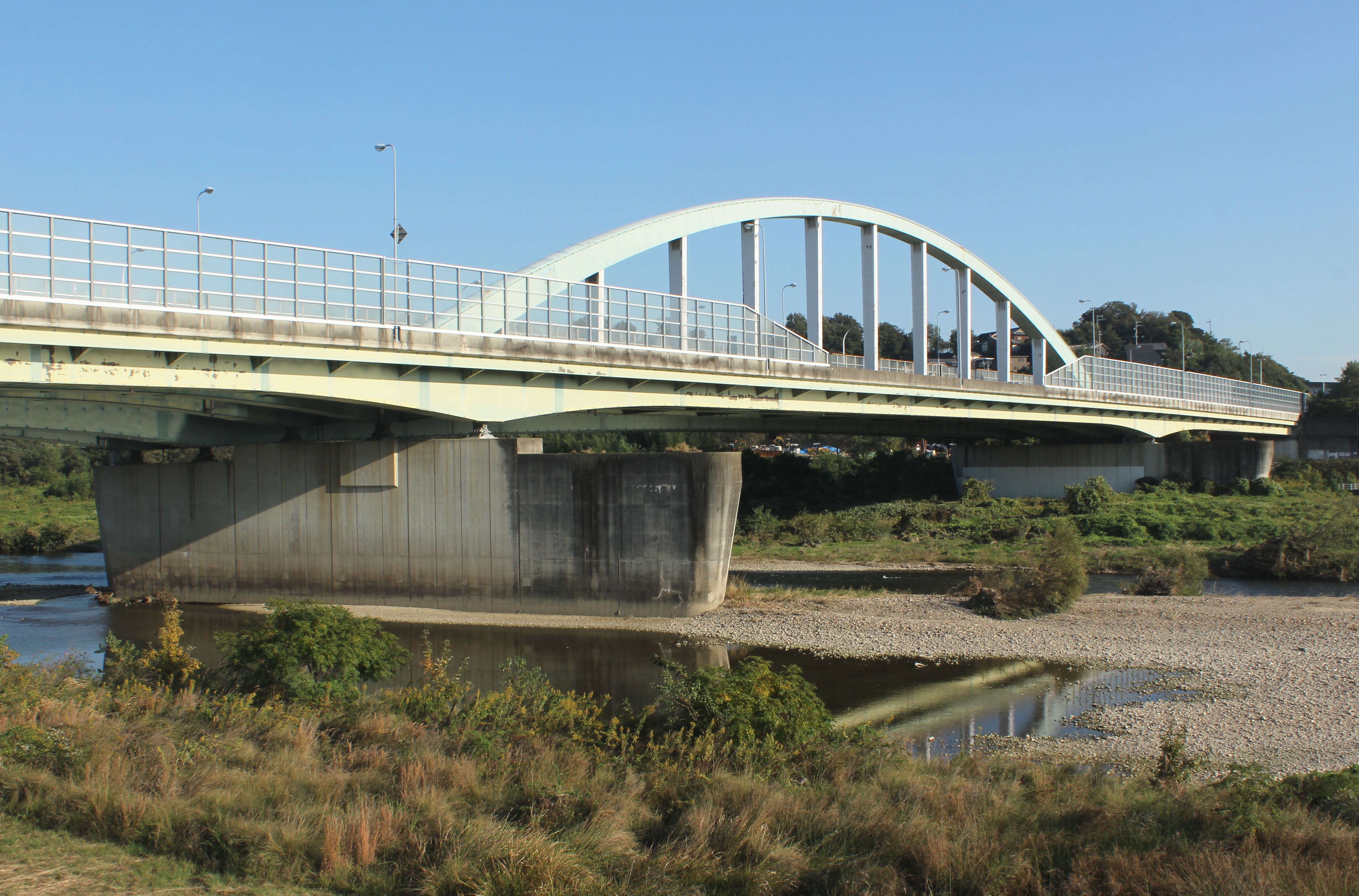
単弦ローゼ橋。下流側の一般部は未供用である。橋脚の隅に丸みを与え、下方を絞り込んでいる。
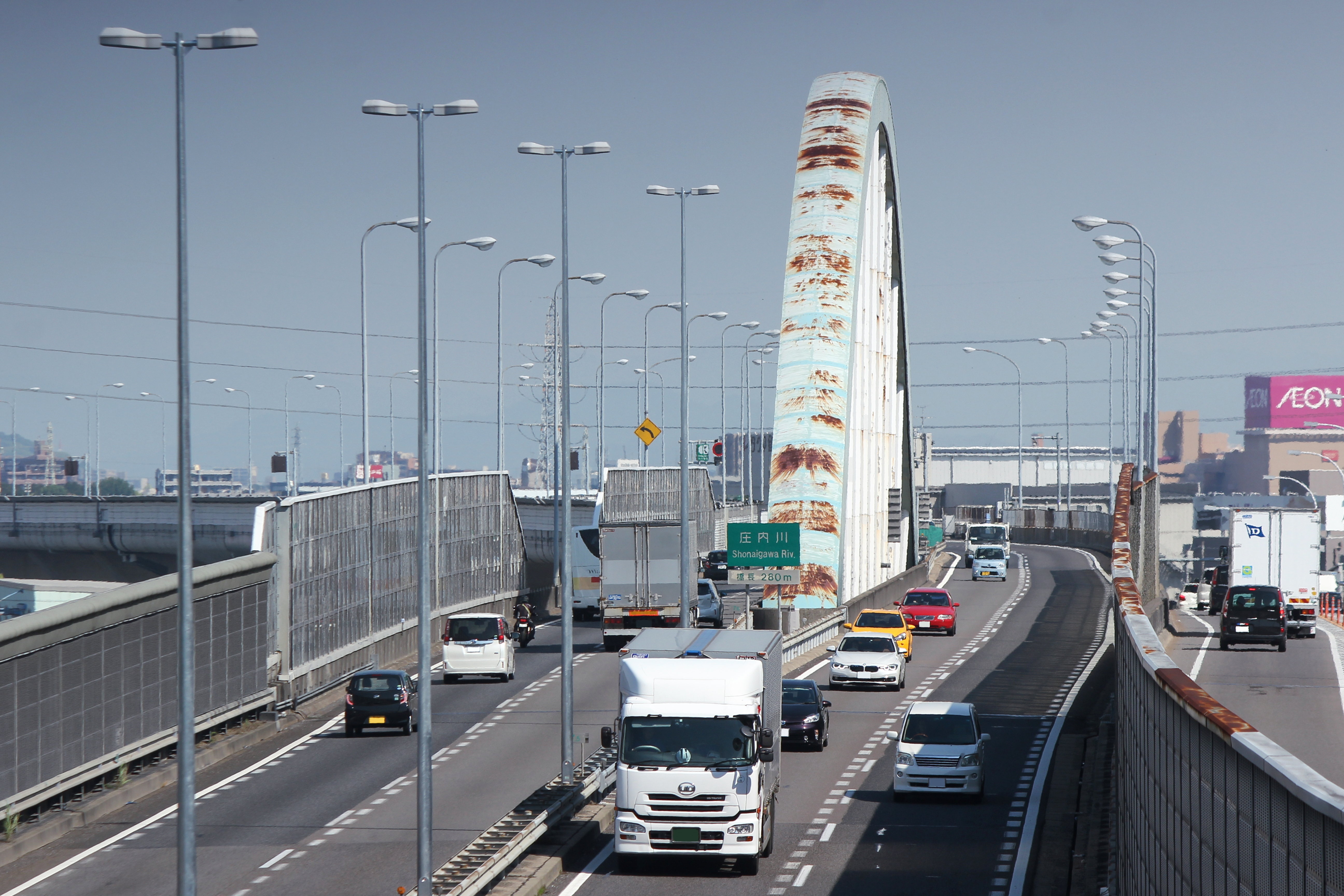
専用部道路中央にアーチを一本のみ架ける構造。
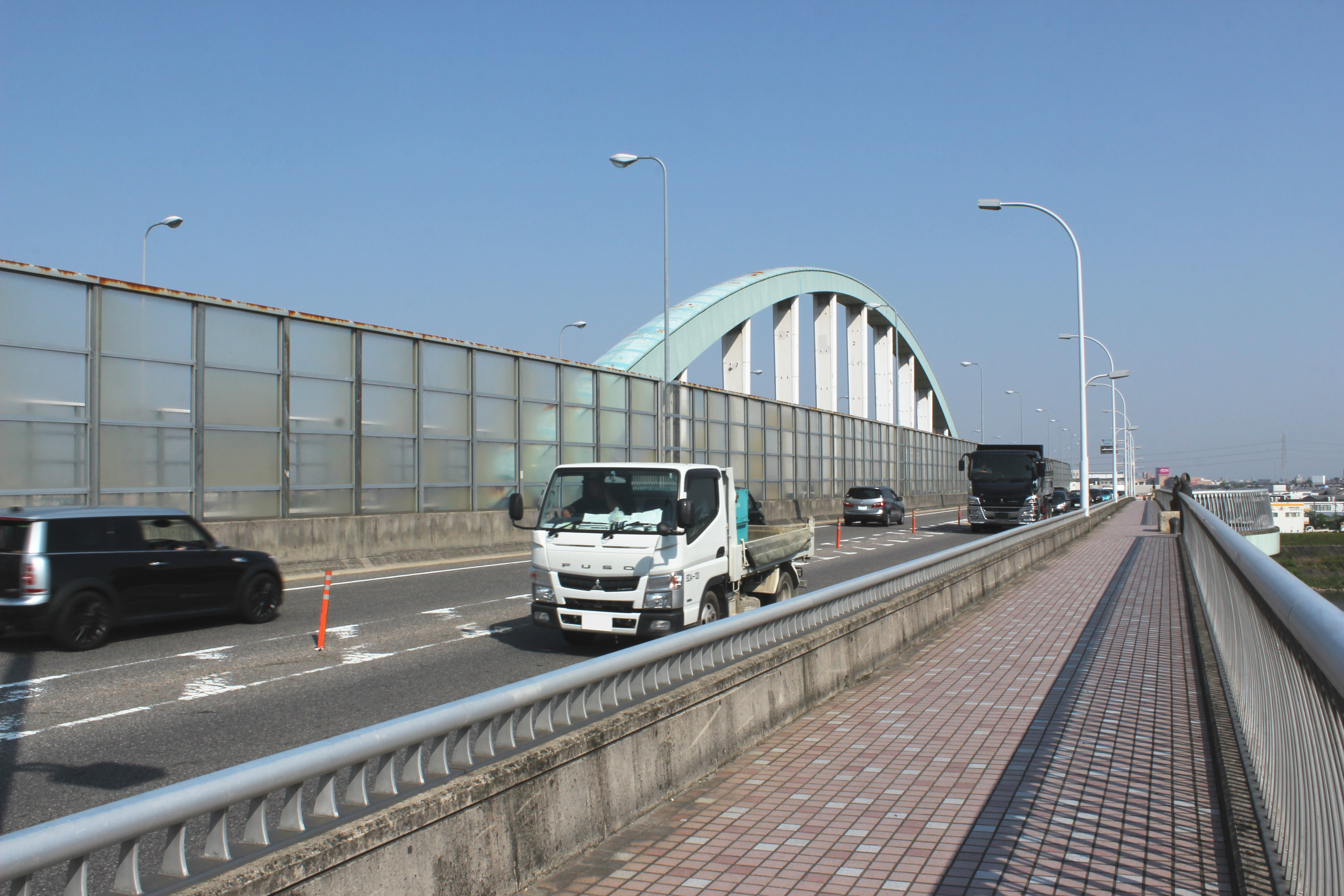
一般部は暫定2車線。歩道も設置されている。
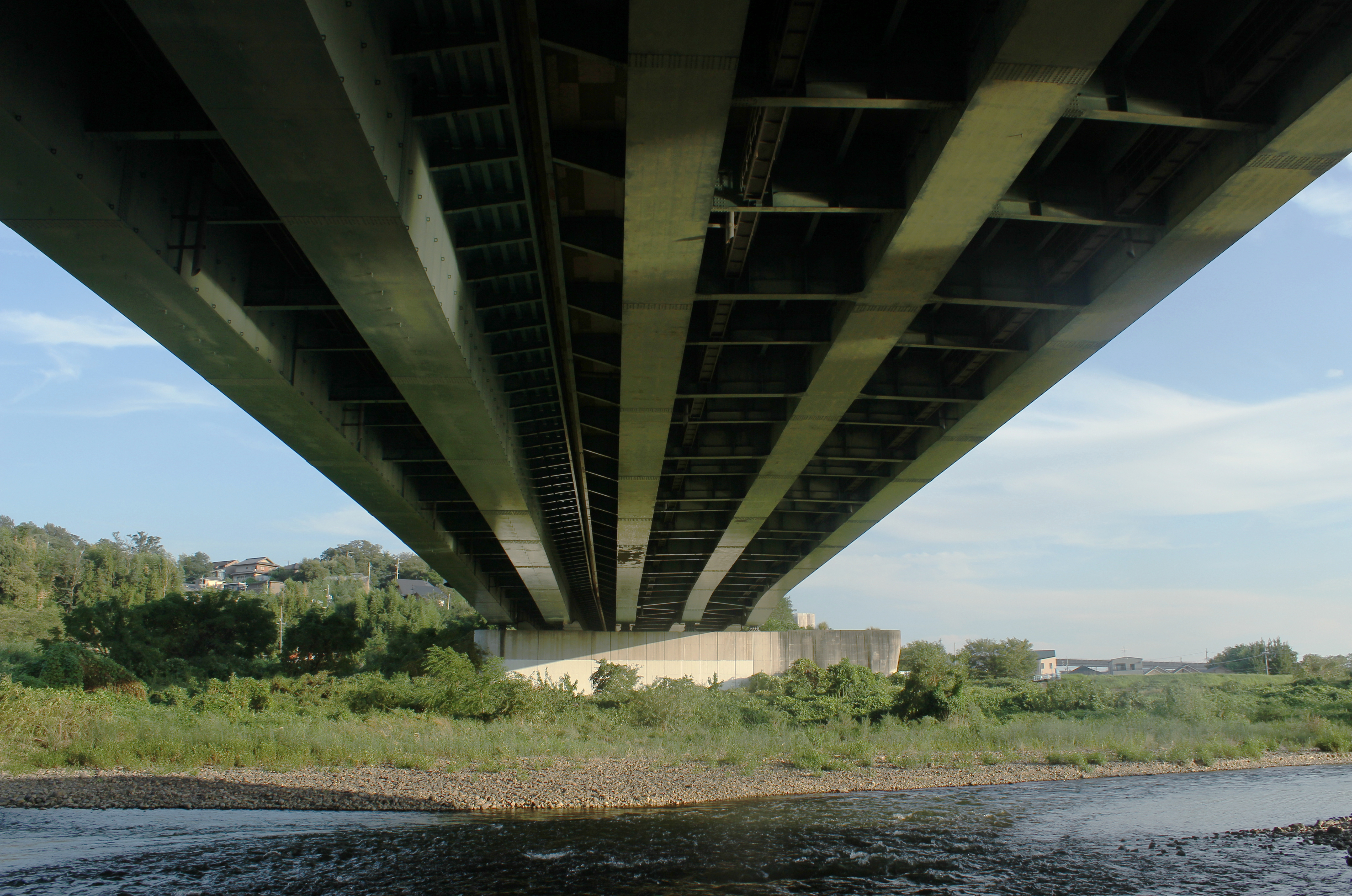
左が一般部、右が専用部の橋桁。一般部4車線化の際は右端に増設される。

#### 楕円形歩道橋（平針歩道橋）

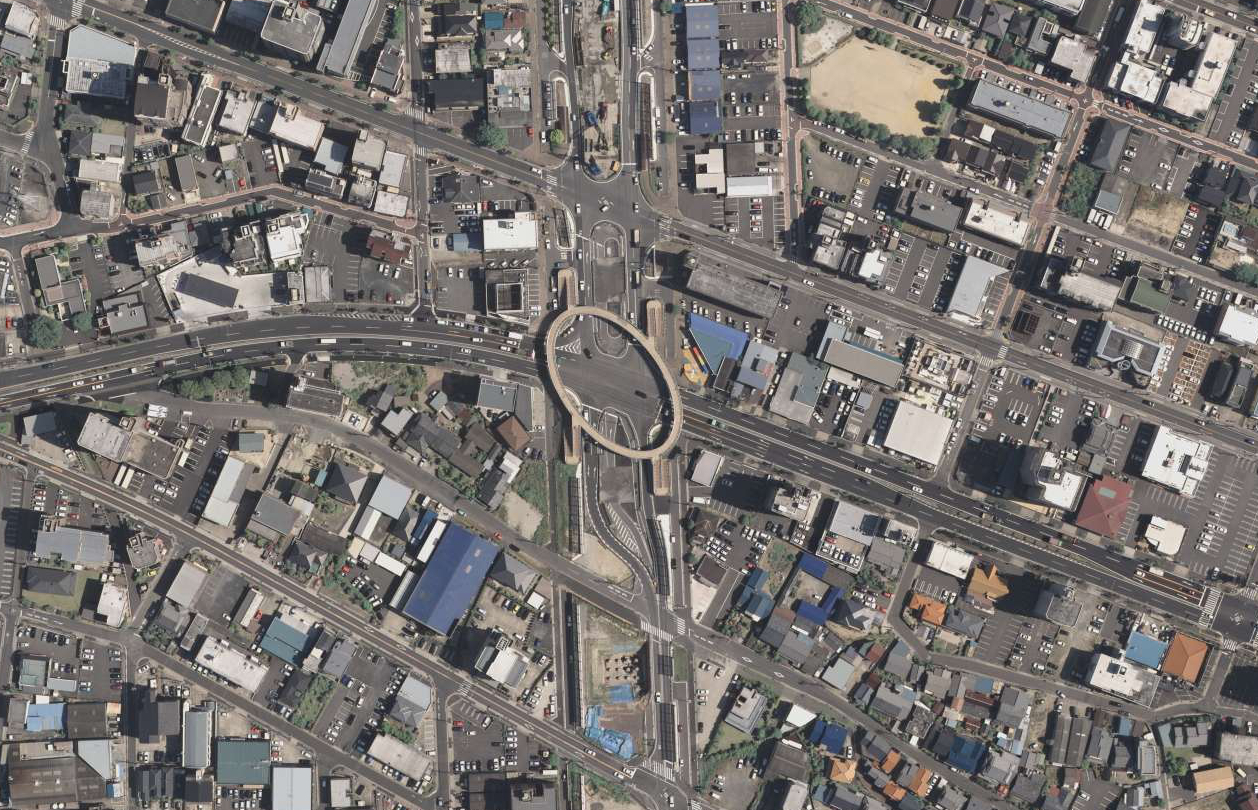
名二環の橋桁架設前の平針歩道橋（2007年6月）。県道が斜め交差することから歩道橋は楕円形とされた。出典：『国土交通省「国土画像情報（カラー空中写真）」（配布元： 国土地理院地図・空中写真閲覧サービス）』

東南部の愛知県道56号名古屋岡崎線と交差する原一丁目交差点（名古屋市天白区）には楕円形の平針歩道橋が架けられている。楕円形ゆえ直径にばらつきがあり、最も長い幅が70 m、短い幅が40 mで、一周は180 mである。楕円形とされたのは、一般部と県道が斜め交差していることから円形が採用できなかったことによっている。また力学的な観点からも楕円形が有利との判断もあったが、地域のモニュメントとしての意味や歩行者に与える印象を柔らかくする目的もある。ただし直線状の歩道橋に比べ歩行距離が若干長くなる特徴もある。

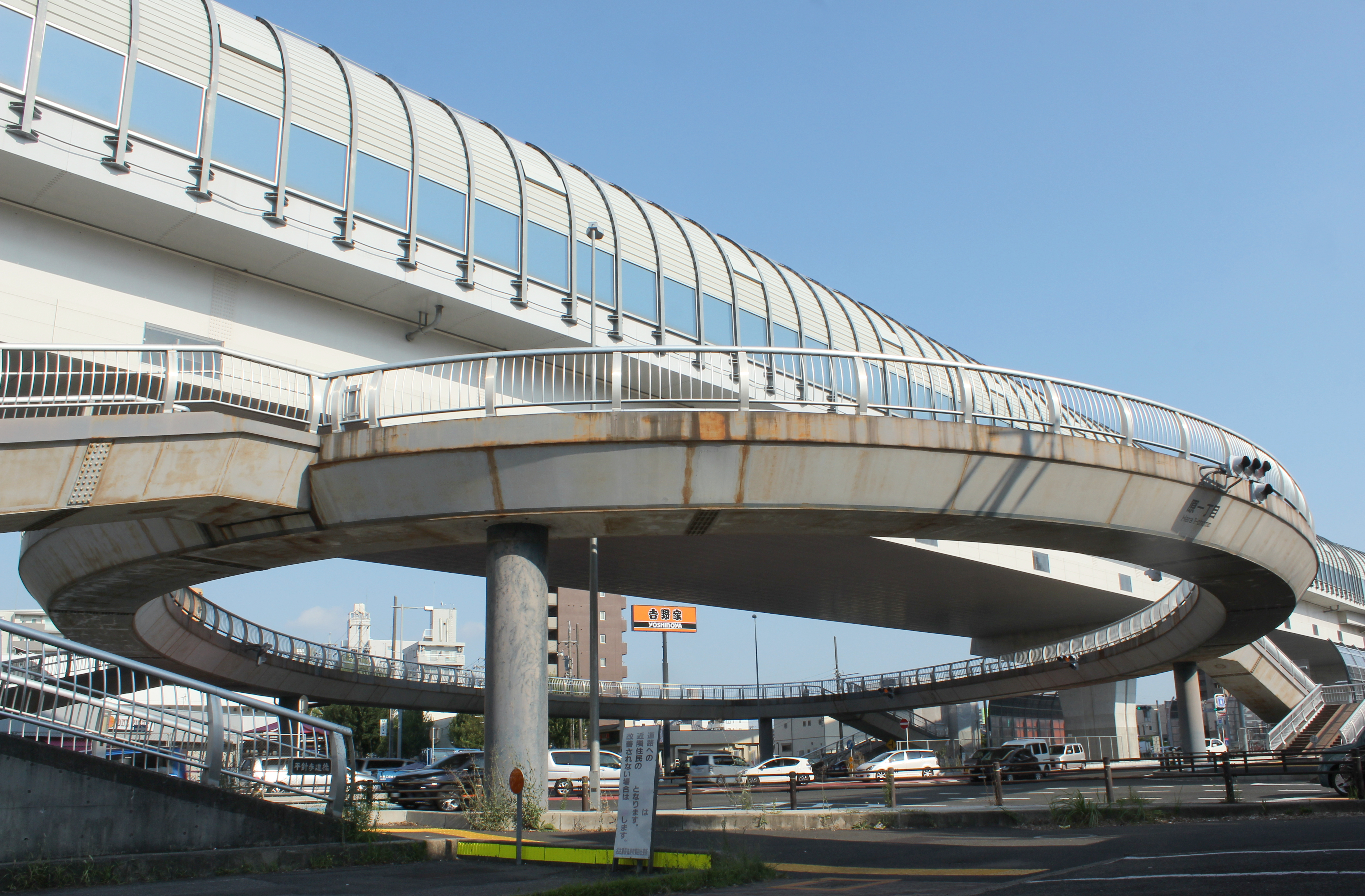
原一丁目交差点の楕円形歩道橋
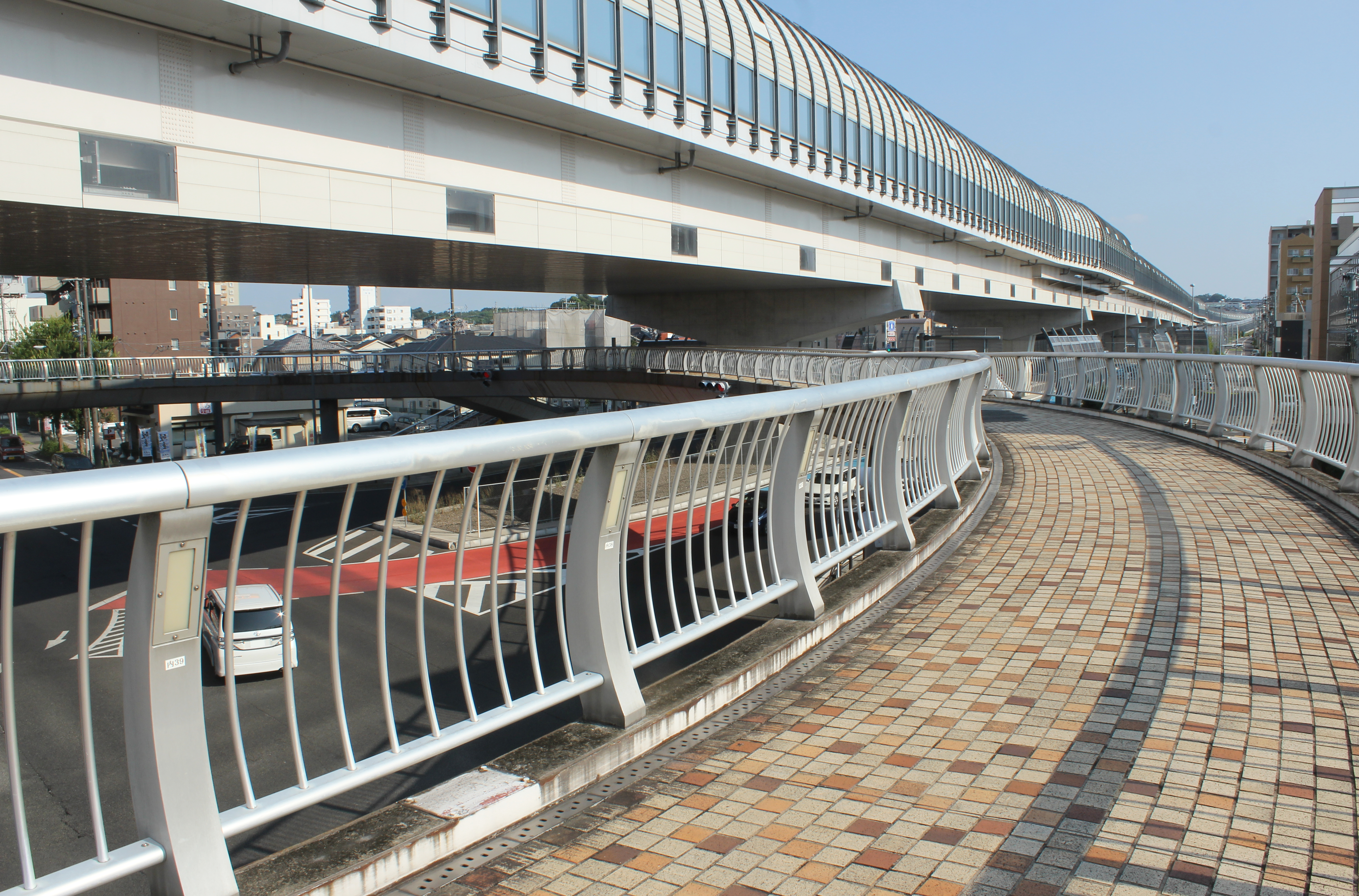
歩行距離は直線式と比べ若干長くなる
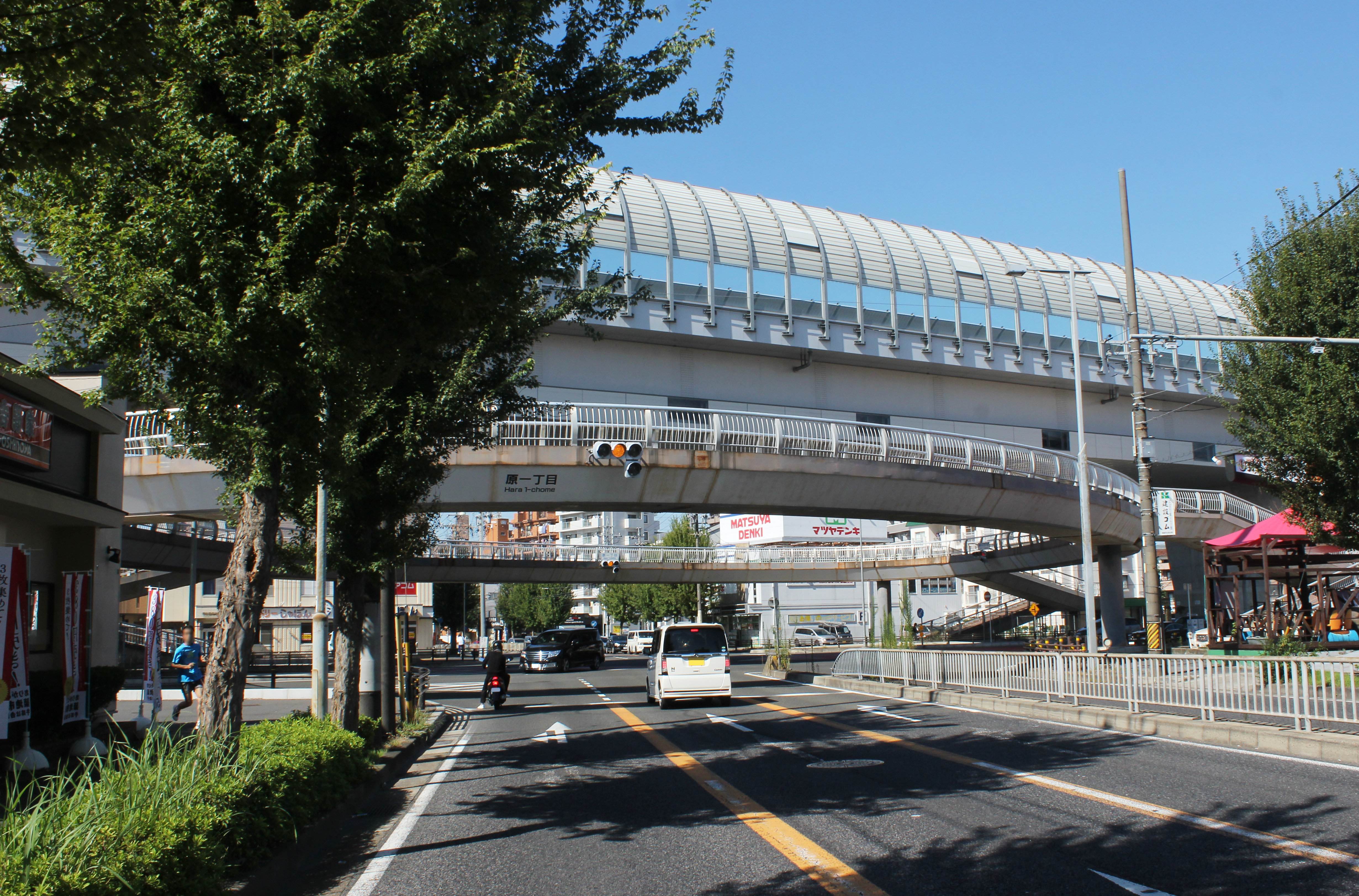
県道側から見る歩道橋。斜め交差していることが判る。

#### 3大斜張橋（名港トリトン）

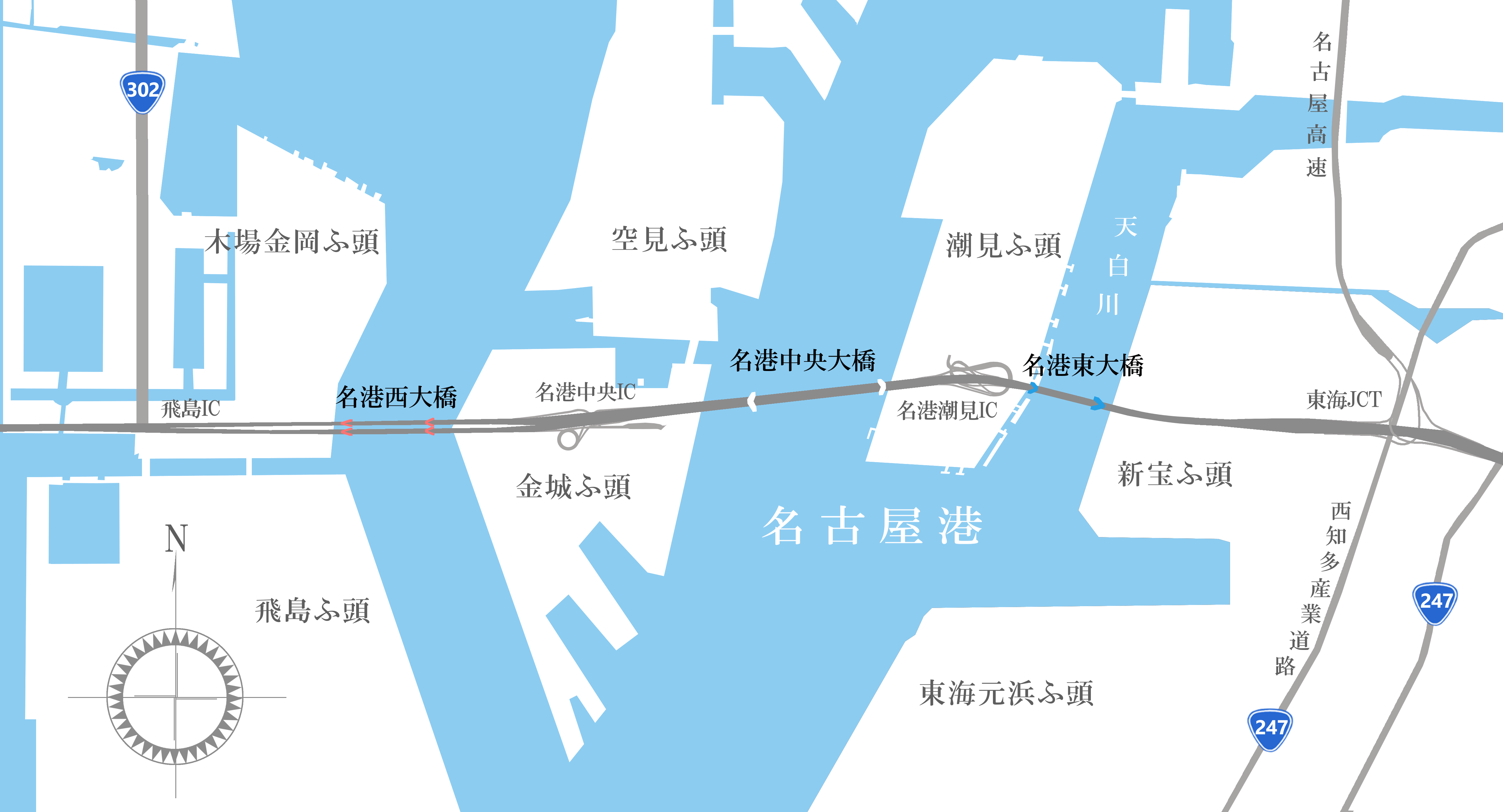
名港トリトンは4つの人工島に跨って架橋されている。

名古屋港を横断する海上部の斜張橋3橋は名港トリトンの愛称で呼ばれている。人工島である各埠頭間をまたぐ鋼3径間連続斜張橋により構成され、海部郡飛島村、名古屋市港区、東海市新宝町に跨って架橋されている。飛島側から名港西大橋、名港中央大橋、名港東大橋の順に構成され、必要な航路高さ確保のため、橋桁は海面より40 - 50 mの高さで架橋されている。
夜間は季節ごとにテーマカラーを設定したライトアップが実施されている。

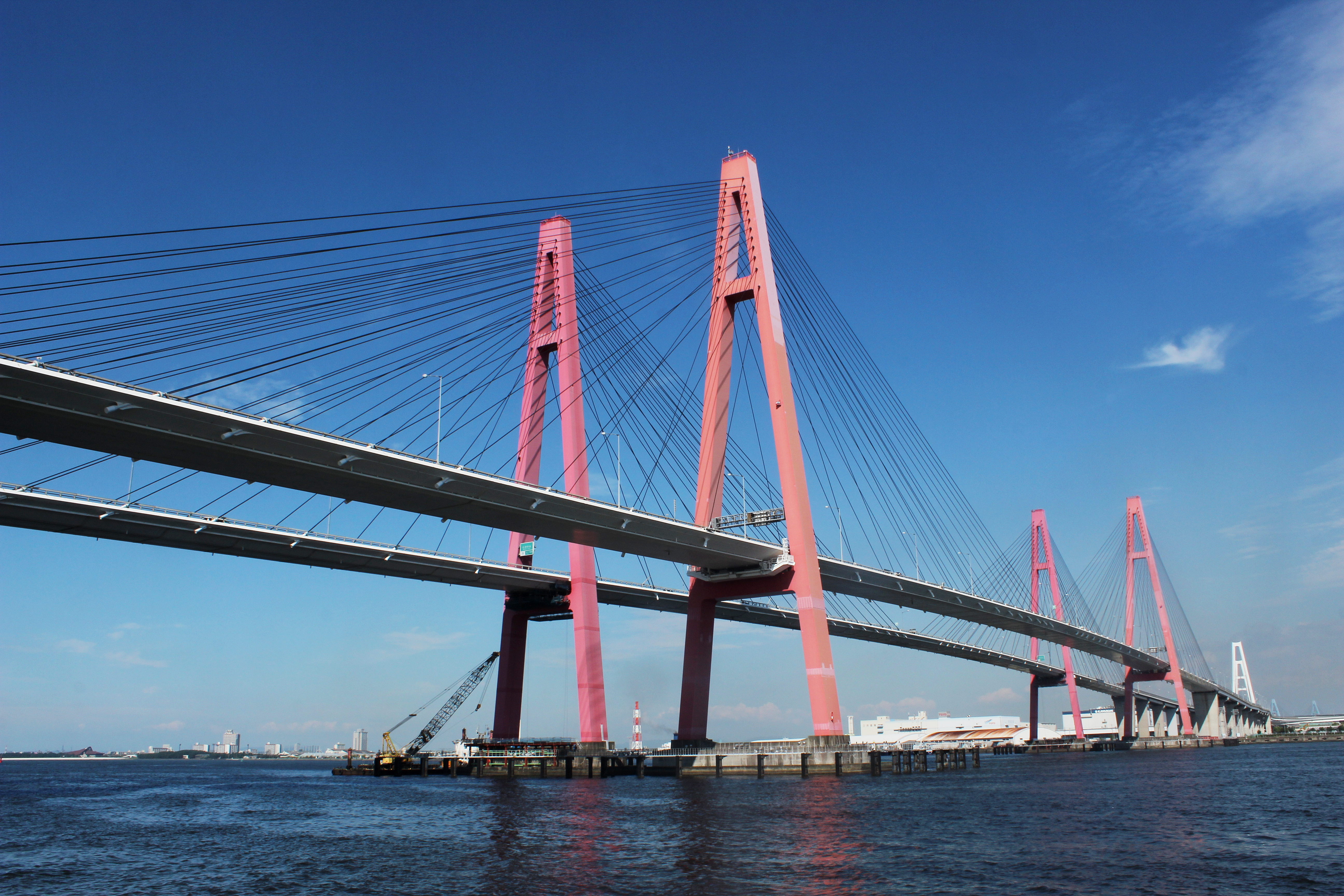
名港西大橋は二橋並列方式。橋桁は当初は赤であった
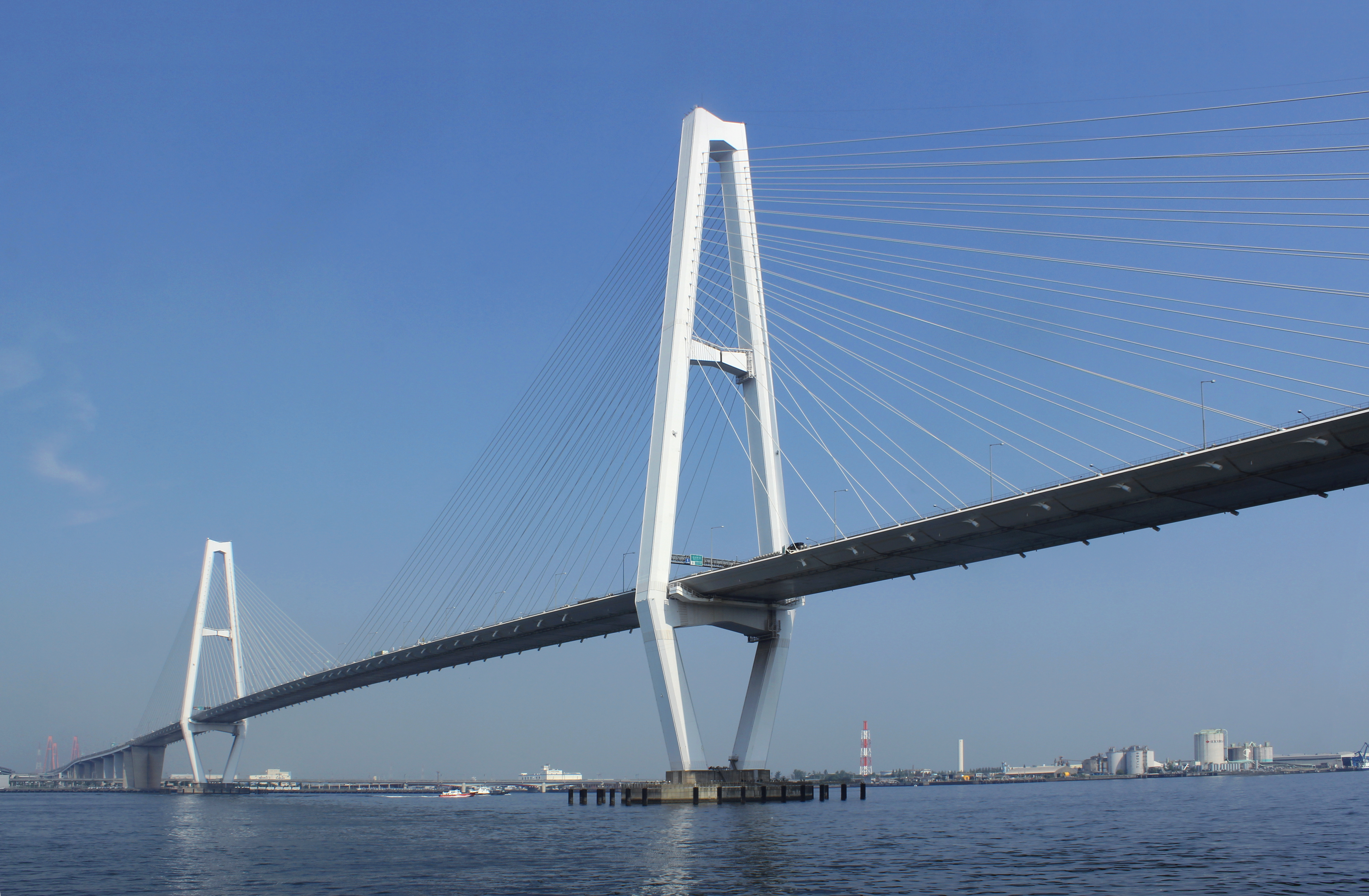
名港中央大橋。3大橋の中では最も橋長が長い
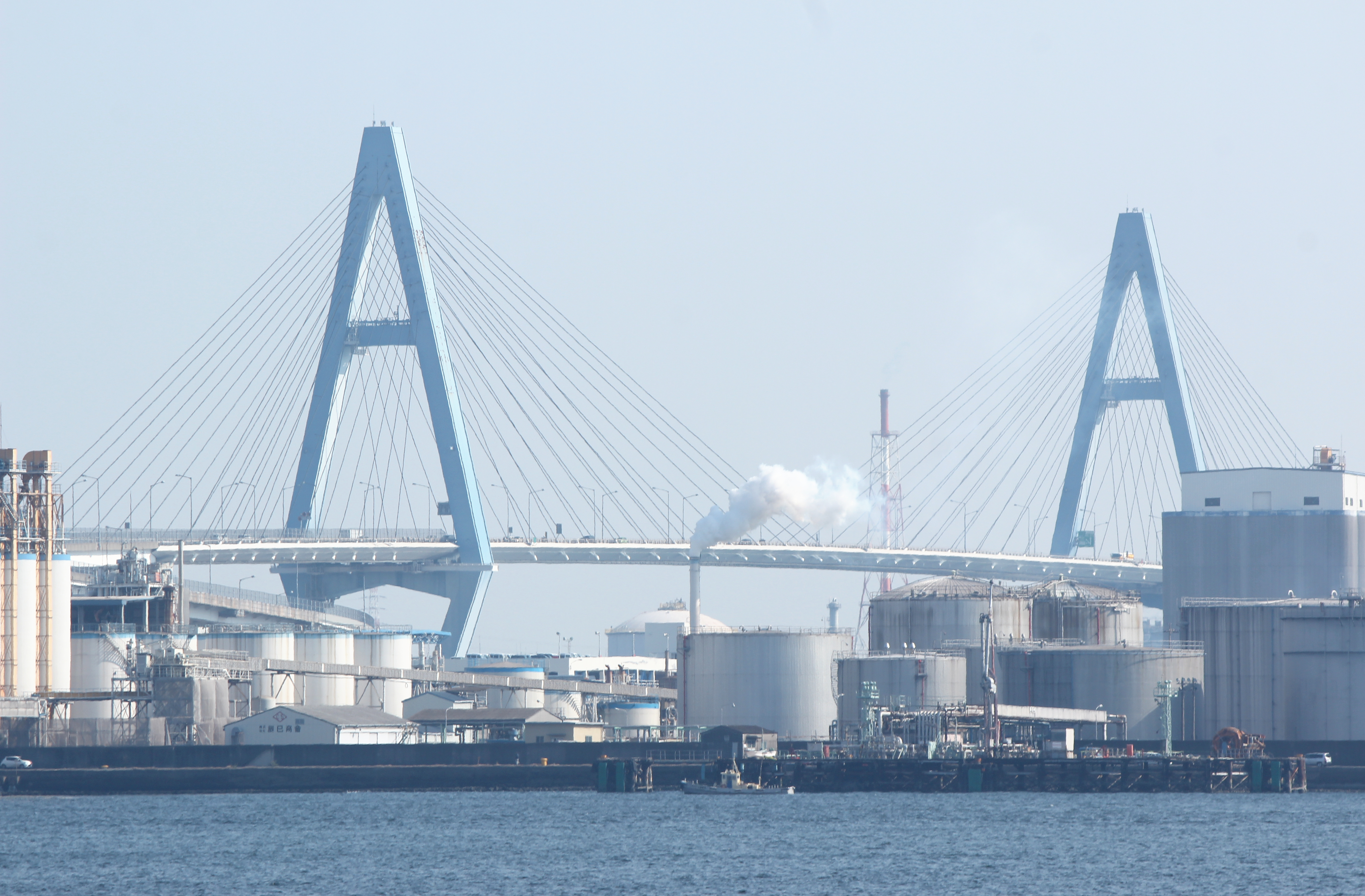
名港東大橋。3橋の中では最も距離が短い
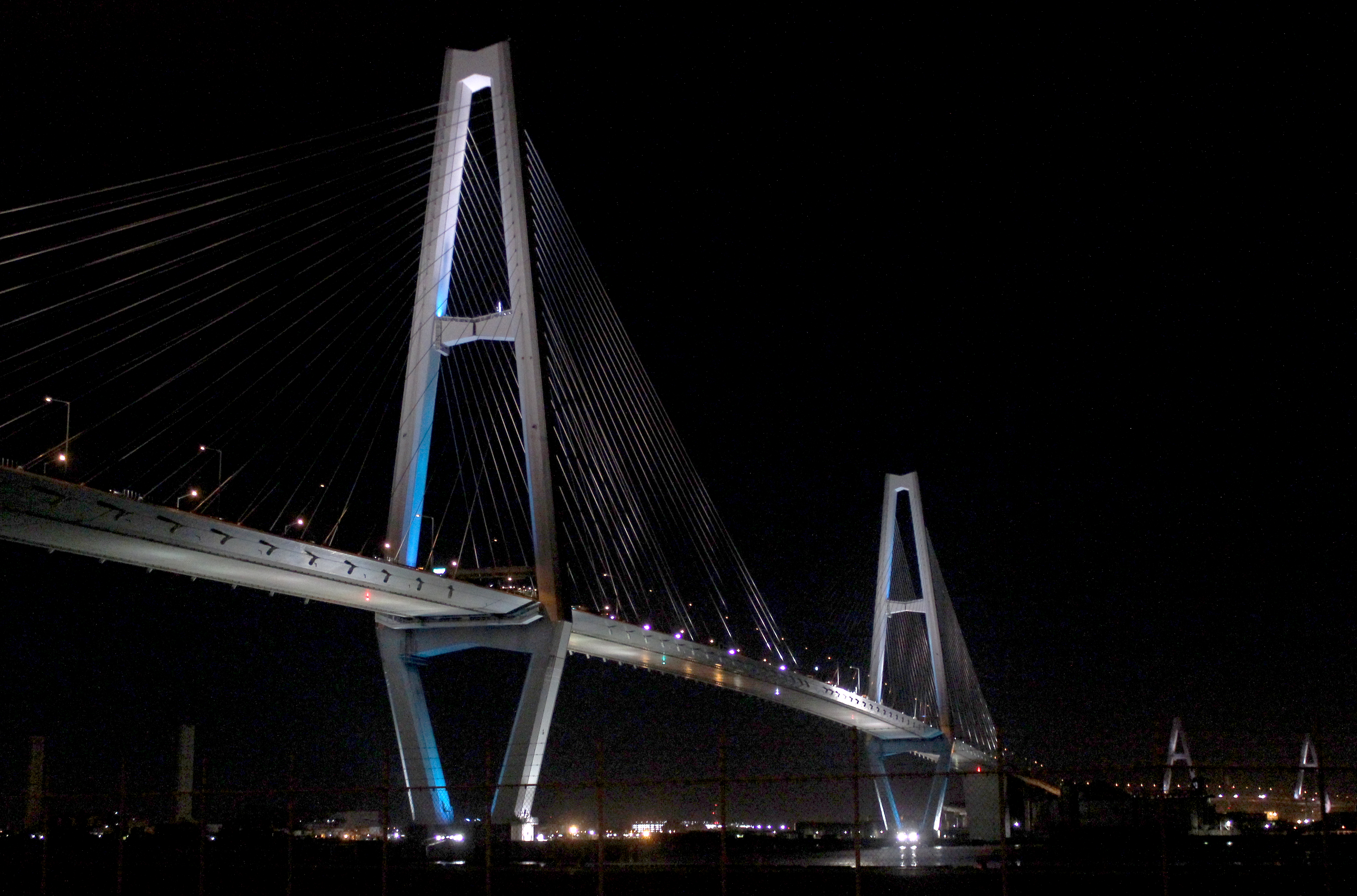
ライトアップ

## 地理

### 通過する自治体
- 飛島村
- 名古屋市港区
- 名古屋市中川区
- 大治町
- あま市
- 清須市
- 名古屋市西区
- 名古屋市北区
- 春日井市
- 名古屋市守山区
- 名古屋市名東区
- 名古屋市天白区
- 名古屋市緑区
- 大府市
- 東海市

通過市町村

※接続する道路は名古屋第二環状自動車道・伊勢湾岸自動車道・国道302号を参照。